# Padova
Padova (AFI: /ˈpadova/ ; Pàdoa o Pàdova in veneto, anticamente anche Pàva) è un comune italiano di 207 862 abitanti, capoluogo della provincia omonima in Veneto.
Si trova all'estremità orientale della Pianura Padana e all'interno del bacino idrografico del Bacchiglione.
Fondata, secondo la leggenda, dal principe troiano Antenore, la città fu abitata fin dal XIII secolo a.C. dai Veneti. Durante la loro permanenza nel IV secolo a.C. furono costretti a difendersi dai ripetuti attacchi dei Galli e in questa occasione entrarono in contatto con la civiltà romana con la quale stabilirono solidi legami. Assunto il titolo di municipio, nel I secolo Padova, in latino Patavium, era la più ricca città d'Italia dopo Roma. La città fu una delle capitali culturali del Trecento, grazie alla presenza della signoria dei Carraresi o Da Carrara, che fecero di Padova uno dei principali centri del preumanesimo. Tra il XIV secolo e il XV secolo si sviluppò in concomitanza con Firenze la corrente culturale nota come Rinascimento padovano, e influenzerà la compagine artistica dell'intera Italia settentrionale del Quattrocento.
A Padova sono presenti due siti dichiarati patrimonio dell'umanità dall'UNESCO: l'orto botanico, il più antico al mondo e i cicli di affreschi del XIV secolo, conservati in otto complessi edilizi tra cui la cappella degli Scrovegni. Dal 1222 Padova è sede di un'università tra le più antiche del mondo.
Padova è conosciuta come "la città dei tre senza", da il Caffè senza porte (Caffè Pedrocchi, aperto 24 ore al giorno in passato), il Prato senz'erba (Prato della Valle), il Santo senza nome (Basilica di Sant'Antonio di Padova conosciuta dai padovani come "il Santo").

## Geografia fisica

### Territorio

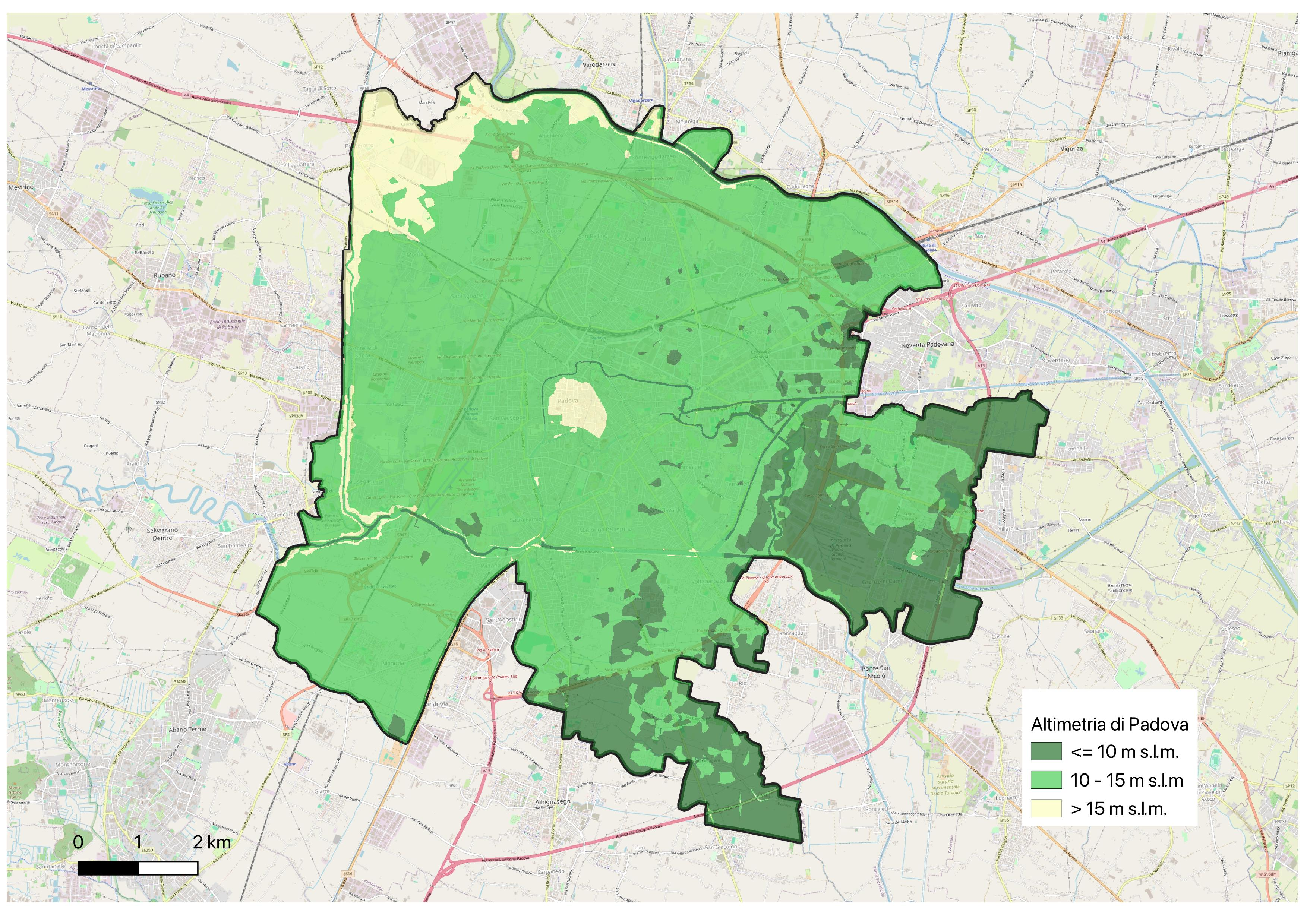
Fasce altimetriche del Comune di Padova

Padova è collocata all'estremità orientale della pianura Padana, circa 10 km a nordest dei Colli Euganei e circa 20 km a ovest della laguna di Venezia. Il territorio comunale si sviluppa su 93 km² interamente pianeggianti e solcati da vari corsi d'acqua, che hanno dato nei secoli forma e protezione alla città.
La città poggia su un terreno composto di materiali fini e limoso-sabbiosi, mentre i sedimenti ghiaiosi sono rari. La distribuzione dei vari livelli stratigrafici è molto irregolare a causa delle frequenti divagazioni e variazioni che i corsi dei suoi fiumi hanno subito durante l'ultima era geologica (si veda per esempio la rotta della Cucca). A ovest della città, nelle aree rurali del quartiere Montà sono ben visibili vari paleoalvei del fiume Brenta.
Considerando l'elevazione del territorio comunale si può notare che:
- il territorio ha un'elevazione media compresa tra 10 e 15 metri sopra il livello del mare;
- il nucleo storico con al centro Palazzo della Ragione si trova leggermente sopraelevato rispetto al territorio circostante, rendendo tale posizione più appetibile per la fondazione del primo nucleo insediativo;
- molti quartieri di Padova si trovano sotto i 10 metri di quota, come Pozzoveggiani e Crocifisso a sud, l'interporto, Granze di Camin.

Confina:
- a nord con Cadoneghe, Limena, Vigodarzere, Villafranca Padovana
- a est con Legnaro, Noventa Padovana, Saonara, Vigonovo, Vigonza
- a ovest con Abano Terme, Rubano, Selvazzano Dentro
- a sud con Albignasego, Ponte San Nicolò

Per quanto riguarda il rischio sismico, Padova è classificata nella zona 3 (sismicità bassa).

#### Idrografia

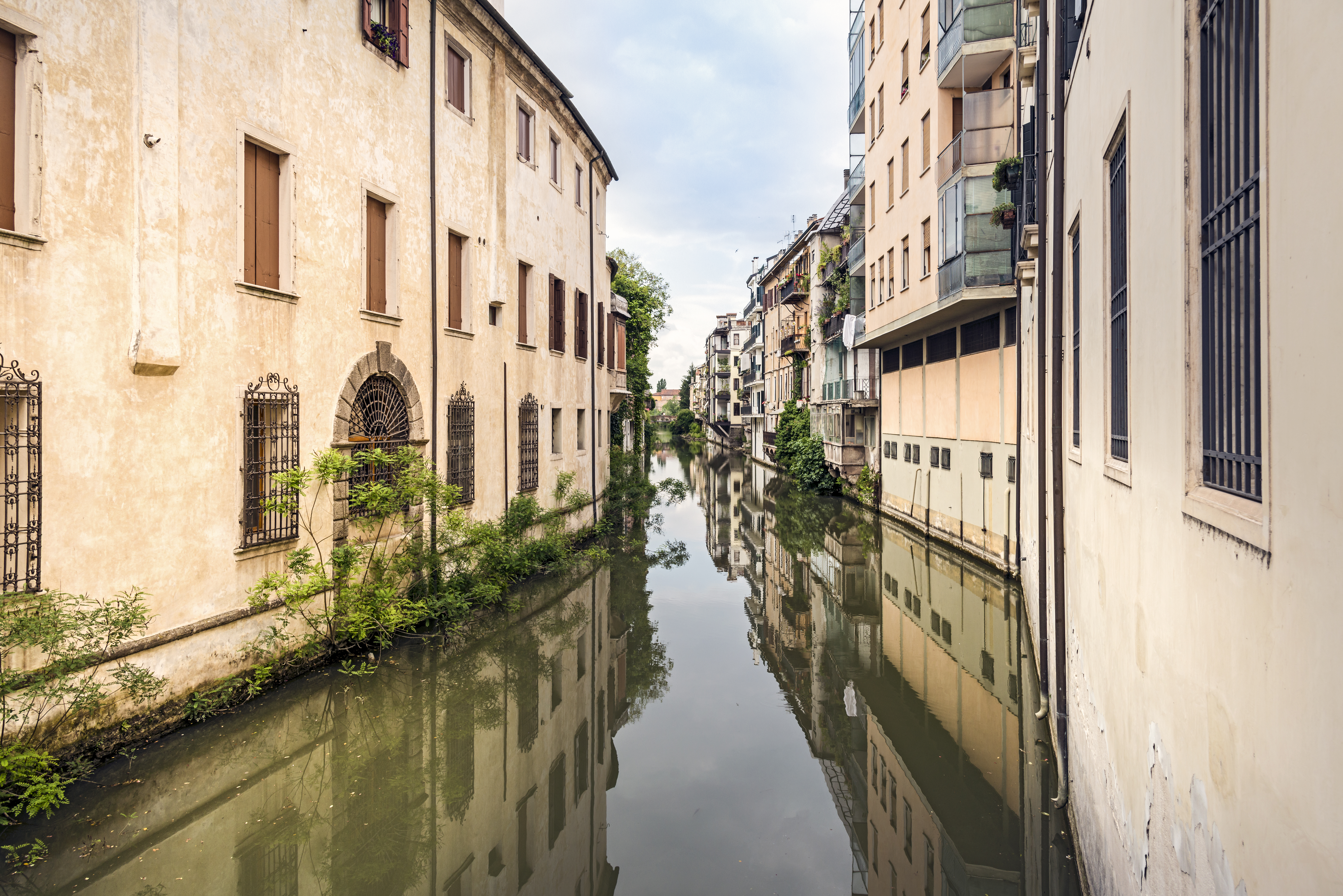
Veduta dal Ponte delle Torreselle

La città è nata e si è sviluppata all'interno dei bacini idrografici dei fiumi Brenta e Bacchiglione, che hanno fortemente condizionato il tessuto urbano e presentano scorci suggestivi in molti angoli della città.
In passato, tali corsi d'acqua erano fondamentali per l'economia cittadina, in particolar modo per la presenza di numerosi mulini e per la loro funzione commerciale, secondariamente per congiungere tramite barche la città con la vicina Venezia e gli altri centri della provincia di Padova. Inoltre, i canali hanno rappresentato a lungo un valido complemento delle opere di fortificazione della città.
Le opere di ingegneria fluviale che si sono susseguite nel corso dei secoli, soprattutto per impulso del Magistrato alle acque della Repubblica di Venezia (all'epoca chiamato "Collegio dei Savi Esecutori"), hanno permesso di ridurre il rischio di esondazioni molto frequenti in passato che interessavano il tessuto urbano della città. L'attuale complesso sistema di collegamenti e chiuse tra i canali cittadini è in grado di gestire e far defluire onde di piena anche significative, senza gravi pericoli per la città. Le aree ancora a rischio, solo in presenza di piene eccezionali, sono la zona sud-orientale di Terranegra (il cui nome deriva dalle esondazioni a cui era spesso soggetta nei secoli passati), e quella sud-occidentale di Paltana.

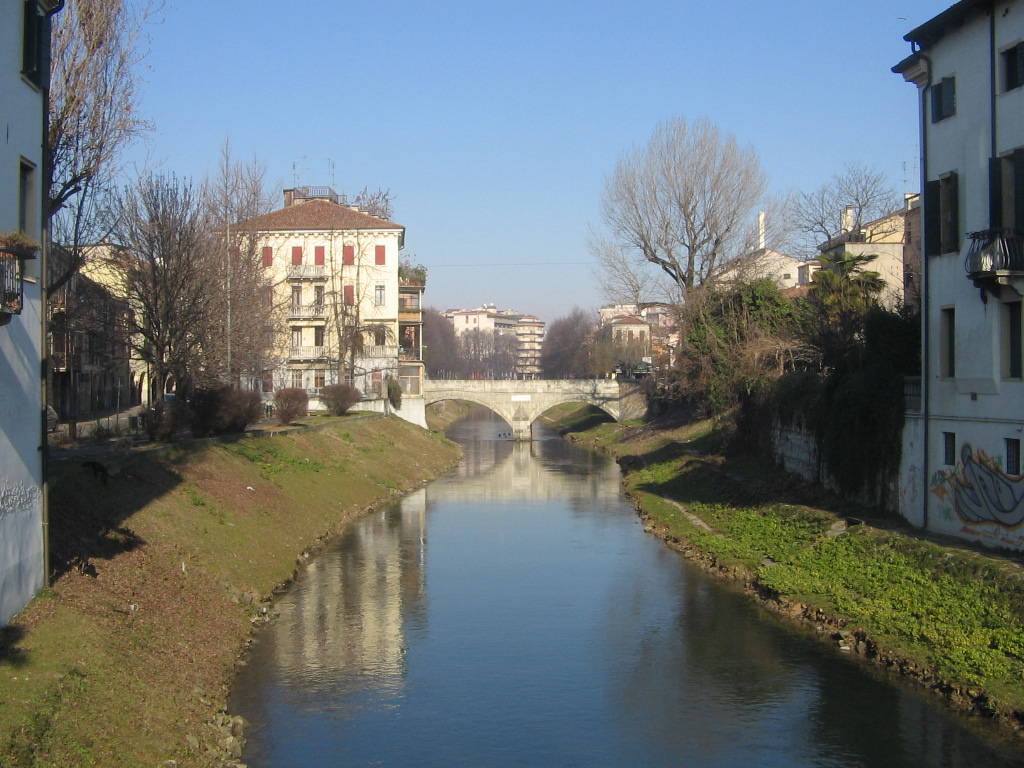
Canale in riviera San Benedetto

I corsi d'acqua cittadini principali sono:
- Brenta, che ha origine dai laghi di Levico e Caldonazzo, e delimita il quartiere Nord dai comuni limitrofi.
- Bacchiglione, che nasce dalle risorgive tra Dueville e Villaverla in provincia di Vicenza; convoglia anche le acque a carattere torrentizio dell'Astico (che ne determina travolgenti piene improvvise) e dopo aver ricevuto a Tencarola parte delle acque del Brenta tramite il canale Brentella, cambia nome in Tronco Comune ed entra in città da sud al Bassanello dove si divide in tre rami: canale di Battaglia, Tronco Maestro e canale Scaricatore
- Canale Battaglia, canale artificiale finito di scavare nel 1201 che si distacca dal fiume Bacchiglione in località Bassanello (nella periferia meridionale della città) per dirigersi verso i centri a sud della provincia, ricongiungendosi poi attraverso una rete di canali con il tratto finale del fiume.
- Canale Scaricatore, che volge verso est convogliando all'esterno della città la maggior parte delle acque del Bacchiglione sul Piovego e sul Roncajette. Fu costruito dal governo austriaco nel 1863, su considerazioni e ipotesi iniziate fin dai tempi della repubblica Serenissima per impedire le periodiche alluvioni della città. Venne rimaneggiato a partire dal 1930 e completato nel secondo dopoguerra per ampliarne la portata aggiungendo un ulteriore canale, il San Gregorio, per meglio trasferire le acque di piena sul Piovego e quindi sul Brenta, non essendo il solo Roncajette in grado di ricevere piene eccezionali.[11]
- Tronco Maestro, che scorre verso nord costeggiando le Mura Veneziane del '500 nel primo tratto lungo via Goito e fino alle porte Contarine. Era navigabile fino al porto fluviale di San Giovanni delle navi nei pressi dell'omonima porta.
- Naviglio Interno, che si dirama dal Tronco Maestro, attraversa il centro storico a sud e ad est, seguendo quello che era anticamente il percorso del Bacchiglione e si ricongiunge con il ramo principale alle Porte Contarine. Era utilizzato soprattutto per la navigazione. Negli anni '50 venne interrato/tombinato dal ponte delle Torricelle, da lì le acque ora vanno tutte nel canale di Santa Chiara (lungo riviera Ruzante/Businello) che, unendosi al canale Alicorno all'altezza dell'Orto Botanico forma il canale di San Massimo. Questo esce dalla città verso sud-est dal ponte delle Gradelle dove assume il nome di Roncajette.
- Canale Piovego, artificiale, scavato nel 1209. Ha origine dalla confluenza del Tronco Maestro con quello che fu il Naviglio Interno presso le Porte Contarine; termina nel Brenta permettendo la navigazione verso Venezia. Lambisce a nord le Mura Veneziane del '500.
- Canale Brentella, artificiale, scavato nel 1314 nell'attuale periferia ovest di Padova, che porta al Bacchiglione parte delle acque Brenta.
- Canale Alicorno, scavato nel XIII secolo dai monaci di Santa Giustina per le loro necessità. Ha l'incile sul Tronco Maestro, costeggia le Mura del '500 fino a Porta Santa Croce per poi essere tombinato fino a Prato della Valle dove costituisce il canale attorno all'isola Memmia. Prosegue pressoché tombinato fino all'Orto Botanico dove confluisce nel Canale San Massimo assieme al canale Santa Chiara.
- Canale di San Massimo, raccoglie le acque dei canali Santa Chiara e Alicorno, transita per il Giardino Treves, attraversa tombinato l'area dell'ospedale per riapparire in via Cornaro per un breve tratto fino al ponte delle Gradelle da dove cambia nome in Roncajette.
- Roncajette è il nome che assume il canale di San Massimo uscendo dalla città all'altezza del ponte delle Gradelle. Corrisponde all'antico tratto in uscita dalla città del Bacchiglione, si dirige verso sud ricongiungendosi a Bovolenta con sue stesse le acque provenienti dal Canale Battaglia.
- Altri canali sono stati tombinati o interrati a partire da fine '800: Acquette, Bovetta, Santa Sofia, insieme ad una cospicua parte del Naviglio Interno.

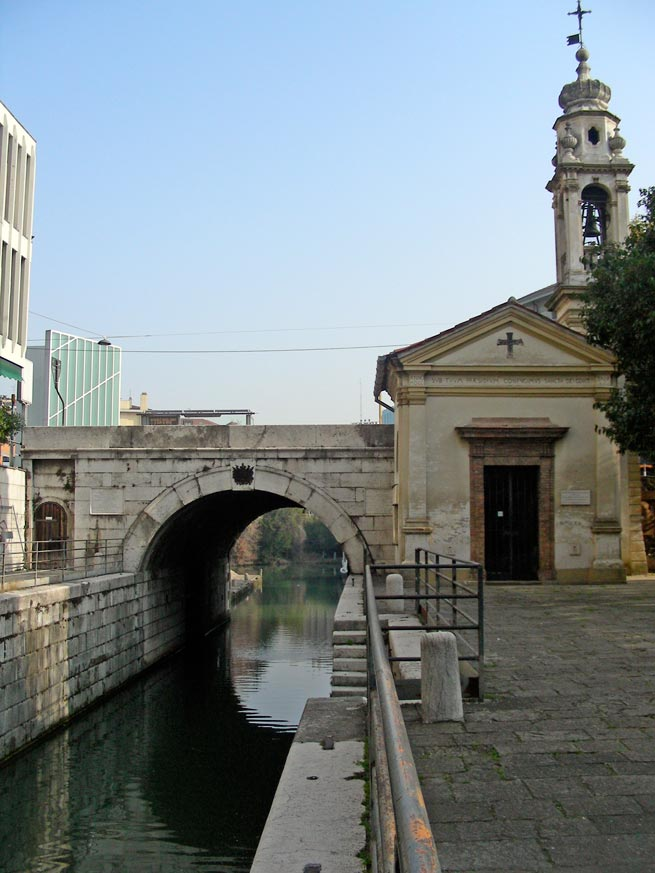
Le Porte Contarine

La sequenza Tronco Maestro, Tronco Comune, Naviglio Interno, canali Santa Chiara, San Massimo e Roncajette costituiscono l'antico percorso del Bacchiglione sulle cui ansa e controansa si è sviluppata la citta prima veneta e poi romana.
A partire dagli anni cinquanta, le opere di interramento dei canali cittadini, in particolar modo del Naviglio Interno (oggi riviere Ponti Romani e Tito Livio), ne hanno decretato un lungo periodo di abbandono ed hanno alterato irreparabilmente lo stretto connubio tra Padova e le sue acque. È solo negli anni novanta che si è assistito ad un recupero delle vie d'acqua cittadine, ora percorse nuovamente da imbarcazioni che ne promuovono il turismo fluviale.

### Clima
La città presenta un clima tendenzialmente sub-continentale tipico della pianura Padana, mitigato tuttavia dalla vicinanza al Mar Adriatico. Dal punto di vista legislativo, il comune di Padova ricade nella Fascia Climatica E con 2383 gradi giorno, quindi il limite massimo consentito per l'accensione dei riscaldamenti è di 14 ore giornaliere dal 15 ottobre al 15 aprile. Tuttora, per i dati climatici si fa riferimento alla stazione meteorologica dell'Orto Botanico, una di quelle da cui l'ARPAV raccoglie le informazioni inerenti al meteo urbano (l'altra si trova a Legnaro, fuori dei confini comunali). Le temperature di seguito riportate fanno riferimento ai dati relativi al periodo che va dal 1951 al 2000.
| Padova                             | Mesi | Mesi | Mesi | Mesi | Mesi | Mesi | Mesi | Mesi | Mesi | Mesi | Mesi | Mesi | Stagioni | Stagioni | Stagioni | Stagioni | Anno |
| Padova                             | Gen  | Feb  | Mar  | Apr  | Mag  | Giu  | Lug  | Ago  | Set  | Ott  | Nov  | Dic  | Inv      | Pri      | Est      | Aut      | Anno |
| ---------------------------------- | ---- | ---- | ---- | ---- | ---- | ---- | ---- | ---- | ---- | ---- | ---- | ---- | -------- | -------- | -------- | -------- | ---- |
| T. max. media (°C)                 | 5,3  | 8,2  | 12,7 | 17,3 | 22,2 | 26,3 | 28,8 | 28,1 | 24,1 | 17,9 | 11,4 | 6,6  | 6,7      | 17,4     | 27,7     | 17,8     | 17,4 |
| T. media (°C)                      | 2,1  | 4,3  | 8,4  | 12,7 | 17,2 | 21,1 | 23,3 | 22,7 | 19,2 | 13,7 | 8,0  | 3,6  | 3,3      | 12,8     | 22,4     | 13,6     | 13,0 |
| T. min. media (°C)                 | −1,1 | 0,4  | 4,1  | 8,1  | 12,3 | 15,9 | 18,9 | 17,3 | 14,2 | 9,5  | 4,5  | 0,6  | 0,0      | 8,2      | 17,4     | 9,4      | 8,7  |
| Giorni di gelo (Tmin ≤ 0 °C)       | 23   | 18   | 5    | 0    | 0    | 0    | 0    | 0    | 0    | 0    | 3    | 20   | 61       | 5        | 0        | 3        | 69   |
| Precipitazioni (mm)                | 48   | 49   | 68   | 79   | 82   | 82   | 60   | 59   | 67   | 83   | 82   | 61   | 158      | 229      | 201      | 232      | 820  |
| Giorni di pioggia                  | 6    | 5    | 7    | 9    | 9    | 8    | 7    | 6    | 7    | 8    | 8    | 7    | 18       | 25       | 21       | 23       | 87   |
| Umidità relativa media (%)         | 80   | 73   | 69   | 70   | 69   | 70   | 68   | 69   | 71   | 74   | 77   | 81   | 78       | 69,3     | 69       | 74       | 72,6 |
| Eliofania assoluta (ore al giorno) | 3    | 4    | 5    | 6    | 7    | 9    | 10   | 9    | 6    | 4    | 3    | 2    | 3        | 6        | 9,3      | 4,3      | 5,7  |

A Padova si registrano anche temperature abbastanza basse, in particolare nel periodo che va dalla metà di dicembre alla metà di gennaio, dovute per lo più a masse di aria fredda sub-polare provenienti da nord (Scandinavia) o da est (Est europeo e Balcani) che non troppo spesso portano abbondanti precipitazioni nevose. Il triangolo Padova-Vicenza-Rovigo è la zona più nevosa della pianura veneta, con una media nivometrica annua storica per Padova e provincia che oscilla tra 10 e 30 centimetri, 15–20 cm in città; media inferiore a diverse zone del nord-ovest e dell'Emilia, ma maggiore rispetto a Liguria e ad altre zone pianeggianti del nord-est (Venezia, Verona, Udine).
La città soffre del problema del surriscaldamento urbano ed il centro annovera valori superiori alla provincia di ben un grado. È presente il fenomeno dell'inversione termica, con temperature diurne non superiori ai 3 gradi e a volte inferiori agli 0 °C nelle frequenti giornate nebbiose; negli ultimi anni il perdurare della nebbia anche durante il giorno è meno frequente, a differenza della Bassa Padovana e del Rodigino. Negli anni settanta e soprattutto nei novanta del XX secolo, la media nivometrica di Padova è calata, mentre negli anni sessanta, ottanta e nel decennio dal 2001 al 2010 si sono registrati valori maggiori; i record della seconda metà del XX secolo di accumulo nevoso per la città si verificarono nel 1956 e nel 1985 con 55 cm.
Nell'inverno padovano vi sono giornate in cui la temperatura nelle ore più calde arriva a 12 gradi, e si ha una repentina caduta con valori inferiori allo zero al calar della sera, con una notevole escursione termica.
L'esposizione alle correnti di bora e l'innevamento del suolo possono invece portare a temperature più rigide, con qualche grado sotto lo zero di notte. Il record assoluto è rappresentato dai -19.8 °C registrati presso l'aeroporto nel gennaio 1985. Molto più rigido e nevoso era il clima invernale tra i secoli XVII e XIX, quando la neve permaneva a lungo al suolo, e le giornate "di ghiaccio" (cioè sempre sotto gli 0 °C nelle 24h) erano piuttosto frequenti. Ricordiamo tuttavia che in quei secoli vennero annoverate temperature molto basse in molte zone d'Europa, periodo infatti noto come Piccola Età Glaciale (vedi Inverni freddi in Europa dal XV secolo).
Gli inverni sono solitamente piuttosto rigidi, con minime spesso al di sotto dello zero, soprattutto da fine dicembre a metà febbraio; le precipitazioni sono generalmente scarse e solo sporadicamente nevose in questi ultimi anni. Fino a metà anni settanta erano invece abbastanza frequenti e, in qualche caso, anche abbondanti. In questo secolo, dopo una scomparsa quasi totale negli anni novanta del secolo scorso, si sono ripresentate con una certa frequenza, favorite da infiltrazioni fredde provenienti da est. Caratteristici della zona sono infatti i venti da nord-est (la bora dell’alto Adriatico), provocati da basse pressioni che si formano sul Golfo di Genova; questi portano sensibili cali termici e, talvolta, episodi di burrasca con neve (anche questi, del tutto scomparsi per molti anni, evidenziano una certa tendenza al ritorno in questi ultimi anni, soprattutto a fine inverno). Le nebbie sono un fenomeno caratteristico e comune per tutta la val Padana e sono presenti anche a Padova, seppure in misura minore rispetto al passato; la loro diminuzione va riferita più che alla provincia al centro urbano, che costituisce una grossa 'isola di calore'. Le brinate, intense un tempo e durevoli anche per tutto il giorno fino anche a 10 giorni consecutivi, sono molto ridimensionate e solo eccezionalmente insistono in zona urbana per tutto il giorno. Il cuscinetto freddo, fenomeno importante nelle zone più interne della pianura padana, soprattutto nel Piemonte, è a Padova evento ormai piuttosto modesto e raramente produce, come nel lontano passato, precipitazioni nevose durature per scorrimento di aria più calda in quota per l’arrivo di perturbazioni atlantiche. Venti caratteristici su Padova sono quelli da nord/ nord-est (bora e tramontana), lo scirocco (che porta aumenti termici sensibili e talore piogge consistenti), il maestrale in autunno; solo in qualche occasione arriva anche un debole fohn, il vento di caduta caratteristico delle zone alpine, che riscalda le fredde e limpide giornate invernali.
Le estati sono molto calde ed afose, con un clima che mette a severo disagio il viaggiatore proveniente da climi più secchi. Non sono pochi i giorni di giugno, luglio ed agosto in cui la combinazione tra alte temperature ed elevate umidità relative rende molto disagevole l’ambiente climatico. Le precipitazioni sono in genere scarse, ma talvolta l’irruzione di aria fredda produce episodi temporaleschi anche di forte intensità, soprattutto verso la fine dell’estate; frequenti sono le grandinate, anche con dimensioni pericolose dei chicchi (2 settembre 1982, 28 agosto 2003 le più rovinose), e i colpi di vento talvolta producono danni consistenti. Le temperature massime sono attorno ai 34, 35 °C e possono perdurare anche per più giorni; punte da record si sono verificate nel luglio 2006, con anche 37 °C, indotte da anticicloni a matrice nord-africana. La temperatura più alta fu registrata all'Orto Botanico nell'agosto 2003 con +39.8 °C.
A tal proposito vengono riportati i dati meteorologici principali riferiti al periodo 2000-2016 (stazione di Padova Orto Botanico). I suddetti dati sono stati resi disponibili dall'ARPAV.
| Dati meteo                 | Mesi | Mesi | Mesi | Mesi | Mesi  | Mesi | Mesi | Mesi | Mesi | Mesi | Mesi   | Mesi | Stagioni | Stagioni | Stagioni | Stagioni | Anno  |
| Dati meteo                 | Gen  | Feb  | Mar  | Apr  | Mag   | Giu  | Lug  | Ago  | Set  | Ott  | Nov    | Dic  | Inv      | Pri      | Est      | Aut      | Anno  |
| -------------------------- | ---- | ---- | ---- | ---- | ----- | ---- | ---- | ---- | ---- | ---- | ------ | ---- | -------- | -------- | -------- | -------- | ----- |
| T. max. media (°C)         | 7,3  | 9,6  | 14,5 | 19,1 | 24,0  | 27,9 | 30,2 | 29,9 | 24,8 | 18,7 | 12,8   | 8,1  | 8,3      | 19,2     | 29,3     | 18,8     | 18,9  |
| T. media (°C)              | 3,9  | 5,4  | 9,7  | 14,0 | 18,7  | 22,7 | 24,7 | 24,0 | 19,4 | 14,5 | 9,5    | 4,8  | 4,7      | 14,1     | 23,8     | 14,5     | 14,3  |
| T. min. media (°C)         | 1,5  | 2,3  | 5,8  | 9,7  | 14,1  | 18,0 | 19,9 | 19,4 | 15,5 | 11,4 | 7,0    | 2,2  | 2,0      | 9,9      | 19,1     | 11,3     | 10,6  |
| Precipitazioni (mm)        | 57,7 | 76,6 | 81,6 | 83,8 | 101,9 | 80,0 | 72,6 | 77,5 | 92,1 | 94,3 | 108,69 | 60,6 | 194,9    | 267,3    | 230,1    | 295,1    | 987,4 |
| Giorni di pioggia          | 6    | 6    | 7    | 9    | 9     | 7    | 6    | 7    | 6    | 8    | 8      | 6    | 18       | 25       | 20       | 22       | 85    |
| Umidità relativa media (%) | 82   | 76   | 72   | 71   | 69    | 67   | 65   | 69   | 73   | 81   | 84     | 82   | 80       | 70,7     | 67       | 79,3     | 74,3  |

Frequentemente la città è soggetta a temporali estivi, che allo scontro di masse d'aria diverse (fronti freddi che interrompono la calura) possono diventare violenti, con grandinate e forti colpi di vento soprattutto nella prima metà di giugno e nell'ultima di agosto. Fra le diverse trombe d'aria che si sono verificate, particolari furono quella distruttiva dell'agosto 1756 e quella che sfiorò la città per poi investire Venezia nel settembre 1970.
La primavera e l'autunno sono stagioni di passaggio, per loro natura incerte e spesso turbolente. Sono generalmente le stagioni più piovose (la più secca è l'inverno) e presentano forti differenze termiche da mese a mese. Se marzo e novembre possono presentarsi come mesi invernali, con gelate e nevicate, ad aprile ed ottobre si possono anche godere i primi/ultimi caldi (pur se raramente e a livelli gradevoli, non fastidiosi come l'afa estiva); mentre maggio e settembre hanno caratteristiche nettamente più vicine all'estate, specialmente per quanto riguarda il primo mese autunnale, mentre l'ultimo mese primaverile è più frequentemente perturbato.
Le primavere negli ultimi anni dimostrano una certa tendenza ad un prolungamento della stagione fredda, con ripetuti afflussi freddi dai Balcani che si susseguono anche fino ad aprile inoltrato, con episodi anche nevosi. Discreti sono gli apporti di pioggia. Maggio è caratterizzato dai primi caldi che possono arrivare anche sui 30 °C. Anni anomali presentano periodi caldi anche in aprile, ma la tendenza degli ultimi anni per i mesi di marzo e di aprile è per un clima fresco, caratterizzato da tempo prevalente da est. In questi mesi compaiono anche i primi temporali caratteristici della pianura padana, solo eccezionalmente di una certa intensità
L’autunno negli ultimi decenni dimostra sempre più una tendenza ad essere un prolungamento dell’estate, con temperature abbastanza alte nel primo periodo, in lenta discesa verso il suo finire; sembrano comunque ormai assenti le poderose irruzioni di aria fredda che a partire da metà novembre un tempo segnavano l’arrivo della stagione fredda; solo qualche episodio di maestrale preannuncia in questi ultimi anni il sopraggiungere dell’inverno. La stagione autunnale a Padova è contraddistinta solitamente da un guasto nel tempo verso la fine di settembre, da belle giornate in ottobre, che durano anche per un lungo periodo e infine da un clima umido e nebbioso in novembre. Le precipitazioni possono essere a volte abbastanza intense, con sciroccate pronunciate; più raramente, si hanno autunni secchi.

## Origini del nome
L'etimologia del toponimo è incerta, ma è evidente l'assonanza con l'antico nome del Po (Padus). Vi si potrebbe riconoscere la radice indoeuropea pat-, in riferimento forse a un luogo pianeggiante e aperto, contrapposto alle vicine zone collinari (in latino da questa radice deriva la parola "patera" che sta appunto per "piatto"), a cui si deve aggiungere un ulteriore suffisso "-av" (come nel fiume Timavo), di antica origine venetica, indicante appunto la presenza di un fiume, appunto il Brenta-Medoacus. Inoltre la terminazione "-ium", nel nome romano Patavium, indica la presenza di più villaggi poi unificatisi.
Il nome italiano della città, assonante nella terminazione con Genova (Genua) e Mantova (Mantua), mostra uno slittamento dall'antico Patavium a un Padua tardoantico e altomedievale, rimasto, ad esempio, anche nell'esonimo inglese della città.

## Storia

### Fondazione

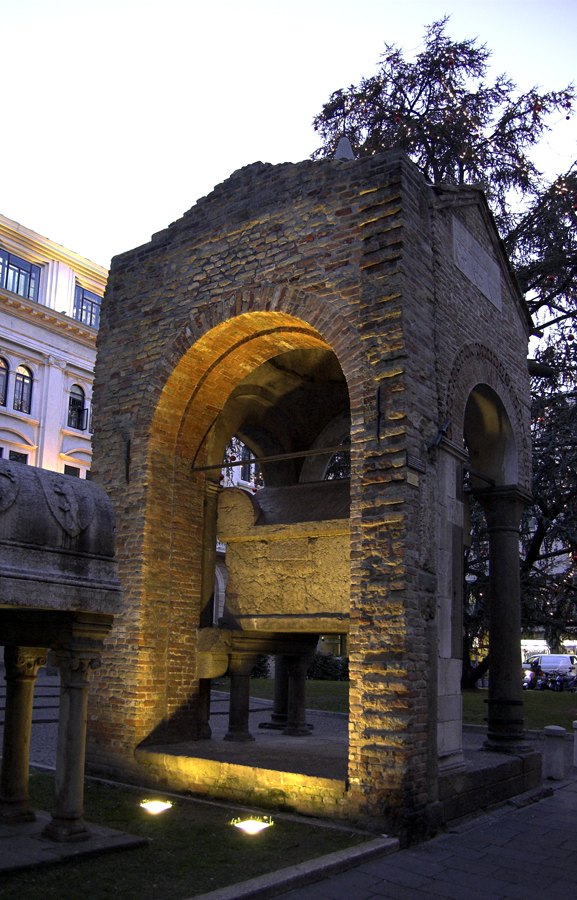
La cosiddetta Tomba di Antenore

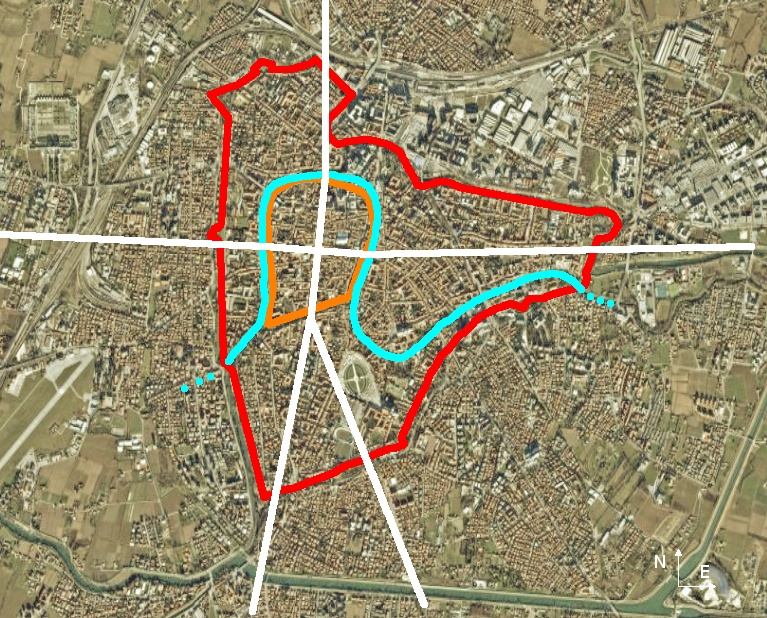
Foto di Padova con indicato il corso del Medoacus, le vie romane e le mura cittadine

Insediamenti preistorici sono stati accertati dall'archeologia, già a partire dall'XI secolo a.C. - X secolo a.C., topograficamente in corrispondenza dell'odierno centro di Padova.
La leggenda narra che la fondazione di Padova sia avvenuta nel 1132 a.C. per opera di Antenore, un principe troiano scampato alla distruzione di Troia; leggenda riportata anche dallo storico padovano Tito Livio, nel suo Ab urbe condita" (la storia di Roma) per sancire l'antica alleanza che univa la propria città a Roma.
Rappresentando uno dei principali centri della cultura paleoveneta, l'antica Padova sorse all'interno di un'ansa del fiume Brenta (durante l'antichità chiamato Medoacus Major) che allora (probabilmente fino al 589) scorreva nell'alveo dell'odierno Bacchiglione (al tempo denominato Medoacus Minor o Edrone), entrando in città nei pressi della attuale Specola.
Nel 302 a.C. Patavium dovette sostenere l'attacco portato da una flotta spartana condotta dal principe Cleonimo. Gli spartani, dopo aver attraccato le loro navi alla foce del Brenta, in un primo tempo riuscirono nel loro intento di saccheggio, cogliendo di sorpresa gli abitanti della città. Ma poi i patavini, riorganizzatisi, ricacciarono in mare gli invasori greci, infliggendo loro gravi perdite; infatti solo un quinto della loro flotta riuscì a mettersi in salvo prendendo il mare.

### Storia antica

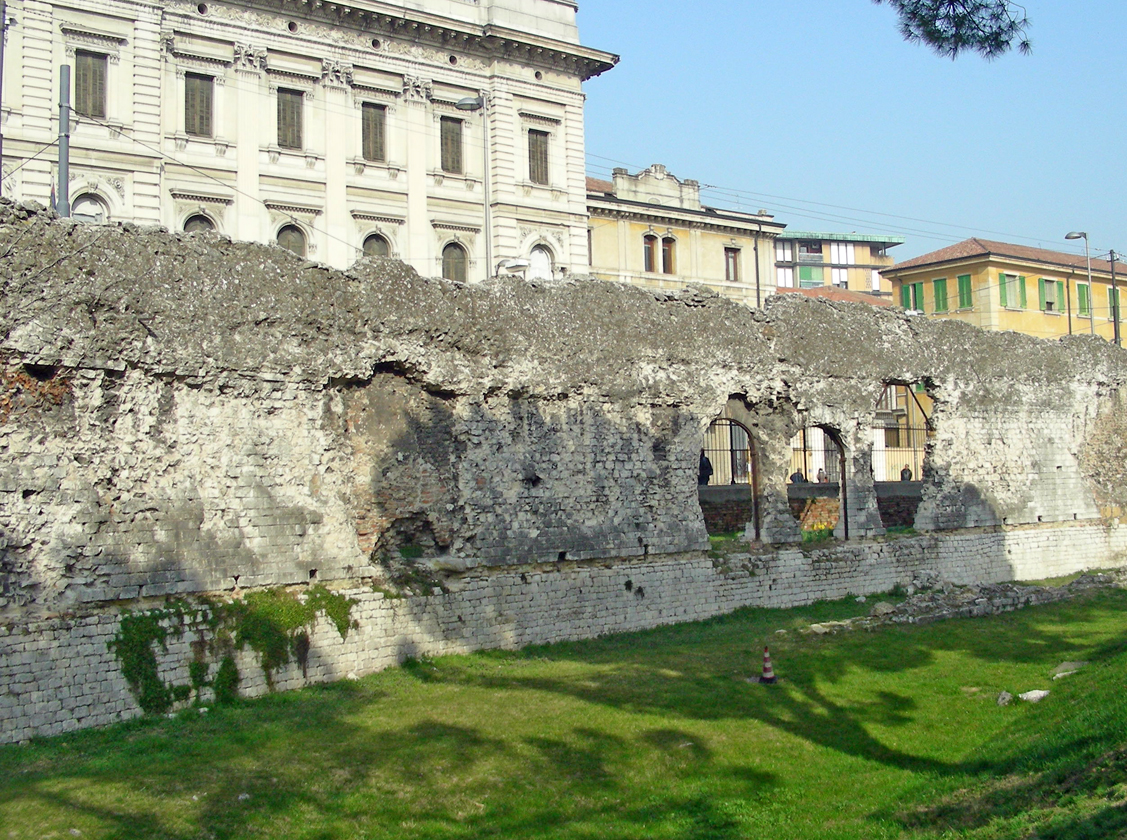
Resti di una parete del vecchio anfiteatro romano.

Già a partire dal 226 a.C. gli antichi patavini strinsero un'alleanza con Roma contro i Galli Cisalpini, alleanza poi confermata più volte, in particolare al tempo della Battaglia di Canne (216 a.C.) e della guerra sociale (91 a.C.), quando Padova e altre città transpadane combatterono al fianco dei romani. Dal 49 a.C. divenne un municipium romano, e in età augustea entrò a far parte della X Regio, della quale costituiva uno dei centri più importanti.
Durante l'epoca imperiale la città divenne molto ricca grazie alla lavorazione delle lane provenienti dai pascoli dell'altopiano di Asiago. Dalla città passavano (o partivano) numerose strade che la congiungevano con i principali centri romani dell'epoca: la via Annia che la congiungeva con Adria e Aquileia, la via Medoaci che portava alla Valsugana e all'altopiano di Asiago, la via Astacus che la congiungeva con Vicentia, la via Aurelia che portava ad Asolo, la via Aponense che la collegava ai centri termali dei Colli Euganei. Sia a nord che a sud della città vi erano estese centuriazioni. In epoca romana il territorio di Padova era attraversato da un'altra importante strada romana, la via Gallica.
In epoca romana, Padova fu patria di Tito Livio, insigne storico romano (nello stesso periodo, diede i natali ai letterati Gaio Valerio Flacco, Quinto Asconio Pediano, Trasea Peto, di cui vi è ancora ricordo nella toponomastica cittadina).

### Storia medievale

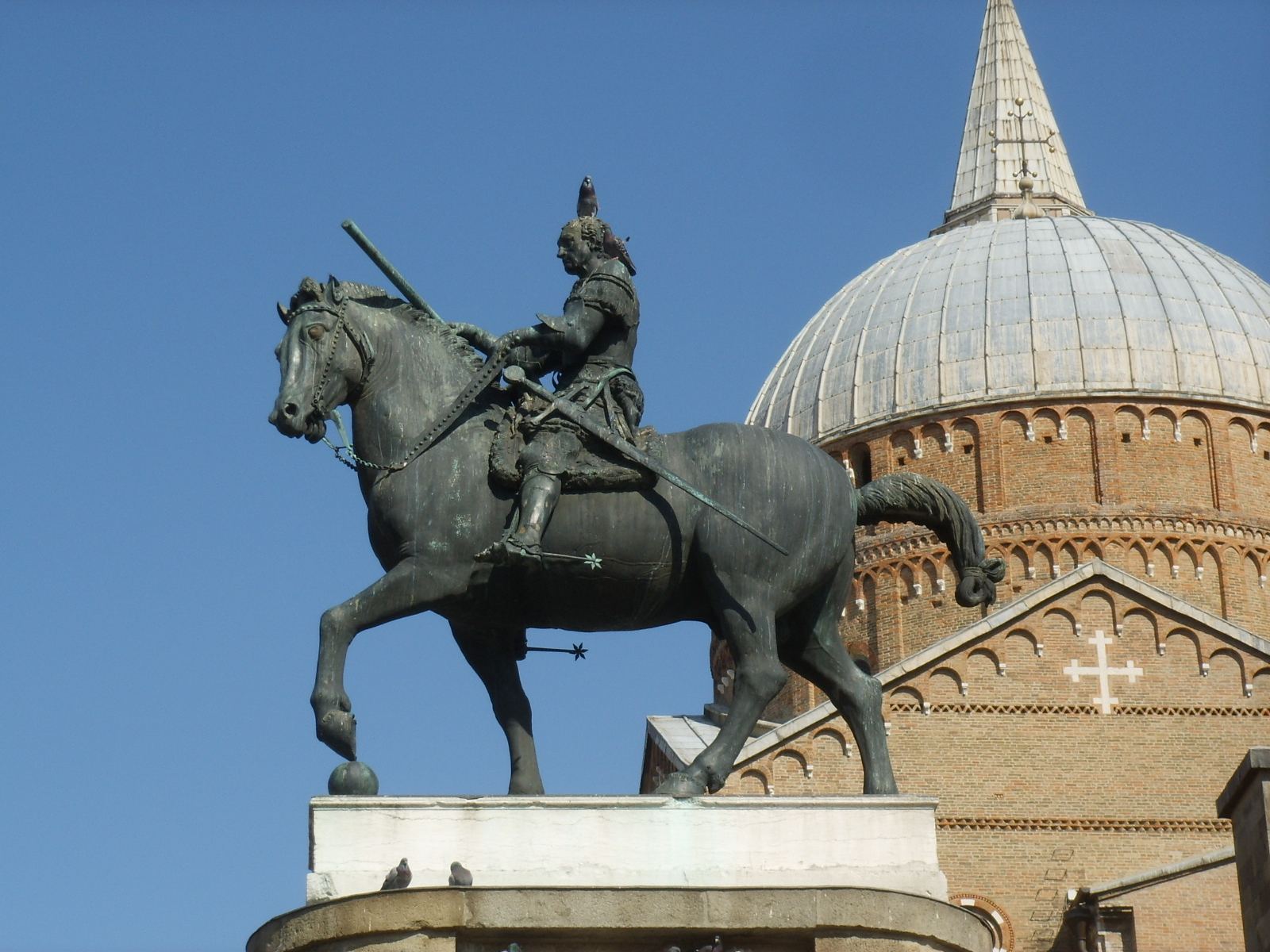
Monumento equestre al Gattamelata

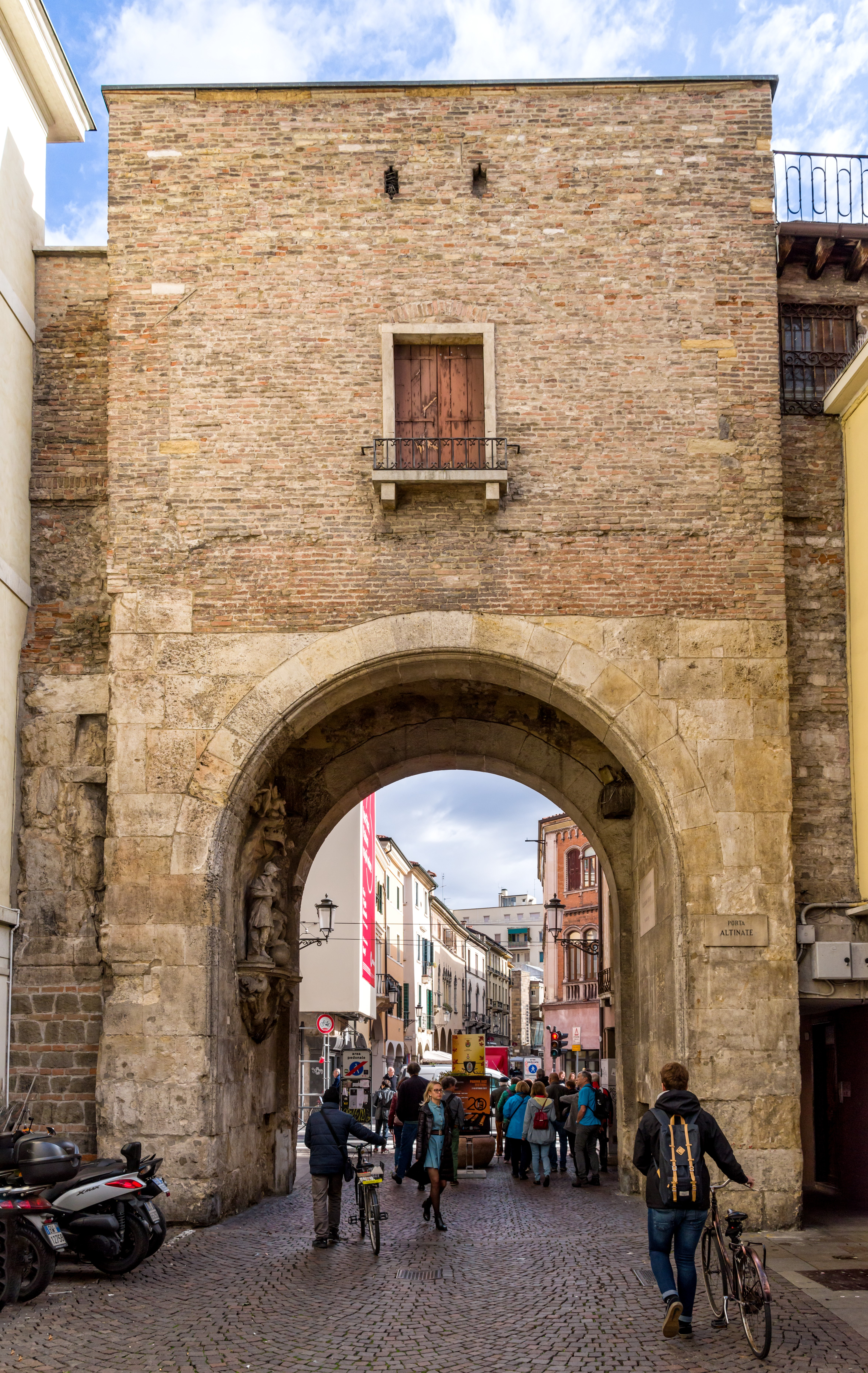
Porta Altinate vista dalla piazza dei Noli, ora Garibaldi

Con la caduta dell'impero Padova riuscì a mantenere un'economia solida, ma nel primo periodo delle invasioni barbariche fu più volte devastata, prima dagli Unni nel 452-453 e poi nel 601 dai Longobardi di Agilulfo, che la incendiò e la rase al suolo per impedire il ritorno dei bizantini. Le invasioni, unite alle periodiche alluvioni, portarono a un crescente spopolamento del comune. Verso la fine dell'VIII secolo, la stabilità portata da Carlo Magno e le opere di bonifica e canalizzazione eseguite dai benedettini fecero ripartire l'economia cittadina e posero fine a due secoli di crisi, dando il via alla riurbanizzazione. I danni delle successive alluvioni, mitigati dalle opere dei monaci, furono aggravati dalle devastazioni operate in città dagli Ungari nell'899, nonché dai terremoti del 1004 e del 1117.
Questi secoli videro la progressiva affermazione del potere temporale dei vescovi in città e la sempre maggiore influenza nelle campagne di famiglie di origine tedesca e franca come i Camposampiero, gli Este, i Da Romano e i Da Carrara. Si delineò di conseguenza la contrapposizione tra guelfi e ghibellini, che appoggiavano rispettivamente il papato e l'impero, una divisione che avrebbe portato alle sanguinose lotte intestine dell'età comunale.
Nel Basso Medioevo Padova si distinse come Libero comune, partecipando alla Lega Veronese e alla Lega Lombarda contro l'imperatore Federico Barbarossa. Nel periodo comunale la città si arricchì e al 1222 risale la fondazione dell'Università, una delle più antiche del mondo. Passata tra le file ghibelline durante la dominazione di Ezzelino III da Romano, alla sua morte tornò sotto il controllo dei guelfi e divenne oggetto di continui attacchi dei ghibellini veronesi che portarono, nel 1318, alla signoria dei Carraresi. Ebbe inizio un periodo di nuovo splendore per Padova, in cui fiorirono l'economia e le arti. Famiglie nobili alleate, come i Buzzaccarini, commissionarono il ciclo di affreschi del Battistero del Duomo ed eressero la Chiesa dei Servi. Nello stesso periodo, tuttavia, proseguirono le guerre con Verona, nonché quelle con Venezia e Milano. L'ambizione dei Carraresi segnò la fine degli Scaligeri veronesi e degli stessi Carraresi, che dapprima videro l'occupazione di Padova da parte del duca di Milano Gian Galeazzo Visconti dal 1388 al 1390 dopo la presa di Verona nel 1387, e poi furono definitivamente sconfitti dalla Repubblica di Venezia nel 1405 nella guerra di Padova, dopo la quale ebbe inizio il lungo periodo di dedizione a Venezia.

### Storia moderna

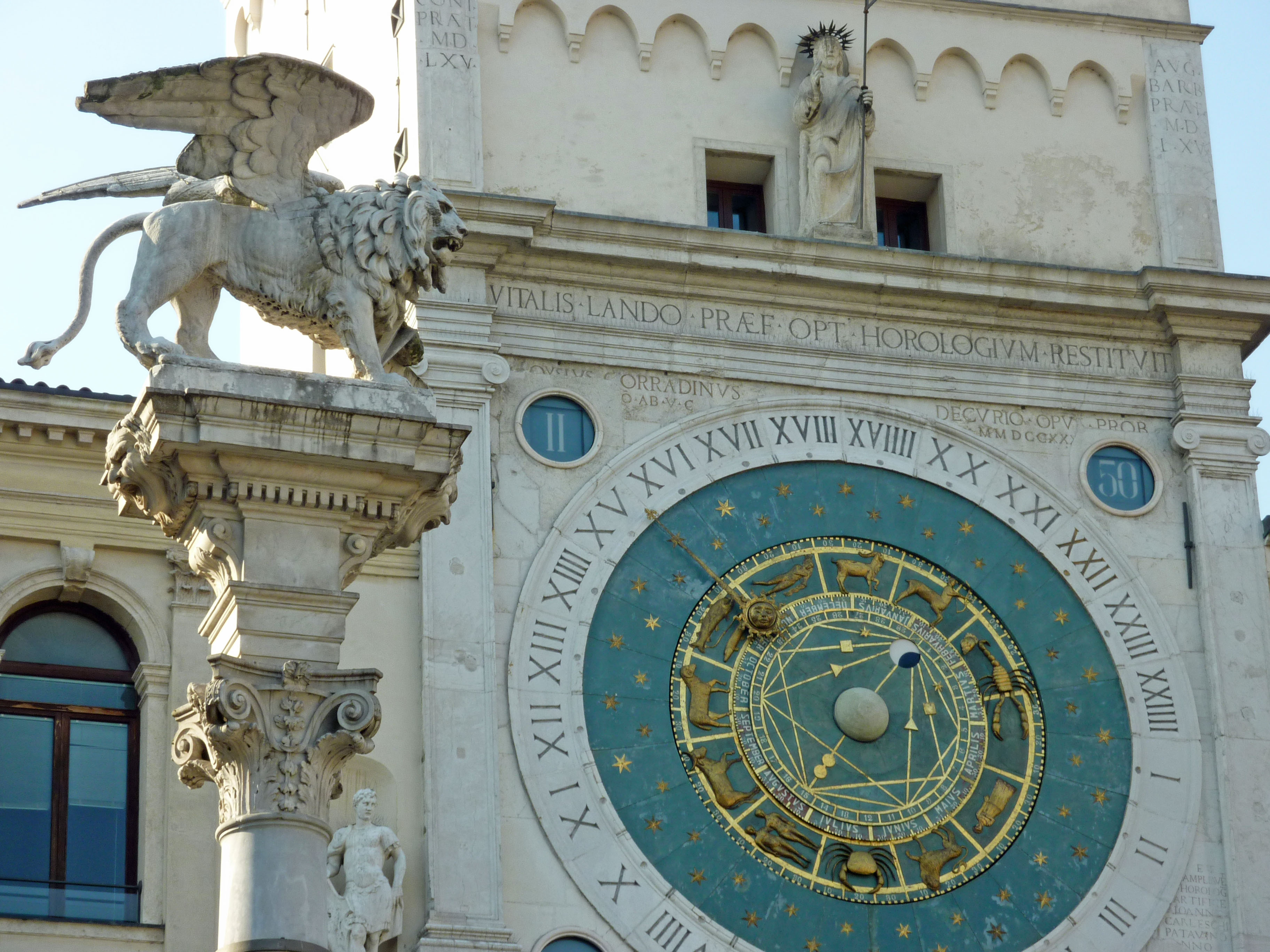
Il leone marciano, segno di fedeltà alla Serenissima in Piazza dei Signori

Nei successivi quattro secoli Padova, pur perdendo importanza politica, poté godere della pace e della prosperità assicurata dalla signoria veneziana, nonché della libertà garantita alla sua Università, che richiamò studenti ed insegnanti da tutta Europa, divenendo uno dei maggiori centri dell'aristotelismo e attirando numerosi ed illustri intellettuali, come Galileo Galilei. Nel 1509, durante la guerra della Lega di Cambrai, Padova dovette subire un terribile assedio, che fu però respinto. Dopo lo scampato pericolo, la Serenissima procedette ad opere di fortificazione, costruendo la cinta muraria che ancora oggi presenta gran parte dell'aspetto originale. Nel 1571 Padova contribuì alla vittoria di Lepanto inviando cento gentiluomini tra cui si distinsero i condottieri di galera Pataro Buzzaccarini e Marcantonio Santuliana.

### Storia contemporanea
Caduta la Serenissima (1797), la città fu ceduta da Napoleone Bonaparte all'Austria. Dopo una breve parentesi all'interno del Regno d'Italia napoleonico, entrò a far parte nel 1815 del Regno Lombardo-Veneto asburgico. L'8 febbraio 1848 vide un'insurrezione contro il dominio austriaco, guidata in particolare dagli studenti universitari. Padova entrò a far parte del Regno d'Italia solo nel 1866, in seguito alla terza guerra di indipendenza.
Nel corso della prima guerra mondiale, la città era il quartier generale delle forze militari italiane. Merita un cenno il fatto che l'ardimentosa (e pacifica) impresa del Volo su Vienna, di dannunziana memoria, prese le mosse dalle vicinanze di Padova (Castello di San Pelagio in comune di Due Carrare, 9 agosto 1918). Nei pressi della città, a Battaglia Terme il castello di Lispida fu adibito a residenza del re Vittorio Emanuele III. A Villa Giusti (in località Mandria di Padova) fu firmato l'armistizio che pose termine al conflitto.
Nella seconda guerra mondiale Padova fu un importante centro della resistenza contro il nazifascismo. Numerosi studenti e insegnanti universitari parteciparono alla lotta partigiana, a cominciare dallo stesso rettore Concetto Marchesi.
Per questo motivo l'Università degli Studi di Padova fu premiata (unica università italiana a ricevere tale onorificenza) con la medaglia d'oro al Valor Militare. Alla rivolta partigiana iniziata in città nella notte tra il 26 e 27 aprile 1945, fece seguito nella tarda serata del 28 aprile l'ingresso delle truppe di liberazione britanniche e neozelandesi.
Gli anni del dopoguerra sono stati per Padova di continuo sviluppo urbanistico ed economico grazie anche alla sua collocazione geografica, al centro di importanti vie di comunicazione che hanno favorito industrie e servizi.
La crisi sociale e politica degli anni settanta vide il polarizzarsi delle tensioni in vicende spesso collegate all'estremismo di frange della comunità studentesca di Padova. Fu una delle città dove organizzazioni come Potere Operaio e Autonomia Operaia furono più forti, insieme a Roma e Bologna. Questi movimenti a forte componente studentesca nacquero sotto l'egida di professori della facoltà di Scienze politiche quali Antonio Negri. In città le Brigate Rosse misero a segno il loro primo delitto rivendicato con l'attacco alla sede dell'MSI nel 1974.
A Padova agirono anche organizzazioni eversive neofasciste come Ordine Nuovo e soprattutto la Rosa dei venti, organizzazione eversiva parallela al SID, servizio segreto delle forze armate italiane, accusata di collaborare anche con strutture della NATO nella lotta al comunismo. Negli anni novanta molti furono i politici e gli imprenditori padovani coinvolti nei vari scandali di Mani pulite e Tangentopoli.
Tra la fine del XX e l'inizio del XXI secolo, la città ha vissuto importanti cambiamenti urbanistici, con la costruzione di nuovi moderni edifici direzionali e residenziali e con un profondo rinnovo della viabilità, articolatosi intorno alla realizzazione della tangenziale cittadina e della tranvia di Padova.

### Simboli
Lo stemma è stato riconosciuto con decreto del Capo del Governo del 22 agosto 1941.
Stemma
Gonfalone

## Monumenti e luoghi d'interesse

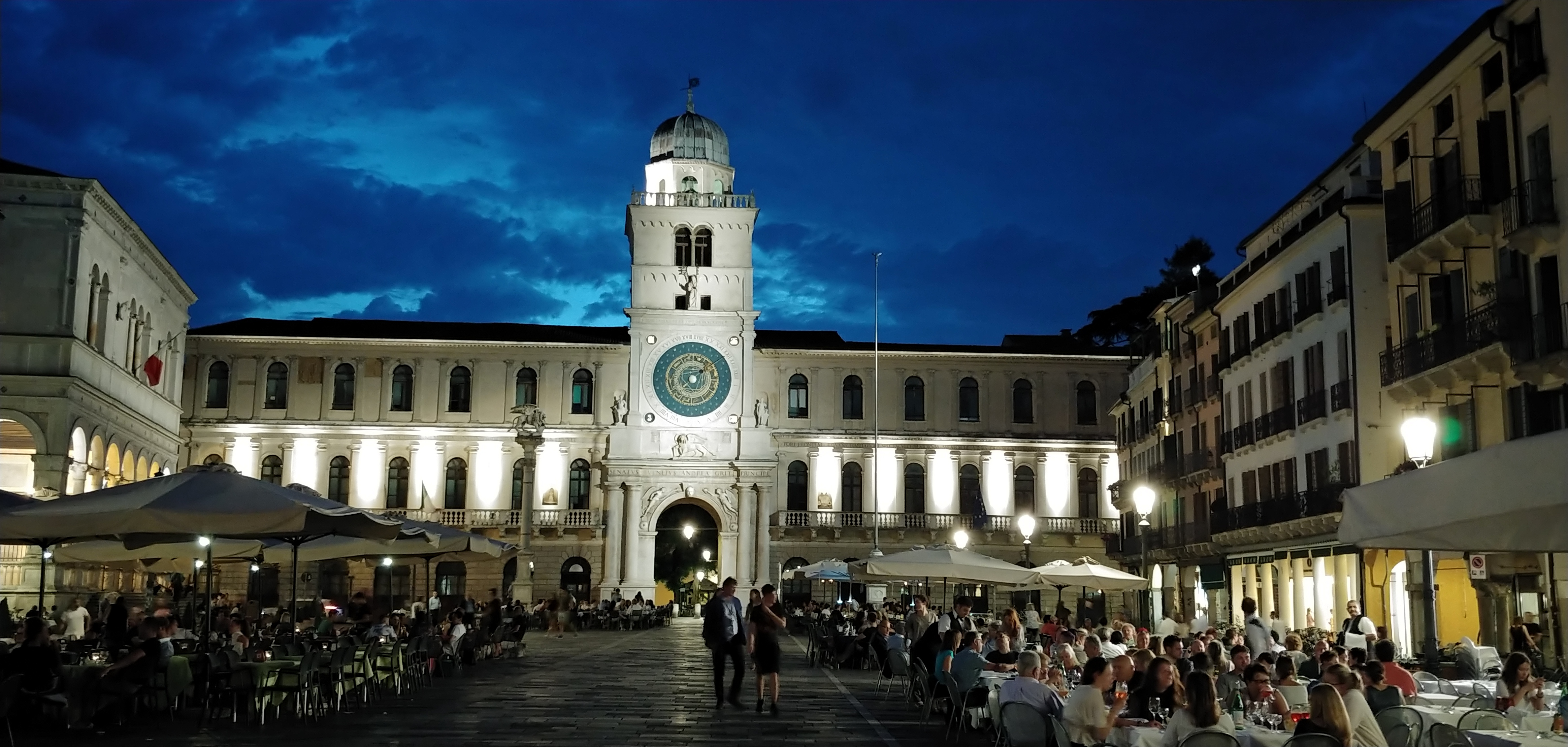
Veduta notturna da Piazza dei Signori verso il Palazzo del Capitanio

L'apparato monumentale (nella più vasta accezione) del contesto urbano, quale oggi si offre all'osservazione del visitatore, testimonia largamente le varie fasi della vicenda storica patavina.
Se, difatti, non è più presente alcuna traccia delle (supposte) origini preistorico-leggendarie, ogni altra fase cronologica ha lasciato tangibili manifestazioni in altrettanti luoghi salienti e caratteristici, a partire dall'Arena romana, passando per le varie cinte murarie, torri medievali, palazzi di età signorile, chiese ed altri luoghi di culto (cristiani e non), edifici simbolici del potere civile, templi della cultura (il Bo, l'Orto botanico), fino ad espressioni di architettura d'avanguardia (quali, ad esempio, il monumento di Daniel Libeskind ai caduti delle Torri Gemelle di New York, o la Torre Net).

### Architetture religiose

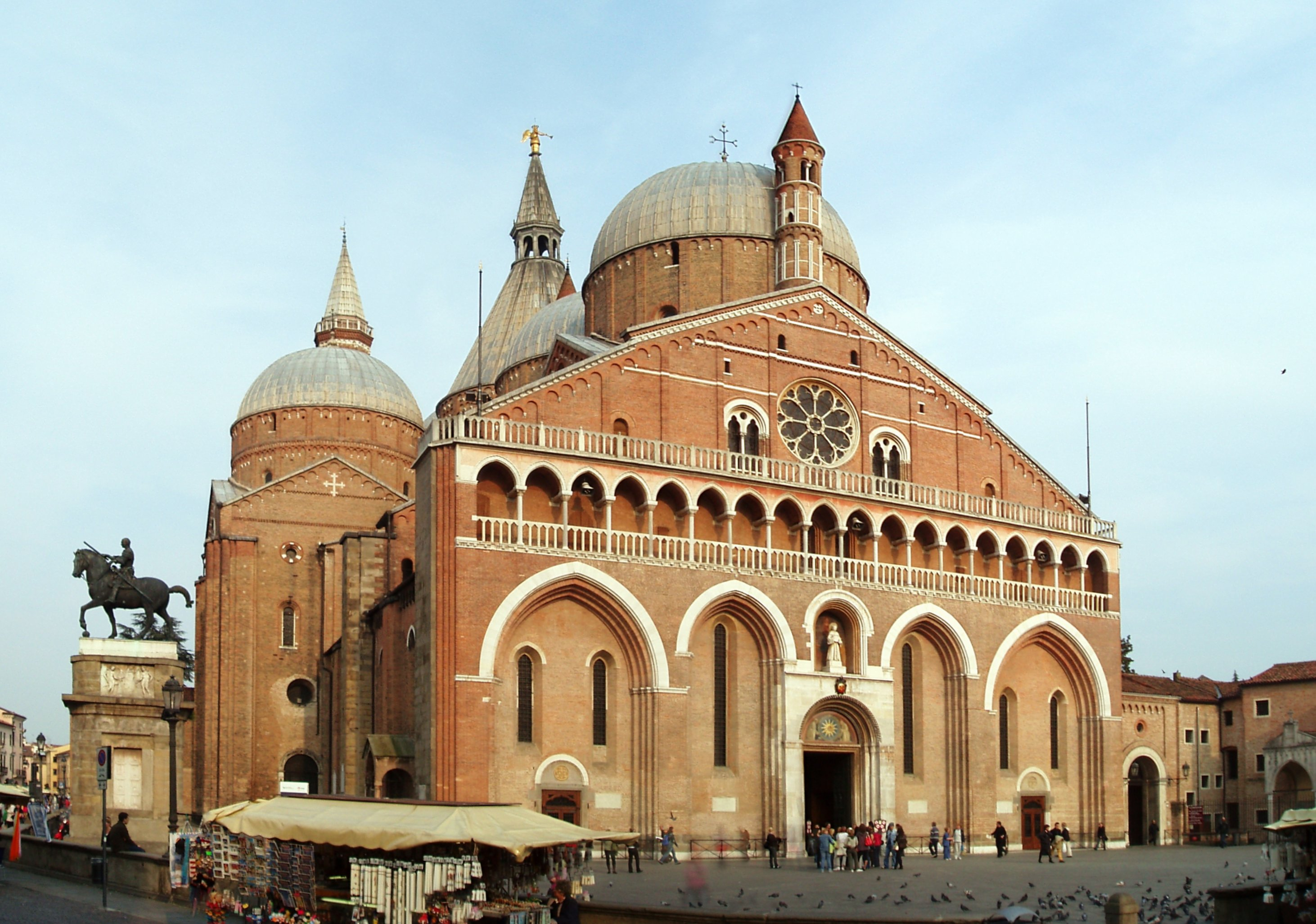
Basilica di Sant'Antonio di Padova

Tra i luoghi di culto cattolici, il maggiore è la basilica cattedrale di santa Maria Assunta sede della diocesi di Padova, ma è altresì importante la pontificia basilica di sant'Antonio, santuario internazionale e tra le principali mete del turismo religioso al mondo. In Prato della Valle sorge poi la basilica di Santa Giustina, abbaziale, che ospita insigni reliquie. Numerose sono i luoghi di culto: le chiese romaniche di Santa Sofia, di San Nicolò ed il Battistero; le chiese gotiche degli Eremitani, di Santa Maria dei Servi, di San Francesco Grande; le opere dello Scamozzi: di San Gaetano e di Ognissanti; infine la grande Basilica del Carmine, il Santuario di San Leopoldo Mandic e il cimitero Maggiore di Padova, costruito nell'Ottocento.
La Sinagoga di Padova, situata nella zona centrale del ghetto (adiacente alle piazze) con gli antichi cimiteri ebraici – situati nella contrada Savonarola – testimoniano la vivace attività della comunità giudaica nella città.
Vicino allo studentato di via Campagnola è stata rinvenuta una necropoli di 220 tombe risalenti datate tra l'età augustea fino al II sec. dopo Cristo, unitamente a un nucleo più antico datato tra il quinto e sesto secolo avanti Cristo.

### Architetture civili

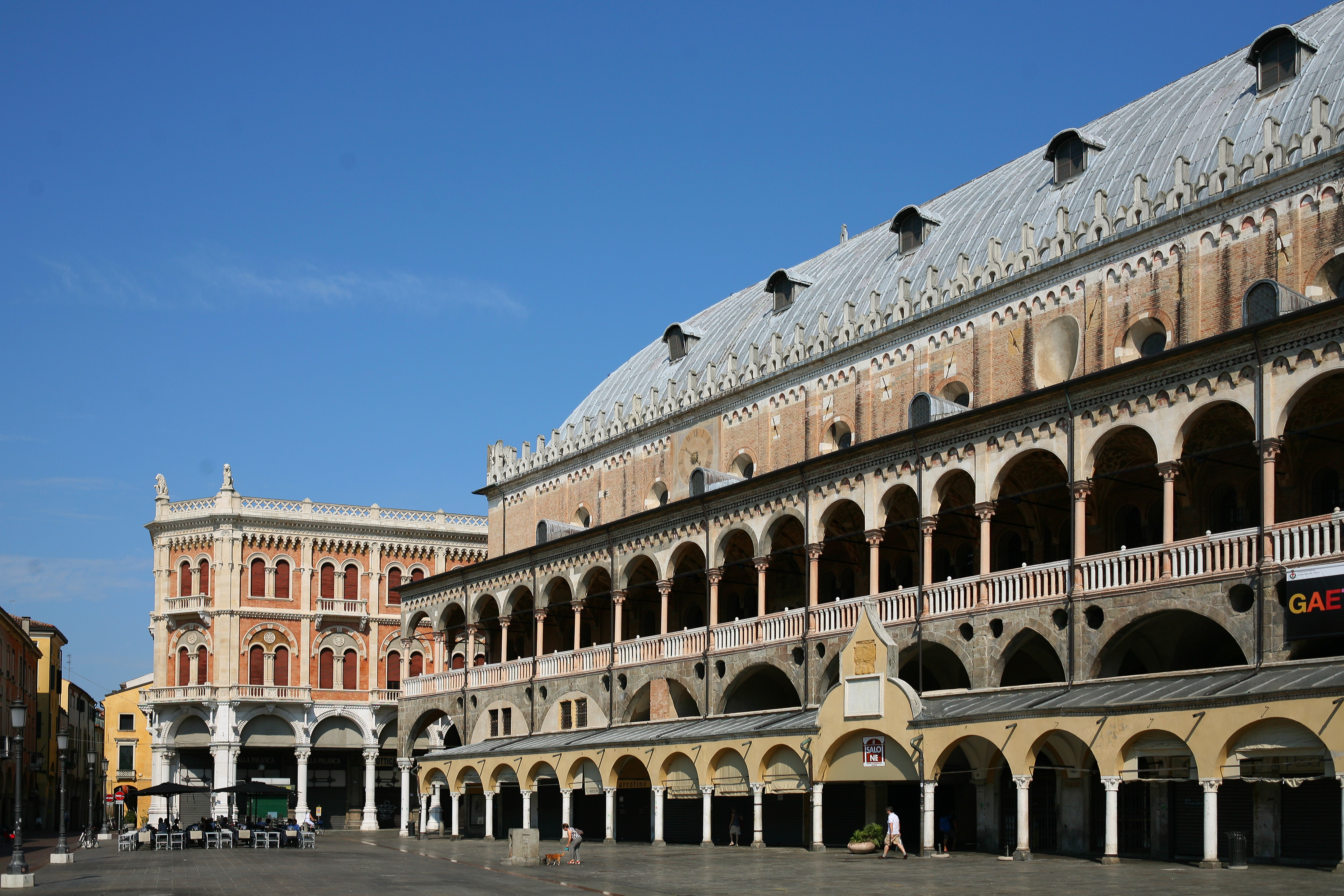
Palazzo della Ragione in Piazza delle Erbe

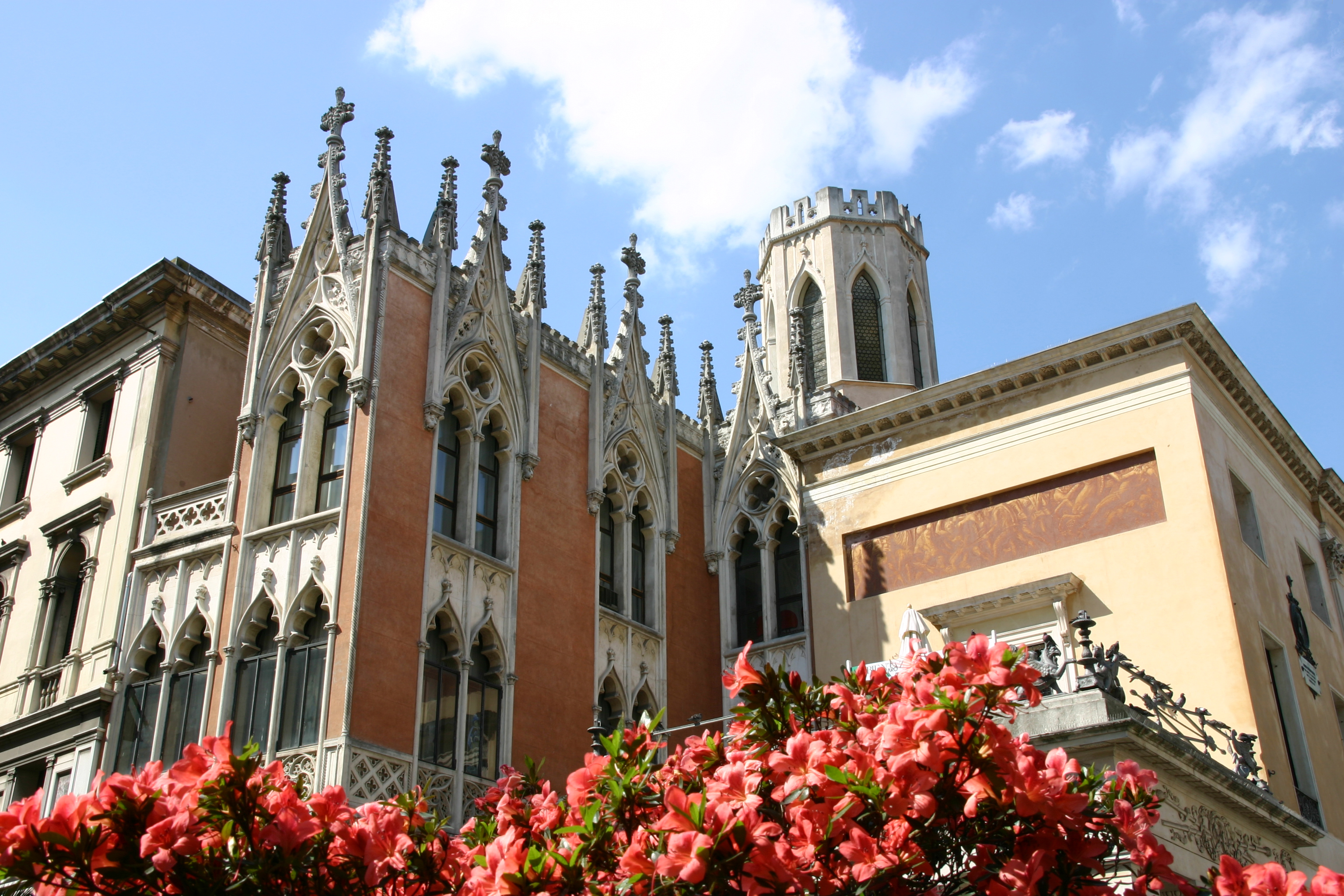
Caffè Pedrocchi

- Palazzo Comunale, municipio cittadino, di cui fa parte il Palazzo della Ragione.
- Palazzo del Bo, sede storica dell'università
- Arco Valaresso
- Torre dell'Orologio
- Caffè Pedrocchi, il "caffè senza porte"
- Loggia del Consiglio
- Palazzo Liviano, sede della facoltà di lettere e filosofia dell'Università
- Palazzo del Monte di Pietà in piazza del Duomo, attuale sede della Fondazione Cassa di Risparmio di Padova e Rovigo
- Palazzo del Monte di Pietà Vecchio
- Centro Culturale Altinate
- Loggia Amulea
- Loggia dei Carraresi
- Prato della Valle

#### Palazzi di Padova

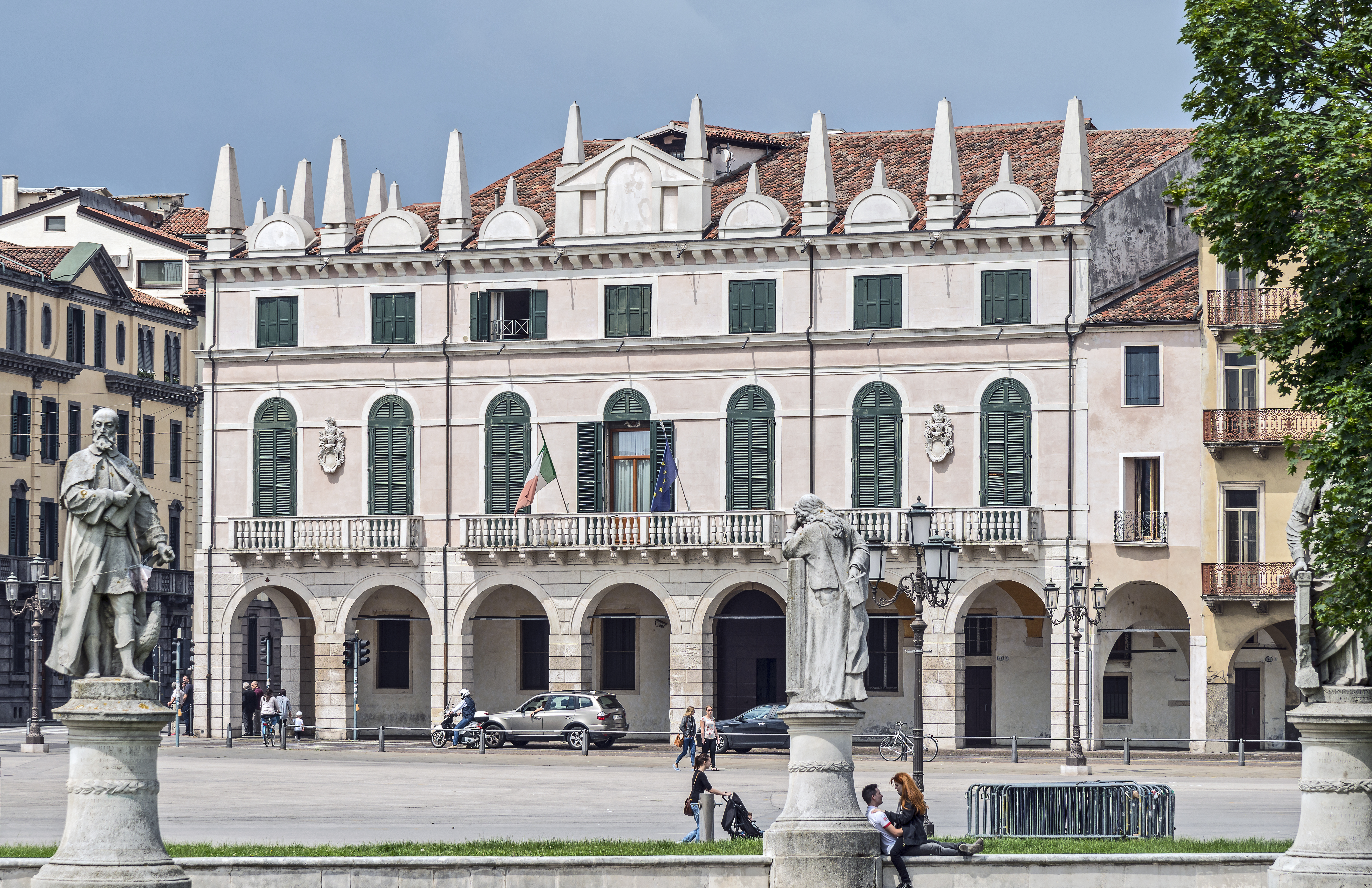
Palazzo Zacco al Prà

- Loggia e Odeo Cornaro a Palazzo Cornaro, il primo teatro dell'età post classica
- Palazzo Angeli
- Palazzo Sambonifacio in contrà Scalona
- Palazzo Maldura, altra sede storica della facoltà di lettere e filosofia dell'Università
- Palazzo Zuckermann, sede distaccata dei Musei Civici agli Eremitani
- Palazzo Zabarella, sede di mostre ed eventi culturali
- Palazzo Cavalli alle Porte Contarine, sede della scuola di ingegneria, del dipartimento di geoscienze e di istituti dell'Università
- Palazzo Mussato
- Palazzo Grimani
- Palazzo Mocenigo
- Palazzo Capodilista
- Palazzo Papafava dei Carraresi, che nel periodo della Repubblica di Salò divenne sede del Ministero dell'Educazione Nazionale
- Palazzo Pisani de Lazzara
- Villa Molin
- Palazzo Zacco al Prà
- Palazzo Sacerdoti in Prato della Valle uno degli edifici più caratteristici della città, fu progettato nel 1922 dall’ingegnere Augusto Berlese (1884-1941) in uno stile che risente di suggestioni di vario tipo (liberty, romanico, bizantino).
- Palazzo Santo Stefano[29]

#### Portici

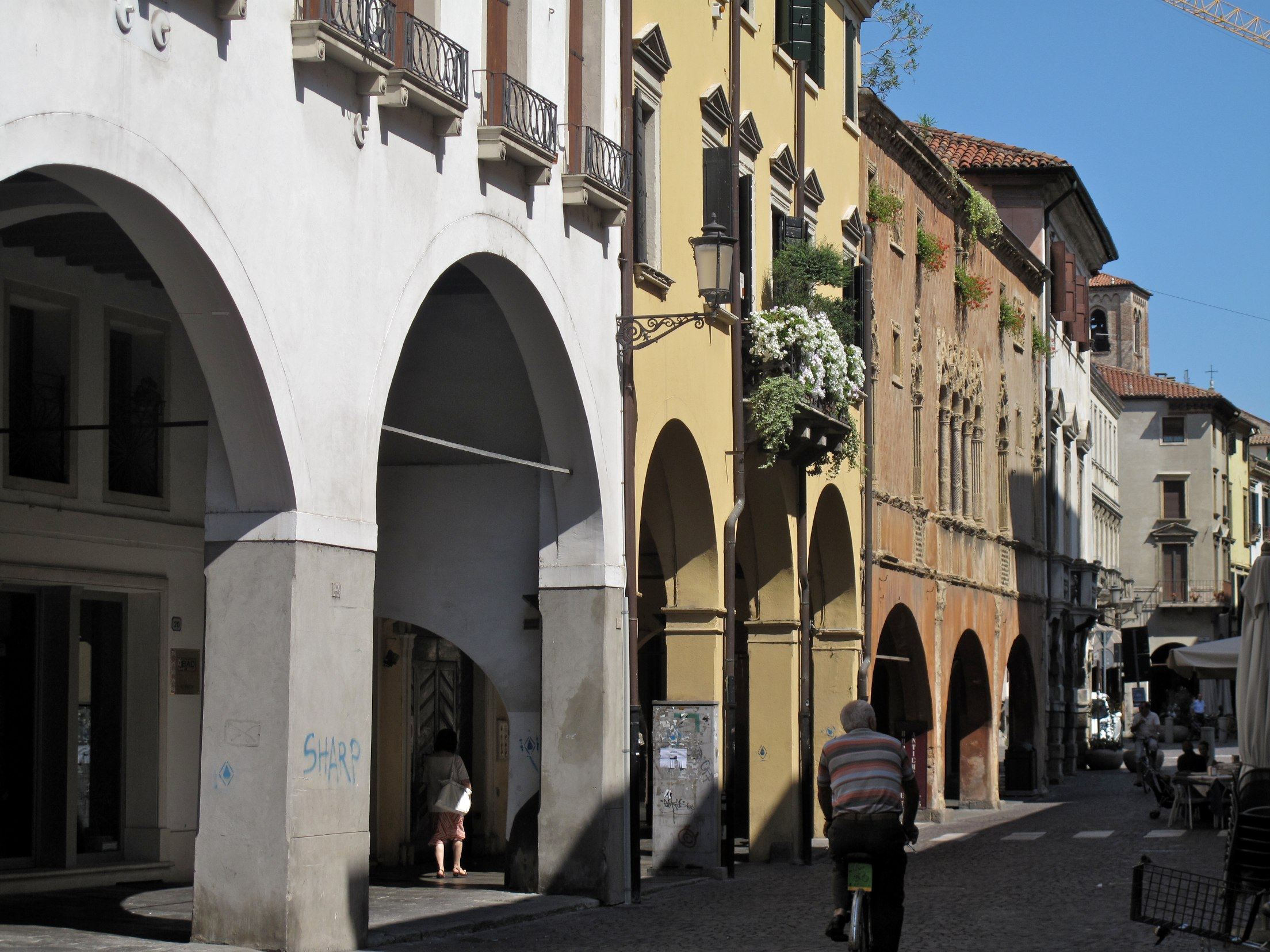
Uno scorcio dei portici nel centro cittadino

I portici del centro di Padova si sviluppano per circa 25 km, issando Padova al secondo posto dietro a Bologna, che possiede una rete di portici estesa e ramificata come nessun'altra in Europa. La costruzione dei portici in città è un'antica tradizione, se ne trovano in stile romanico, gotico, rinascimentale, neoclassico e moderno. Originariamente lo sviluppo totale era maggiore, ma dopo che Padova fu sottomessa dalla repubblica di Venezia (1405), diverse famiglie nobiliari eliminarono segmenti di porticati per dare risalto alle facciate dei propri palazzi.

### Architetture militari
La città dal periodo medievale in poi ha avuto tre cerchie di mura che fortificavano la città succedutesi nel tempo.
La prima cerchia, costruita tra il 1195 e il 1210, è quella delle mura cosiddette "comunali" perché eretta durante il periodo del libero comune padovano. Essa cingeva la parte più centrale della città, la cosiddetta "insula" poiché interamente circondata da canali (oggi in parte scomparsi). Di questa cerchia restano tre porte: due di esse ancora oggi transitabili (porta Molino, porta Altinate, porta della Cittadella Vecchia) mentre una terza fu inglobata nel Trecento nelle strutture del Castelvecchio. Inoltre rimangono numerosi tratti della cinta muraria lungo l'antico percorso, spesso inglobati tra costruzioni moderne.
Nel corso del Trecento, con l'espandersi delle aree urbanizzate furono realizzate, in vari momenti, le mura cosiddette "carraresi" perché costruite in gran parte durante la signoria dei Da Carrara. Di queste mura restano pochissimi resti visibili in alzato, e sono perlopiù inglobate in altre costruzioni e fortificazioni rinascimentali. Queste mura di stampo ancora medievale resistettero, con opportuni adattamenti, all'assedio che Padova subì nel 1509 ad opera delle truppe della lega di Cambrai.
In seguito a questo assedio la Serenissima decise di dotare la città di una nuova cerchia di mura adatta a resistere all'introduzione dell'artiglieria nelle tecniche di guerra. I lavori iniziarono nel 1513 per andare avanti circa fino alla metà del XVI secolo. Questa cerchia è ancora esistente quasi per intero seppur in diversi stati di conservazione a seconda dei vari tratti. Il suo perimetro è di circa 11 chilometri, con 20 bastioni e 6 porte (sulle 8 originarie). Queste mura sono solitamente denominate "veneziane" o "rinascimentali".
Archeologia
Necropoli IV secolo A.c.
Terme romane

### Aree naturali

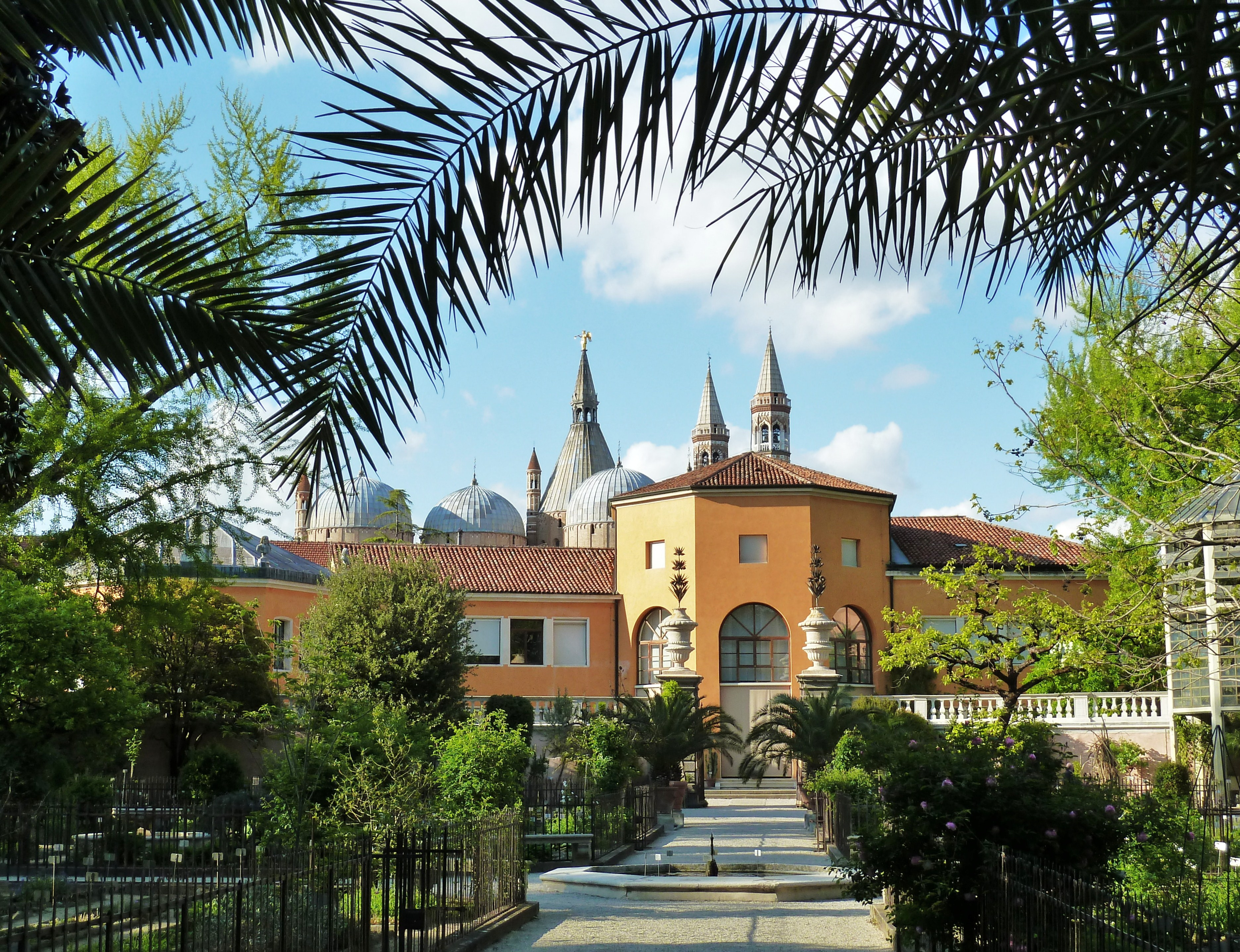
L'orto botanico di Padova

Secondo dati del 2005, la città di Padova può vantare 2,5 km² di verde pubblico, di cui 1,7 km² di verde attrezzato (compresi i parchi-giochi per bambini, le piste ciclabili, i campi polivalenti ecc.), che corrispondono al 2,7% della superficie comunale. Nel 2006 Padova ha vinto il primo premio La città per il verde, assegnato in occasione della manifestazione Euroflora svoltasi a Genova.
Tra gli spazi verdi spicca l'Orto botanico di Padova, patrimonio UNESCO ed il Parco Treves de' Bonfili progettato da Giuseppe Jappelli.

## Società

### Evoluzione demografica
Abitanti censiti

Al 31 dicembre 2019 la popolazione residente nel comune di Padova era 210 077 abitanti secondo i dati ISTAT.
Nel 2017 i nati sono stati 1 438 (6,84‰), i morti 2 582 (12,29‰) con un incremento naturale di -1 144 unità rispetto al 2015 (-5,44‰). Il 31 agosto 2024, su una popolazione di 210 440 abitanti, si contavano 36 836 stranieri (18,0%). Le famiglie contano in media 2,08 componenti (in costante calo). Inoltre Padova è con 2 263,64 ab/km² la città più densamente popolata del Veneto.
Al 31 dicembre 2023 Padova risultava tra le città in Italia ad aver ricevuto il numero più alto di immigrati interni ed esterni (ovvero nuovi residenti trasferiti da altre zone d'Italia e dall'estero). Oggi solo il 44% degli abitanti risulta essere nato nel comune, mentre gli immigrati costituiscono la maggioranza della popolazione residente (56% nel 2023), provenienti in minima parte dalla provincia (5%) e in larga parte dalle altre provincie del Veneto, dal meridione e dalle isole (31%, e in costante aumento), in particolare da Puglia, Campania e Sicilia. I residenti a Padova nati all'estero costituiscono il 20% della popolazione residente e sono anch'essi in costante aumento. Il dato non tiene conto delle c.d. "seconde generazioni" ovvero residenti nati a Padova con origini familiari in altre parti d'Italia e del mondo.
Il dato sulle provenienze geografiche non tiene conto degli oltre 47mila studenti fuori sede che popolano il capoluogo euganeo, in larga parte provenienti da altre regioni d'Italia, e dei tantissimi domiciliati in città per motivi di lavoro e ricerca (quasi 50mila).
A Padova è stata istituita una "Commissione speciale Città metropolitana", con lo scopo di coordinare le politiche del comune di Padova e dei comuni limitrofi su tematiche di importanza sovracomunale. Nel 2012 l'area metropolitana di Padova contava 401 269 abitanti.

### Etnie e minoranze straniere
Padova, come tutto il Veneto, a partire dagli anni 1990 è divenuta meta di immigrazione con 36 836 residenti stranieri, pari al 18,0% della popolazione residente, al 31 agosto 2024.
I cittadini stranieri residenti a Padova che hanno acquisito la cittadinanza italiana dal 2007 al 2020, sono 9 110, pari al 3,2% della popolazione residente, e in costante aumento.
La comunità straniera più numerosa è quella proveniente dalla Romania con il 27,0% di tutti gli stranieri presenti sul territorio, seguita dalla Moldavia (10,9%) e dalla Repubblica Popolare Cinese (8,4%).

### Religione

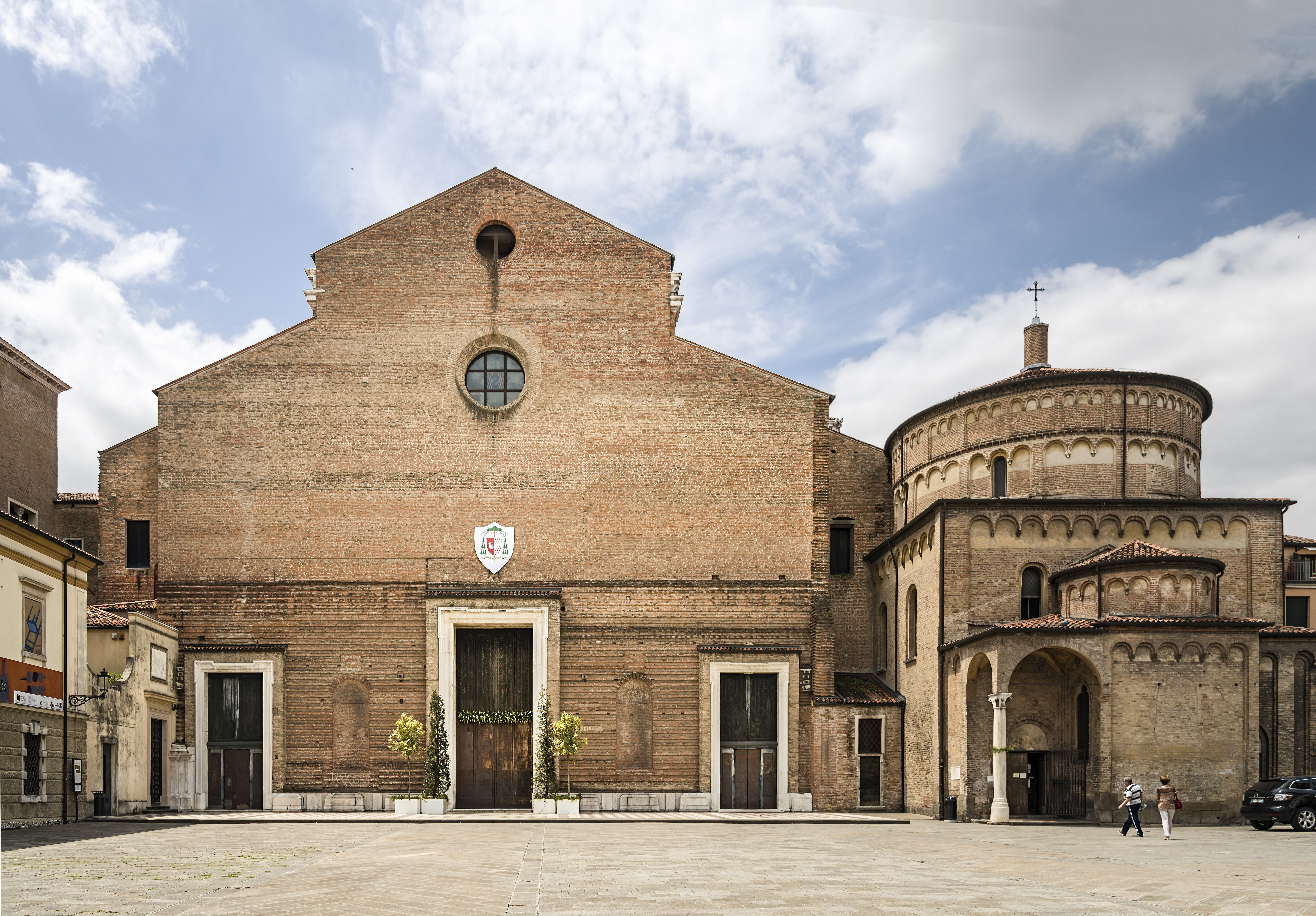
il duomo di Padova

Sede vescovile a capo di una delle diocesi più estese ed antiche d'Italia è universalmente conosciuta anche come la città del Santo, appellativo con cui viene chiamato a Padova sant'Antonio, il famoso francescano portoghese, nato a Lisbona nel 1195, che visse in città per alcuni anni e vi morì il 13 giugno 1231. I resti del Santo sono conservati nella Basilica di Sant'Antonio, importante meta di pellegrinaggio della cristianità e uno dei monumenti principali cittadini. Antonio è uno dei quattro santi patroni della città con Giustina, Prosdocimo e Daniele. A Padova si venerano pure le reliquie di san Luca, san Mattia (entrambi gli apostoli riposerebbero presso la basilica di Santa Giustina) e san Leopoldo Mandić. Nel 1829, Padova fu la sede del primo Convitto Rabbinico, importante istituzione dell'ebraismo italiano.

### Tradizioni e folclore

#### I "senza"
Padova è nota per essere la città dei "senza":
- "Santo senza nome", perché Sant'Antonio, di cui è tradizionalmente popolare la devozione, è comunemente chiamato "il Santo" per antonomasia, con speciale riferimento alla Basilica omonima;
- "Caffè senza porte", perché il monumentale Caffè Pedrocchi, storico locale cittadino, sino al 1916, era aperto ventiquattro ore al giorno;
- "Prato senza erba", perché il Prato della Valle, spettacolare "piazza", la più grande d'Europa secondo alcuni,[51] era in realtà fino alla fine del XVIII secolo, periodo in cui assunse la sistemazione attuale grazie ad Andrea Memmo, una superficie paludosa[52] dove si svolgeva la famosa "Fiera del Santo", trasformata in Fiera Campionaria nel 1919.
- "Capitello senza colonna", perché presso l'angolo nord-ovest del Palazzo della Ragione, detto il "Salone" dai Padovani, (coordinate: 45°24′26.5″N 11°52′29.2″E) all'incrocio di una volta, c'è un capitello ma manca la colonna sottostante.

#### Le "due gatte"
Non sono molti, invece, a conoscere la storia delle "due gatte", che pure figurano tra le più curiose icone della città:
- la gatta di Sant'Andrea, una statua situata su una colonna nel piccolo sagrato antistante alla relativa chiesa. Il monumento, composto da una scultura in pietra raffigurante un leone posto su una colonna d'età romana, è stato più volte distrutto, ricostruito e sostituito con copie, l'ultima delle quali è stata abbattuta il 23 settembre 2013 da un mezzo di trasporto in manovra.
- il bastione della Gatta[N 6], in corrispondenza dei Giardini della rotonda (alla confluenza delle odierne vie Paolo Sarpi e Codalunga), ci riporta all'assedio di Padova da parte degli imperiali di Massimiliano I d'Asburgo, avvenuto nel 1509. Gli attaccanti – che si giovavano di una macchina d'assedio denominata gatto – erano quasi riusciti a penetrare in quel punto la seconda cinta delle mura tuttora visibili, ma furono arrestati dall'ingegno di Citolo da Perugia, capitano di ventura che minò il varco appena in tempo. Per dileggio, i difensori issarono una gatta su una picca, sfidando i nemici a venirsela a prendere.[53]

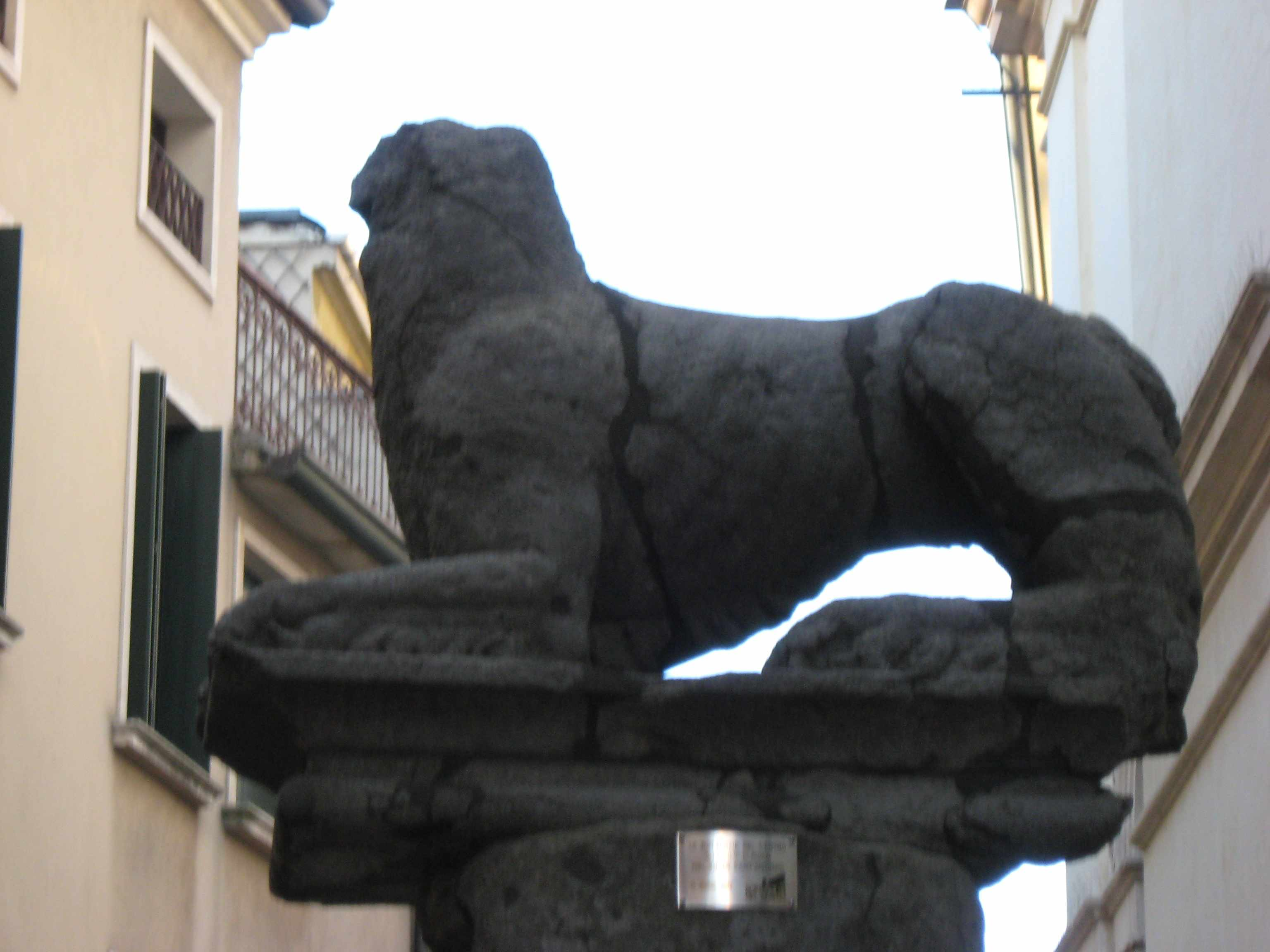
La Gatta di Sant'Andrea.
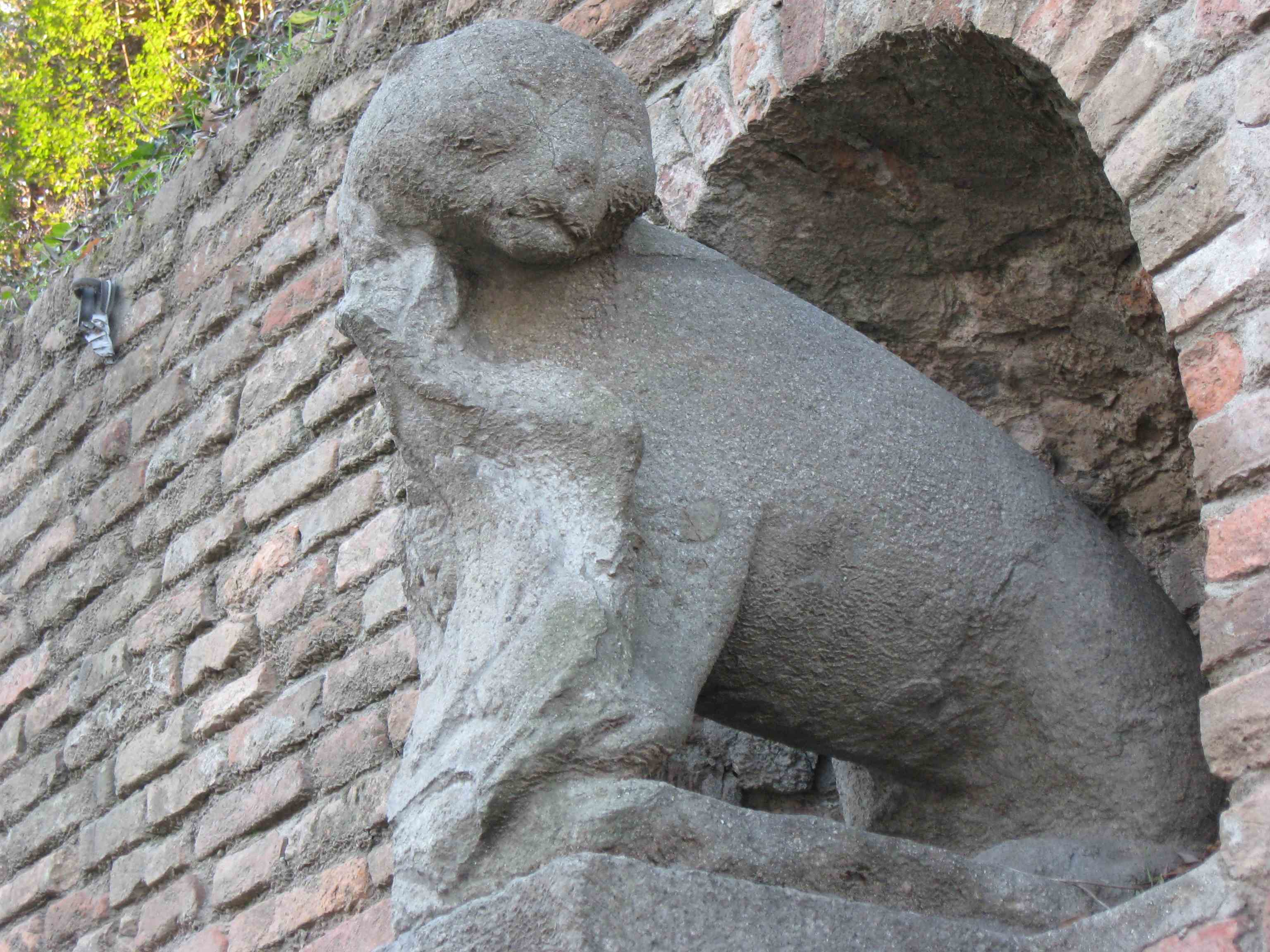
La Gatta dell'omonimo bastione.
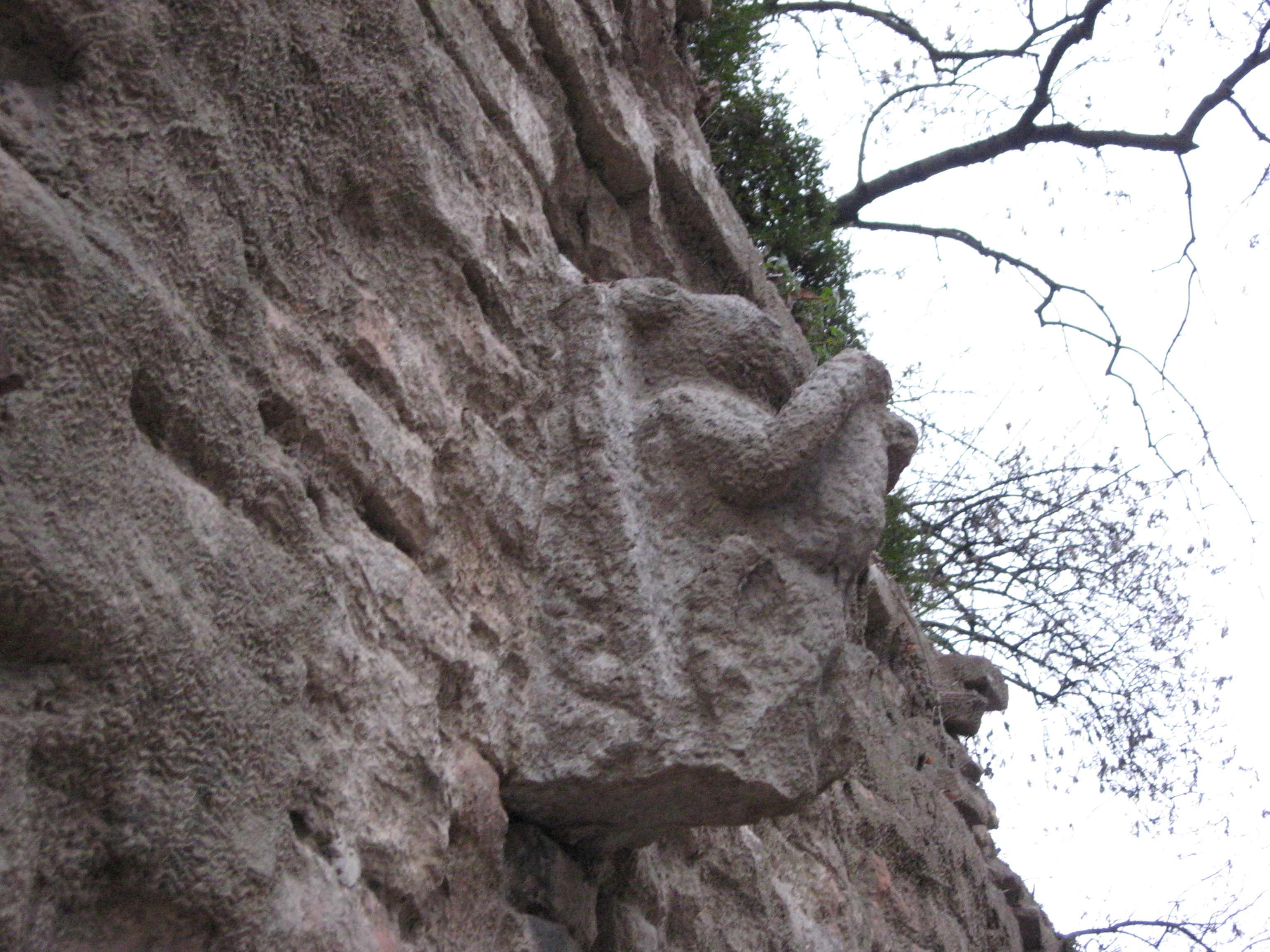
La statuetta in prossimità sul Bastione della Gatta (v. nota).

#### Il Canton del Gallo
È l'incrocio obliquo tra le vie: Roma, San Francesco, Otto febbraio e San Canziano (praticamente, l'angolo destro, guardando il portone principale del Palazzo del Bò).
È tradizionalmente considerato il punto più centrale della città, e pare si chiami così dal nome di una locanda o osteria che ivi sorgeva. Anche se oggi la circolazione veicolare è praticamente abolita in loco, fu proprio al Canton del Gallo che venne installata la prima pedana per il "vigile" che doveva disciplinare il traffico.

#### Il toponimo Stanga
L'origine del toponimo viene fatta risalire all'Alto Medioevo, durante il quale in questo luogo pare si tenessero i duelli di campioni e bravi (due categorie di "spadaccini" mercenari che – in sostituzione degli effettivi portatori degli interessi controversi – si affrontavano con armi rudimentali in una sorta di ordalia o giudizio di Dio, ossia il surrogato, secondo le usanze barbariche, del processo come mezzo di appianamento delle liti giudiziarie). I sanguinosi scontri attiravano folle di curiosi, che dovevano accomodarsi oltre i paletti (le stanghe, appunto) delimitanti l'agone.
Risulta che il fenomeno fosse disciplinato da una legge locale, in vigore dal 1236 al 1275. Essa, peraltro, oltre a stabilire i compensi dovuti a campioni o bravi, disponeva che questa "professione" fosse appannaggio dei soli padovani, o quanto meno di chi risiedesse nelle vicinanze della città.
In realtà diverse città dell'ex Repubblica Veneta (tra cui la vicina Vicenza) denominano "Stanga" la zona esterna alla loro porta orientale; è possibile che stanga stia semplicemente per zona posta a oriente (si confronti stangare, lemma lagunare per girare a sinistra con un'imbarcazione, sanca e stânga, ovvero sinistra rispettivamente in veneto e in romeno).

### Istituzioni enti e associazioni

#### Ospedali e sanità

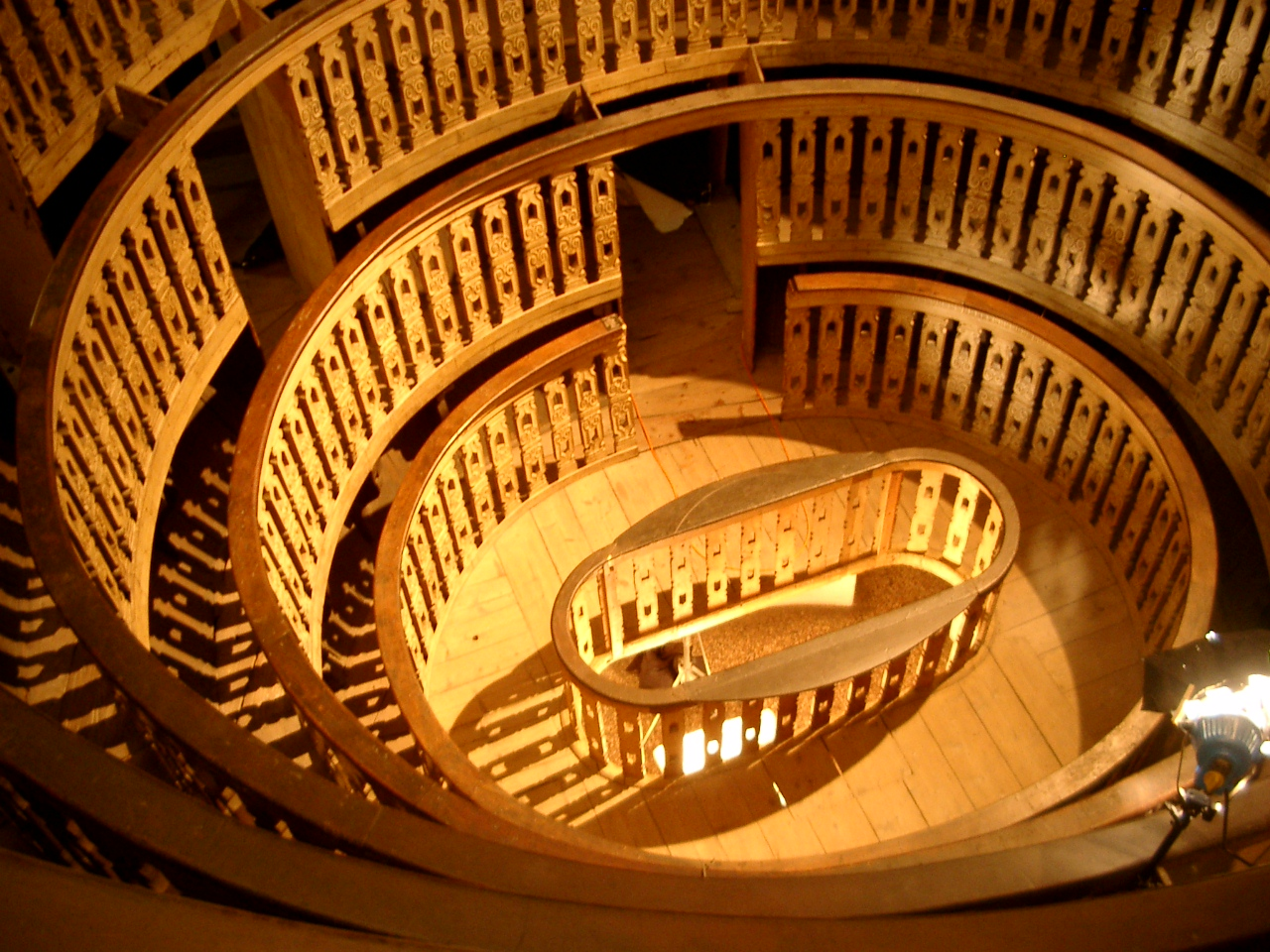
Il teatro anatomico di Padova, il più antico del mondo.

La città di Padova è principalmente servita dal polo universitario-ospedaliero dell'Azienda Ospedale-Università di Padova (un tempo Ospedale Giustinianeo e poi Ospedale Civile). Altro nosocomio cittadino è l'Ospedale S. Antonio (ex Centro Traumatologico Ortopedico, CTO) appartenente alla stessa Azienda Ospedale-Università di Padova. È inoltre sede dell'Istituto Oncologico Veneto (IOV), struttura riconosciuta come Istituto di ricovero e cura a carattere scientifico (IRCCS) dedicato alla cura dei tumori e alla ricerca in campo oncologico.
Sempre in città vi è la sede del Centro Militare di Medicina Legale (CMML), ex-Ospedale Militare, e il Complesso Socio Sanitario dei Colli, ex-Ospedale Psichiatrico ora adibito a centro poliambulatoriale dell'ULSS. Nel 2003 è stato chiuso il centrale Ospedale Geriatrico.
Con oltre 50 000 ricoveri l'anno, il polo dell'Azienda Ospedaliera di Padova è uno dei più grandi ospedali del nord e uno dei poli d'attrazione in Italia.
Il Centro Gallucci presso l'Azienda Ospedaliera di Padova occupa un posto rilevante in Italia per i trapianti e la chirurgia cardiaca. Prende il nome dal cardiochirurgo Vincenzo Gallucci che a Padova nel 1985 eseguì il primo trapianto di cuore in Italia. Inoltre presso il centro è stato eseguito il primo impianto di cuore artificiale in Italia il 10 dicembre 2007.
Le associazioni di pubblica assistenza presenti nel territorio della città sono la sede padovana della Croce Rossa Italiana, la P.O. Croce Verde, la Croce Bianca, la ZIP Onlus e la Croce Padova.

## Cultura

### Istruzione
(William Shakespeare, La bisbetica domata, Atto 1, Scena 1)

#### Università

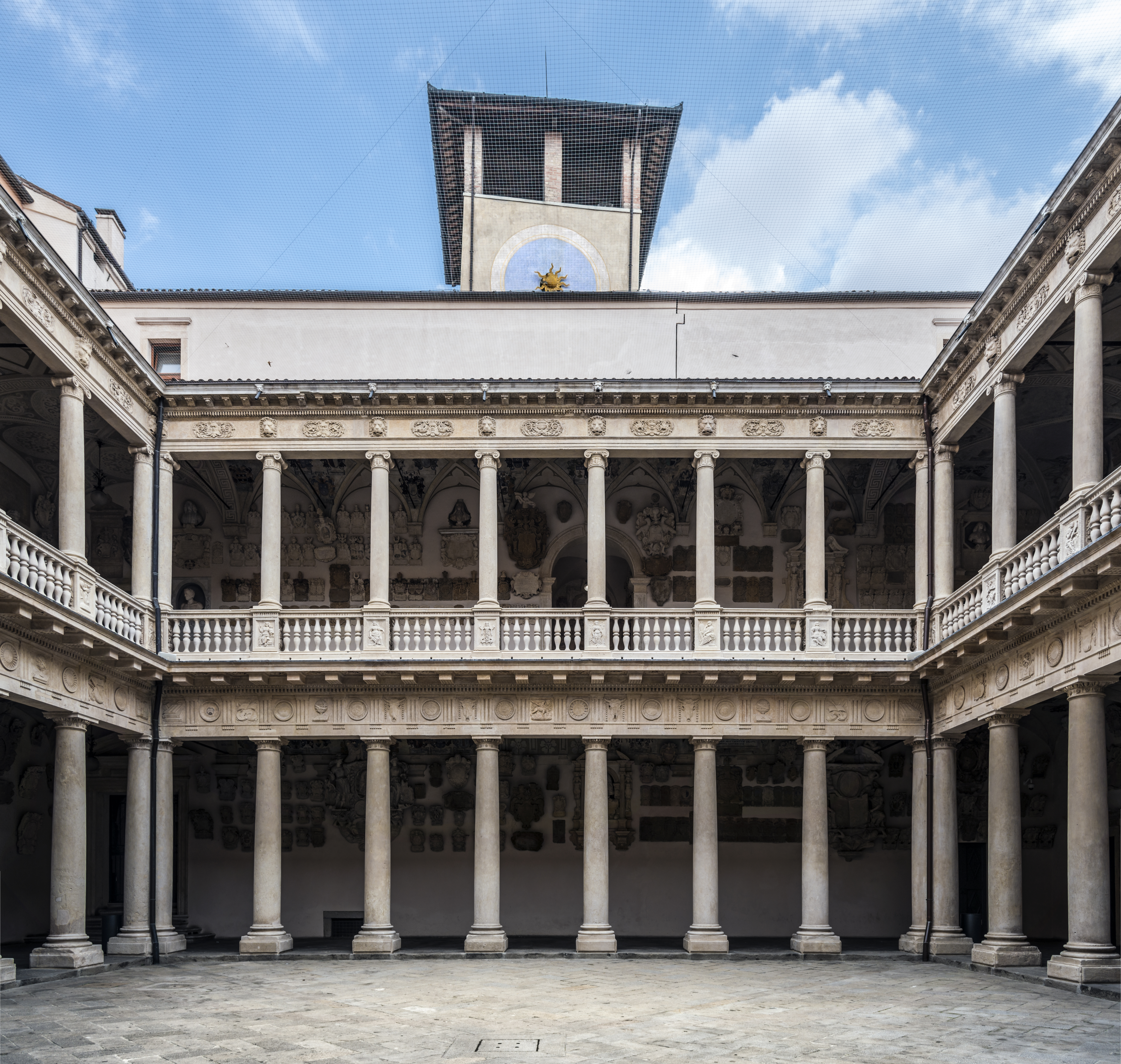
Cortile interno del Palazzo del Bo, storica sede dell'Università di Padova

L'Università degli Studi di Padova, fondata nel 1222, è una delle più antiche università al mondo e la seconda in Italia. Nel 2023 conta circa 71 000 studenti e 2 200 docenti.
L'università venne fondata, secondo la tradizione, da un gruppo di studenti e professori che migrarono dall'Università di Bologna alla ricerca di una maggiore libertà accademica tanto da assumere il motto "Universa Universis Patavina Libertas" ovvero "tutta intera, per tutti, la libertà nell'Università di Padova". È certo che scuole di diritto e medicina esistevano a Padova prima del 1222, questo infatti è l'anno nel quale per la prima volta in un atto notarile della città si nomina con precisione lo Studio Patavino (quindi già esistente) ed è così convenzionalmente ritenuto essere l'anno di fondazione.
Nel corso della sua storia, l'Università di Padova fu luogo d'incontro di alcune tra le più importanti personalità europee ed italiane, tra le cui file si annoverano personaggi del calibro di Leon Battista Alberti, Niccolò Copernico e Melchiorre Cesarotti. Dal 1592 per 18 anni consecutivi (definiti dall'interessato i migliori della sua vita), Galileo Galilei resse la cattedra di matematica presso l'ateneo patavino. Nel medesimo, per la prima volta al mondo (1678) si laureò una donna: Elena Lucrezia Cornaro Piscopia.
William Harvey, l'illustre medico inglese cui si deve la prima descrizione scientifica del sistema circolatorio (1628), fu allievo a Padova di Girolamo Fabrici. Va peraltro ricordato che in questa città sorse il primo teatro anatomico (1594), ed il fondatore della Scuola Clinica Padovana, Giovanni Battista Monte, fu il primo medico a tenere le lezioni nelle corsie di un ospedale.
Nell'ambito dell'Università furono fondati anche l'Orto botanico di Padova, il più antico orto botanico del mondo ancora esistente (1545), la Biblioteca universitaria di Padova (1629) e la Specola di Padova (1777).
Nel 2004 è stata istituita la Scuola Galileiana di Studi Superiori, con la collaborazione e sul modello della Scuola Normale Superiore di Pisa. Alla scuola si accede tramite un concorso molto selettivo; gli studenti ammessi si iscrivono ai corsi dell'Università di Padova, ma in più hanno alcuni benefici (ad esempio vitto e alloggio presso un collegio universitario), devono avere una media di esami particolarmente alta (almeno 27), e in più devono frequentare obbligatoriamente alcuni corsi specifici.
L'Ateneo gestisce anche nove Musei scientifici, fra cui il Museo di storia della fisica, ed è tra i membri fondatori del consorzio interuniversitario CINECA.
La città ospita inoltre il Conservatorio Cesare Pollini, fondato nel 1878 e dedicato all'omonimo pianista, che ne fu anche il primo direttore. Vi ha sede la Scuola Italiana Design, istituto post-diploma specializzato nel design industriale e nella comunicazione del prodotto, che costituisce il dipartimento formativo del Parco Scientifico e Tecnologico Galileo.

#### Scuole e istituti
Padova ospita numerose scuole e tra queste le più degne di nota sono il Liceo ginnasio statale Tito Livio e il Liceo scientifico statale Ippolito Nievo, che rappresentano la storica coppia di licei della città. Entrambi situati in pieno centro storico, il primo fu fondato nel 1872 al posto dell'ex monastero di Santo Stefano, mentre il secondo venne creato nel 1923, in seguito alla Riforma Gentile, ed è ospitato nel seicentesco Palazzo Cumani. Il Liceo Artistico Pietro Selvatico fu invece creato come scuola d'arte nel 1866 per volere dell'architetto e storico dell'arte Pietro Selvatico. Tra le scuole paritarie spicca l'Istituto Vescovile G. Barbarigo, fondato nel 1919 per decreto ufficiale dell'allora Vescovo di Padova Luigi Pellizzo. Da menzionare è inoltre l'Istituto Tecnico Statale Giovanni Battista Belzoni, fondato nel 1869 e dedicato all'omonimo esploratore.

#### Musei

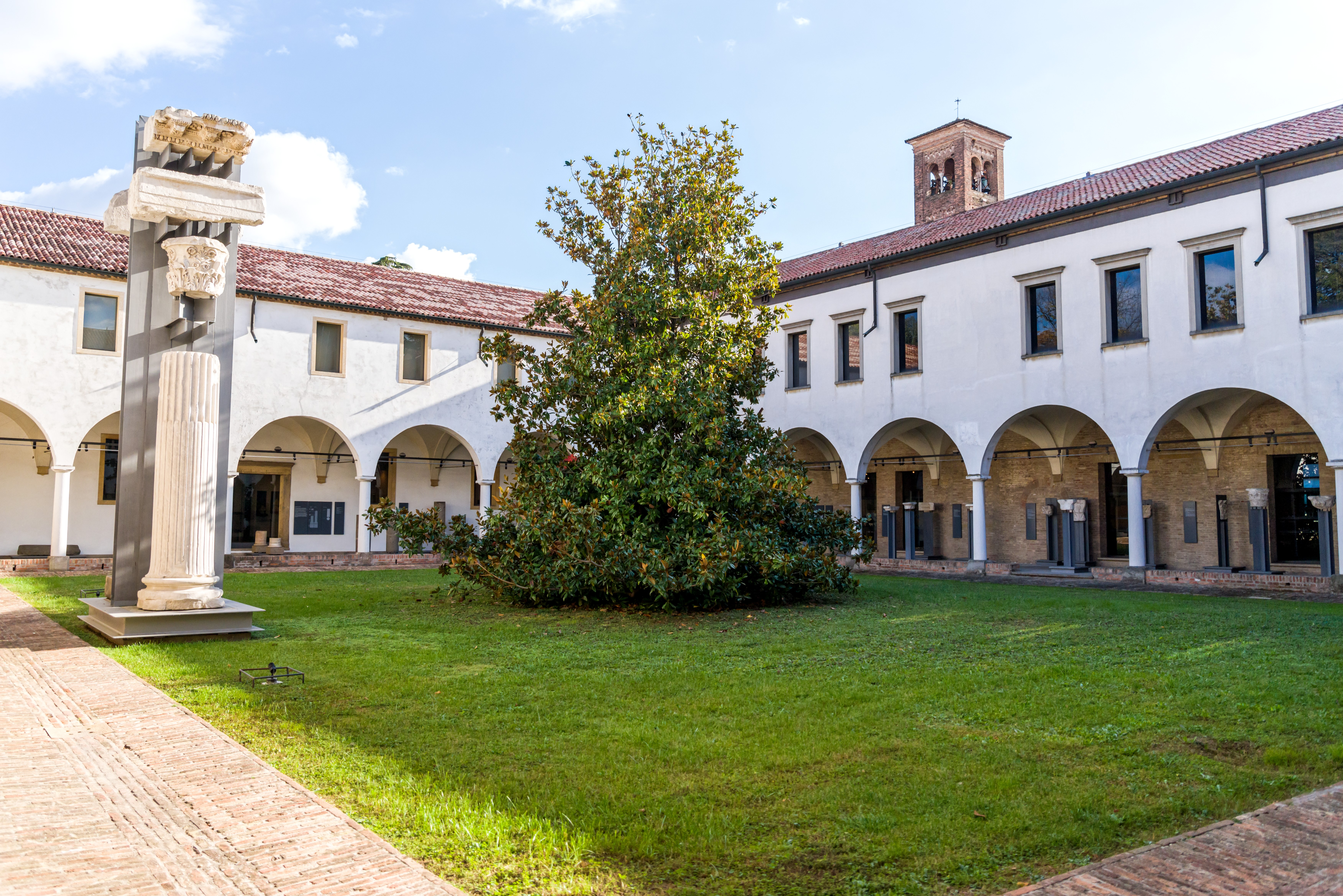
Chiostro dei musei civici di Padova

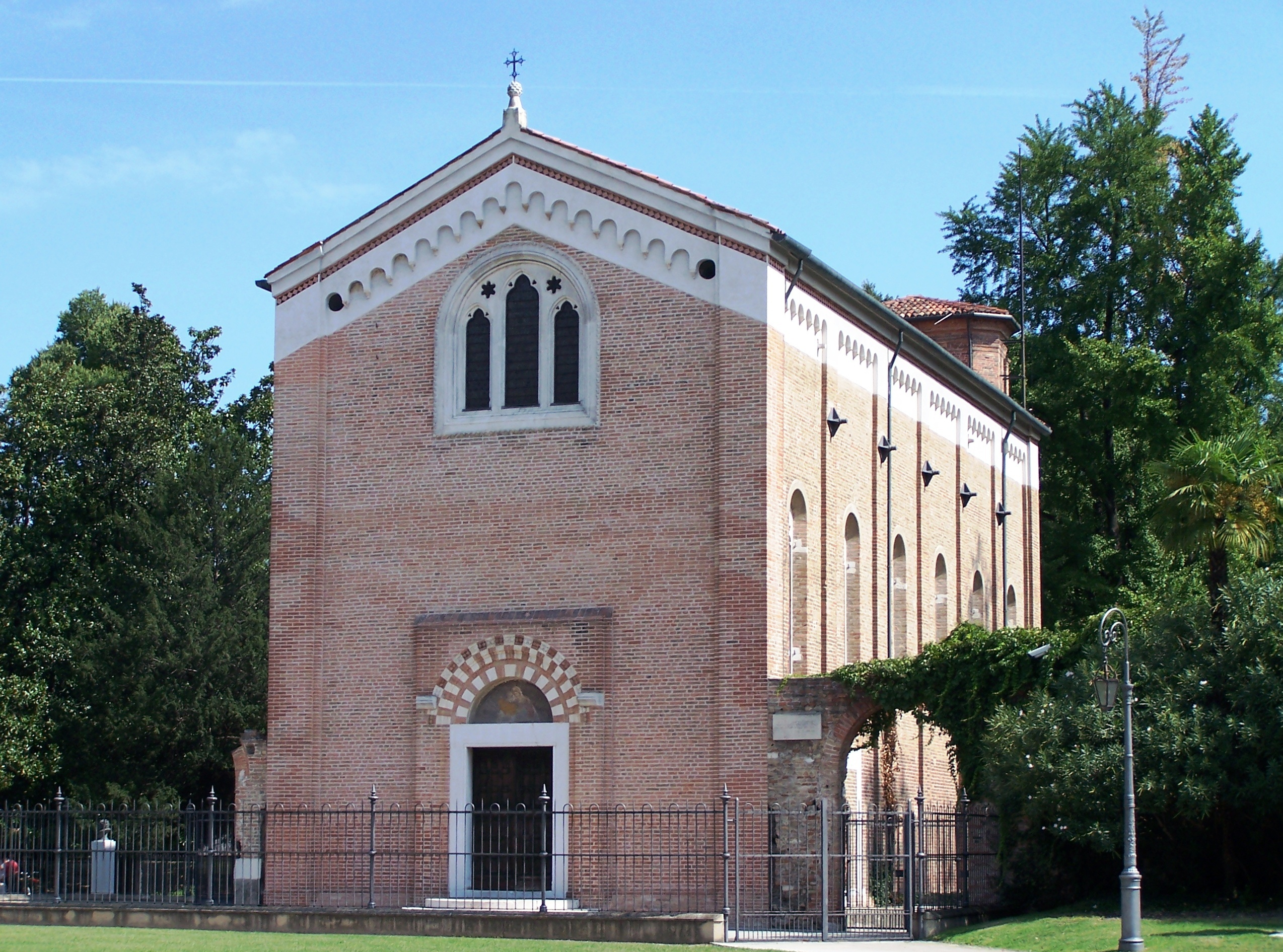
Cappella degli Scrovegni

- Musei Civici agli Eremitani[60] - il circuito che va sotto questo nome comprende:
  - nel complesso degli Eremitani:
    - Sala multimediale della cappella degli Scrovegni, per una visita virtuale dei celebri affreschi giotteschi
    - Museo archeologico, con reperti di epoca pre-romana, romana, egizia, greca, etrusca ed italiota
    - Museo d'arte medievale e moderna, con dipinti di Giotto, Giorgione, Tiziano, Tintoretto, Veronese, Tiepolo

  - Palazzo Zuckermann, che a sua volta ospita:
    - Museo di arte applicata
    - Museo Bottacin[N 10]
- Musei dell'Università degli Studi di Padova
  - Museo della Natura e dell'Uomo e altri 10 musei
- Museo archeologico ambientale delle acque del padovano[61]
- Museo del Risorgimento e dell'età contemporanea
- Museo diocesano di arte sacra
- Museo dell'internato ignoto (presso l'omonimo tempio)[62]
- Museo della terza armata
- Museo della Padova Ebraica
- Museo delle antiche strumentazioni (istituto tecnico Belzoni-Boaga)
- Museo al Santo
- Oratorio di San Michele (vedi Monumenti di Padova § Chiese parrocchiali, oratorii e cappelle)
- Ponte di San Lorenzo
- Museo delle macchine "Enrico Bernardi"
- Museo di storia della medicina nell'ospedale di San Francesco Grande.
- Museo del marinaio d'Italia
- Museo di zoologia
- Museo di storia della fisica
- Museo di mineralogia e petrografia e paleontologia
- Museo del precinema (collezione Minici Zotti)
- La specola e l'adiacente castello di Ezzelino e Torlonga.
- Palazzo Zabarella
- Museo di scienze archeologiche e d'arte
- Piano nobile del Caffè Pedrocchi
- Esapolis, insettario

### Accademia Galileiana di Scienze Lettere ed Arti
Fondata il 25 novembre 1599 su iniziativa del cardinale Federico Baldissera Bartolomeo Cornaro, l'Accademia Galileiana di Scienze Lettere ed Arti, denominata inizialmente Accademia dei Ricovrati, ha sede presso la Loggia dei Carraresi e si occupa della promozione delle discipline umanistiche e scientifiche.

### Premio letterario Galileo per la divulgazione scientifica
Il Premio letterario Galileo per la divulgazione scientifica è nato nel 2006 ad opera del comune per ricordare le tradizioni cittadine nella ricerca scientifica e promuovere la diffusione della cultura tecnico-scientifica. Si avvale di una doppia giuria: la prima di accademici, scienziati, giornalisti e uomini di cultura (presieduta, nel corso delle otto edizioni, da personalità come Umberto Veronesi, Carlo Rubbia, Margherita Hack, Paolo Rossi, Mario Tozzi, Piergiorgio Odifreddi e Paco Lanciano) che segnala una rosa di cinque testi, la seconda di studenti provenienti da varie scuole d'Italia che scelgono il testo da premiare.

### Media

#### Stampa
Sono due i quotidiani storici che normalmente si occupano della cronaca locale della città: il Gazzettino e il Mattino di Padova. Dal 12 novembre 2002 viene venduto in abbinamento al Corriere della Sera anche il Corriere del Veneto, che ha sede a Padova e che dedica alla città due pagine al giorno di cronaca locale, in abbinamento con la cronaca di Rovigo. Da diverso tempo è presente anche Il Padova, quotidiano che riassume notizie di attualità e politica patavina e dedica diverse pagine anche alla cronaca nazionale ed estera. Sono presenti anche alcuni giornali a distribuzione gratuita quali Leggo, che ha una sua redazione in città e ha pagine di cronaca e sport locali, Metro e City.
Nel passato la città ha avuto altre due testate di cronaca locale: L'Eco di Padova, nato nel 1977, edito dalla Rizzoli e chiuso nel 1980 e l'edizione padovana de il Resto del Carlino dal 1957 al 1983.
Nella città e in tutta la diocesi viene anche stampato e diffuso il settimanale diocesano La Difesa del popolo.
In città è presente una redazione de Il Sole 24 Ore.
Esisteva anche Il Comune, quotidiano politico con sede in via Spirito Santo.

#### Radio
A Padova (o nelle immediate vicinanze) hanno sede alcune emittenti radio, tra le quali:
- Radio Televisione Regionale Veneta (1975-2003)
- Bum Bum Network e Energy (1980-2012)
- Easy Network
- Radio 80
- Radio Base 101 (Peraga (Vigonza))
- Radio Bue
- Radio Cafè
- Radio Canale Italia (Padova e Rubano)

- Radio Company e Company Easy (Padova e Noventa Padovana)
- Radio Cooperativa (Padova e Albignasego)
- Radio Gamma 5 (Campodarsego e Cadoneghe)
- Radio Genius
- Radio Italia Uno
- Radio Padova
- Radio Sherwood
- Radio Stereocittà

#### Televisione
A Padova (o nelle immediate vicinanze) hanno sede alcune emittenti televisive, tra le quali:
- 7 Gold Telepadova
- Radio Televisione Regionale Veneta (1976-2003)
- CafèTV24
- Canale 77
- Company TV
- Gruppo Canale Italia (Padova e Rubano)
- Gruppo TV7
- La 9 e La 8

- La 10-Canale 78
- Rete Veneta (sede di Padova)
- Serenissima Televisione (Padova e Rubano)
- Telecittà (Peraga (Vigonza))
- TeleChiara
- TeleNordest (1984-2010)
- Telenuovo (sede di Padova)

Tuttavia è sede anche di redazioni di emittenti televisive a livello nazionale, tra le quali:
- Sky TG24
- Mediaset

### Teatro

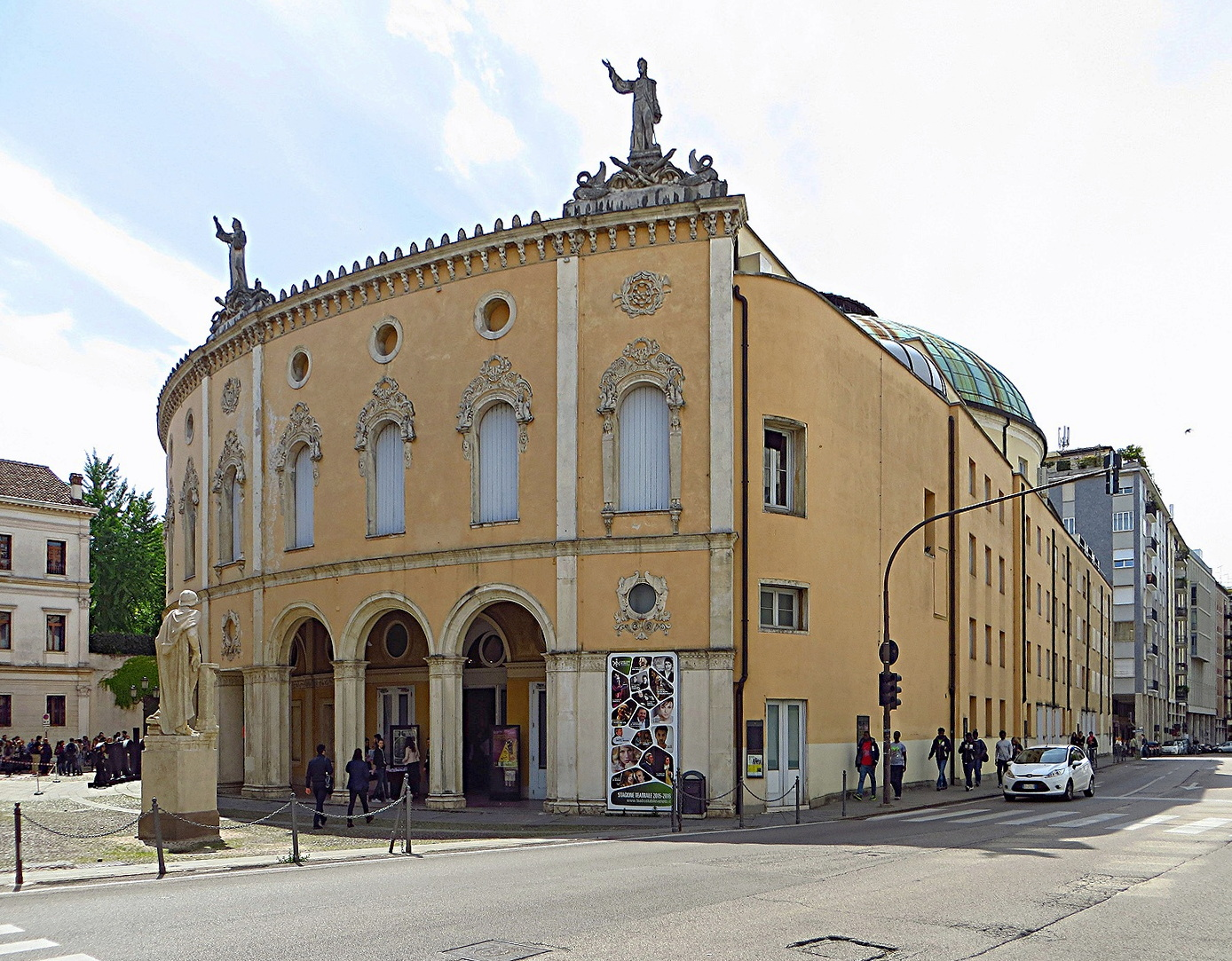
Teatro Verdi

Nella storia Padova ha sempre avuto il suo posto come città di spettacolo. Attorno al 60-70 d.C. fu edificato il teatro romano detto "il Zairo", le cui fondamenta riaffiorano in occasione di bonifiche e sistemazioni della canaletta che circonda Prato della Valle. Fanno riferimento sia agli spalti superiori che contenevano una volta le gradinate originarie, sia alla loggia teatrale che ospitava lo spettacolo stesso.
Alla città è legata la danza alla pavana ossia alla padovana, una delle più celebri forme musicali tra i secoli XVI e XVIII. Nel 1524, a Padova fu costruito per la prima volta dopo l'età classica uno spazio interamente dedicato alle rappresentazioni teatrali, la Loggia Cornaro; mentre il 25 febbraio 1545 si costituì legalmente, con atto notarile, una compagnia di comici teatranti, la prima testimonianza al mondo di una società di commedianti professionisti, nascita simbolica della Commedia dell'arte. I principali teatri padovani sono:
- Teatro Verdi
- Gran Teatro Geox
- Teatro del Seminario Vescovile
- Teatro Antonianum
- Teatro Don Bosco
- Teatro Ai Colli
- Teatro Maddalene
- Piccolo Teatro
- Teatro Ruzante

### Letteratura
- A Padova è l’ambientazione dell’opera La bisbetica domata (1594?) di William Shakespeare.
- Angelo, tiranno di Padova di Victor Hugo.
- Nel romanzo La Certosa di Parma di Stendhal viene citata Padova, soggiorno dello scrittore, nella Avvertenza iniziale.
- A Padova è ambientata la tragedia La duchessa di Padova del 1883, secondo dramma composto da Oscar Wilde.
- Un quartiere di Padova, la Guizza, è al centro di gran parte della narrativa, peraltro di impianto internazionale, di Piero Sanavio.
- A Padova Bertolt Brecht ambienta la prima parte dell'opera teatrale Vita di Galileo.
- Nel romanzo Incontro con Rama di Arthur C. Clarke, l'11 settembre 2077 un asteroide distrugge Padova e buona parte del nord Italia.
- Il romanzo autobiografico sulla resistenza I piccoli maestri di Luigi Meneghello è in parte ambientato a Padova.
- Diario a due di Paolo Barbaro è ambientato a Padova.
- Il racconto fantastico La figlia di Rappaccini di Nathaniel Hawthorne è ambientato a Padova.
- Il romanzo L'animale femmina di Emanuela Canepa è ambientato a Padova.[68]
- I romanzi Assassino all'Ikea e Turno di notte di Giovanna Zucca sono entrambi ambientati a Padova.[69]

### Cinema
- Troppo caldo per giugno di Ralph Thomas con Dirk Bogarde e Sylva Koscina (1964)
- Grazie zia di Salvatore Samperi con Lisa Gastoni e Lou Castel (1968)
- La moglie del prete di Dino Risi con Sophia Loren e Marcello Mastroianni (1970)
- Il tuo vizio è una stanza chiusa e solo io ne ho la chiave di Sergio Martino con Edwige Fenech (1972)
- Gli ordini sono ordini di Franco Giraldi con Monica Vitti e Gigi Proietti (1972)
- Libera, amore mio! di Mauro Bolognini con Claudia Cardinale (1975)
- Il gatto dagli occhi di giada di Antonio Bido (1977)
- Cugine mie di Marcello Avallone con Ely Galleani e Nieves Navarro (1978)
- Delitti e profumi di e con Jerry Calà con Umberto Smaila e Lucrezia Lante della Rovere (1988)
- Quattro figli unici di Fulvio Wetzl con Roberto Citran, Mariella Valentini, Ivano Marescotti, Valentina Holtkamp (1992)
- Viaggi di nozze di e con Carlo Verdone (1995)
- I piccoli maestri di Daniele Luchetti con Stefano Accorsi (1998)
- La lingua del santo di Carlo Mazzacurati con Antonio Albanese e Fabrizio Bentivoglio (2000)
- Il gioco di Ripley di Liliana Cavani con John Malkovich (2000)
- Il fuggiasco di Andrea Manni con Daniele Liotti (2003)
- La giusta distanza di Carlo Mazzacurati (2007)
- Hortus Botanicus Patavinus di Michele Francesco Schiavon (1995 - ried. 2008)
- Romanzo di una strage di Marco Tullio Giordana (2012)
- Sole a catinelle di Gennaro Nunziante (2013)
- La sedia della felicità di Carlo Mazzacurati (2013)

### Cucina
La cucina padovana si basa su una lunga tradizione ricca di piatti per lo più prodotti freschi e di origine contadina, tra questi i più noti sono i bigoli, i secondi basati sulla gallina padovana e la torta pazientina.

### Eventi
- Padova Vintage Festival in settembre presso il centro Culturale San Gaetano
- La "Settimana della cultura scientifica e tecnologica", che si svolge da marzo ad aprile.
- La "Maratona di Sant'Antonio", in aprile. Essa ripercorre negli ultimi 18 chilometri la strada che sant'Antonio morente, a bordo di un carro trainato da buoi, fece il 13 giugno 1231, partendo da Camposampiero per arrivare all'Arcella.

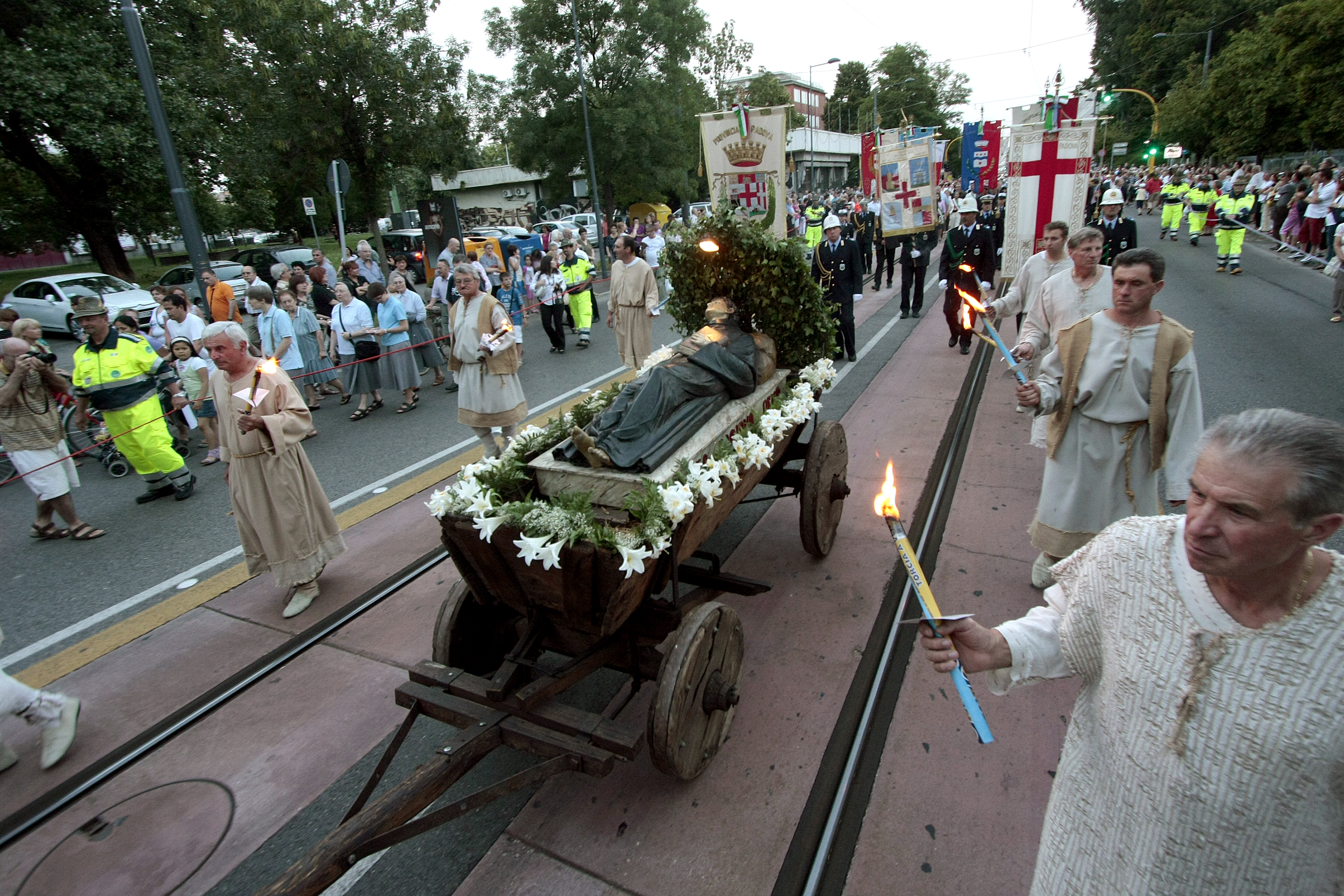
Rievocazione del Transito di Sant'Antonio

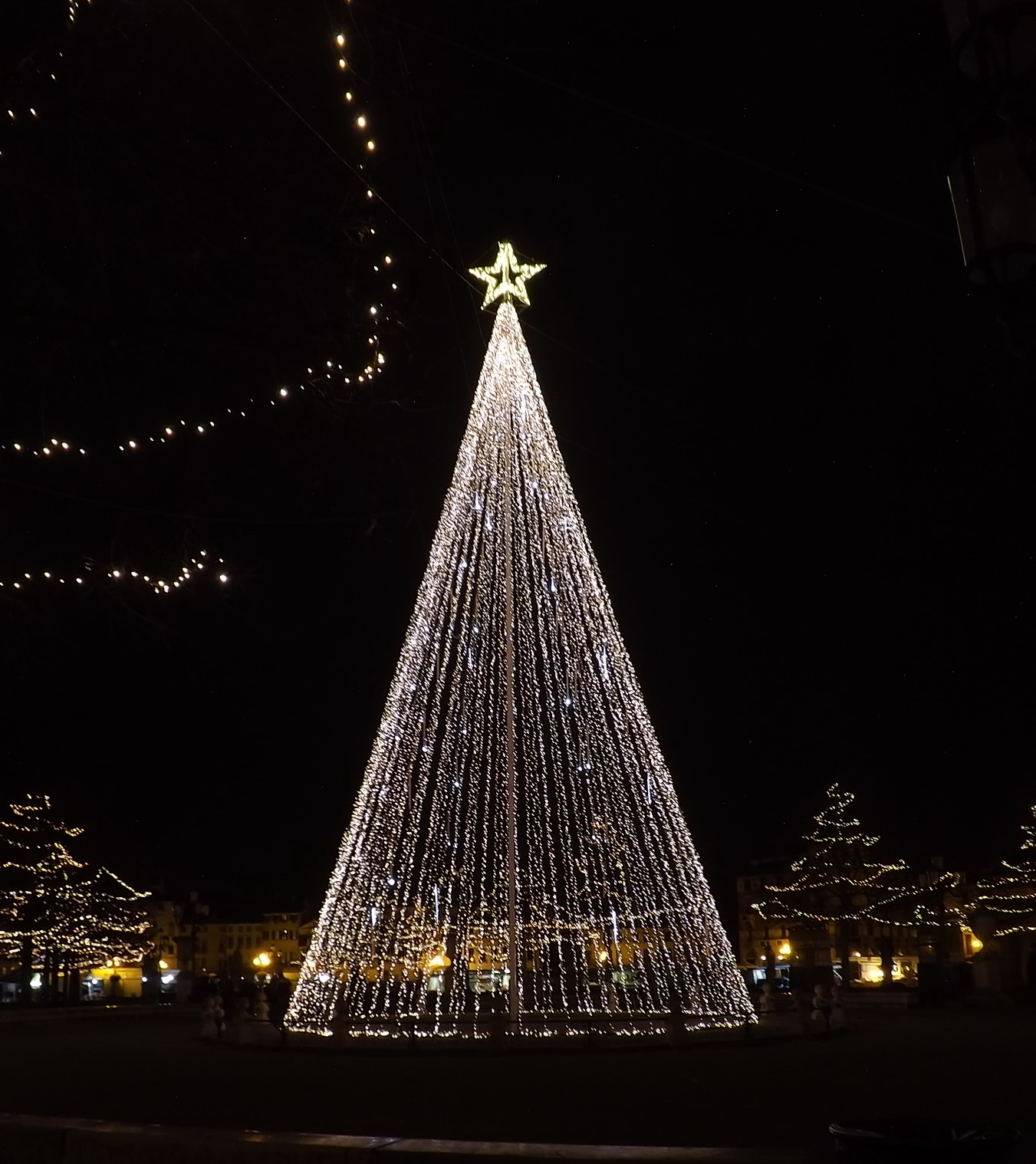
Luminarie per il Natale 2012

- Fiera campionaria, in maggio: è la più grande rassegna intersettoriale del Nord Est, raggiunta da più di duecentocinquantamila visitatori. Sono presenti mille espositori raggruppati in cinque settori: arredamento, enogastronomico, turismo, tempo libero, artigianato.
- Rievocazione del Transito di sant'Antonio, sera del 12 giugno. La rievocazione storica in costume vuole celebrare l'ultimo viaggio di sant'Antonio: egli infatti dimorava a Camposampiero quando percepì che la sua vita terrena volgeva al termine, chiese dunque di essere trasportato verso l'amata Padova per esalare l'ultimo respiro. Steso su un carretto trainato dai buoi, non riuscì però a raggiungere le porte della città e venne ricoverato presso l'allora convento francescano di Santa Maria de' Cella (la leggenda vuole che sia stato fondato da san Francesco in persona), dove morì (il luogo dove spirò il santo si trova oggi all'interno del Santuario di Sant'Antonio d'Arcella). La rievocazione storica del transito parte da Piazza Azzurri d'Italia, prosegue lungo via Tiziano Aspetti, viale Arcella e termina presso il santuario di Sant'Antonio d'Arcella; un concerto di campane di tutte le chiese di Padova precede la messa.
- Festa di Sant'Antonio, 13 giugno. Dopo una solenne messa celebrata nel mattino dal vescovo nella basilica, nel pomeriggio segue una seconda messa solenne, celebrata dal padre provinciale dei Frati Minori Conventuali, dopo la quale la reliquia del mento del Santo, preceduta dalla statua, è portata in processione per le vie del centro della città, seguita da una sfilata delle confraternite con i rispettivi gonfaloni, e dalle autorità. La processione si snoda lungo le principali vie del centro storico secondo il seguente percorso: piazza del Santo, via del Santo, via San Francesco, via Roma, via Umberto I, Prato della Valle, via Beato Luca Belludi, Piazza del Santo. Terminano l'evento il discorso del Sindaco e la Benedizione con la reliquia del Dito del Santo.
- "Sherwood Festival", in giugno-luglio; Radio Sherwood, una radio indipendente padovana, dà vita allo Sherwood Festival, importante evento cittadino della durata di un mese. Sul palco si avvicendano importanti gruppi musicali della scena alternativa italiana ed internazionale.
- nel 2005 e nel 2006 si è svolta la Notte bianca in giugno (all'inizio dell'estate) e dicembre (in occasione del Natale).
- "Padova Pride Village", il "gay village del nord-est", evento aperto a tutti organizzato a partire dal 2008 dal circolo Arcigay Tra l'altro Padova, nel quale si succedono eventi musicali, rassegne teatrali e cinematografiche e dibattiti, oltre alla consueta attività da discoteca. Si svolge tra i mesi di luglio ed agosto.
- Rievocazione Medioevale presso Arcella ogni settembre con "Palio di Sant'Antonin"
- "Villeggiando" in luglio e agosto; eventi e spettacoli nella più suggestive ville e piazze padovane.
- "Padova grand prix" e "World country roller marathon" in settembre. La competizione mondiale di pattinaggio a rotelle.
- Premio Biennale Internazionale di Architettura "Barbara Cappochin"
- Rievocazioni storiche, in settembre: rievocazioni storiche in costume nelle cittadine murate di Montagnana, Monselice, Montegrotto Terme e Cittadella.

## Geografia antropica

### Quartieri
Lo statuto suddivide il territorio comunale in quartieri. Prima della legge n. 42/2010, che ha soppresso le circoscrizioni nei comuni con meno di 250 000 abitanti, i sei quartieri erano organi elettivi; a decorrere dal maggio 2014 sono stati sostituiti con i Comitati di quartiere, organismi collegiali composti da residenti nominati dal sindaco, con funzioni consultive e propositive e di supporto all'amministrazione. La delimitazione territoriale è rimasta invariata.
Quartiere 1 Centro
Detto anche Centro storico, si estende per 5,2 km2, pressoché totalmente entro le mura cinquecentesche. Il cuore del quartiere Centro è idealmente identificabile con le famose Piazze (dei Signori, delle Erbe e della Frutta) ravvivate quotidianamente dai tradizionali mercati. Il territorio è solcato dal Piovego, navigabile dalle Porte Contarine fino al casello autostradale di Padova Est. L'area si suddivide in cinque zone abitative: zona Portello, zona Ospedali, zona Santo-Prato della Valle, zona Piazza Castello-Riviere, zona Savonarola-Piazza Mazzini-Stazione Ferroviaria. Nel 2015 contava 25 962 residenti, con densità abitativa pari a 4 994 abitanti per km2. La sede è in piazza Capitaniato.
Comprende le seguenti unità urbane (dati aggiornati a dicembre 2015):
- 1.1 Piazze - 6 631 residenti; densità: 8 294 abitanti/km2
- 1.2 Savonarola - 6 749 residenti; densità: 5 721 abitanti/km2
- 1.3 Santo - Portello - 7 037 residenti; densità: 4 091 abitanti/km2
- 1.4 Prato della Valle - 3 349 residenti; densità: 4 422 abitanti/km2
- 5.2 Stazione Ferroviaria - 2 196 residenti; densità: 2 959 abitanti/km2

Quartiere 2 Nord
Chiamato anche Arcella - S. Carlo - Pontevigodarzere, ha una superficie di 6,71 km2 e racchiude i rioni Arcella, San Bellino, San Carlo e Pontevigodarzere. Il confine settentrionale corrisponde in pratica con il tracciato locale del Brenta, a sud è delimitato dalla ferrovia Milano-Venezia, ad est dall'asse viario Plebiscito-Bigolo-Manca, ad ovest dai binari della Padova-Castelfranco Veneto. Nel 2015 contava 39 145 abitanti, con densità abitativa pari a 5 832 abitanti per km2. La sede è in viale Arcella, presso l'ex scuola Marchesi.
Comprende le seguenti unità urbane (dati aggiornati a dicembre 2015):
- 23 Pontevigodarzere - 5 316 residenti; densità: 2 793 abitanti/km2
- 24 San Carlo - 14 773 residenti; densità: 6 665 abitanti/km2
- 25.1 Arcella - 15 565 residenti; densità: 6 917 abitanti/km2
- 25.2 San Bellino - 3 491 residenti; densità: 10 201 abitanti/km2

Quartiere 3 Est
È chiamato anche Brenta-Venezia, Forcellini-Camin ed ha una superficie di 28,02 km2. Comprende i seguenti rioni: Ponte di Brenta, San Lazzaro, Mortise, Torre, Pio X, Stanga, Forcellini, Terranegra, San Gregorio, Camin, Granze. Confini: nord, comune di Cadoneghe; est, comuni di Vigonza e Noventa Padovana; sud, Quartiere 4, comune di Saonara, Legnaro e Ponte San Nicolò; ovest, Quartieri 2, 1 e 4. Vi scorrono tre canali: il Piovego, il San Gregorio, lo Scaricatore. In zona Stanga si trova la nota via Anelli. Al 2015 la popolazione ammontava a 38 132 abitanti, con densità abitativa pari a 1 361 abitanti per km2. La sede è in via Boccaccio, a Terranegra.
Comprende le seguenti unità urbane (dati aggiornati a dicembre 2015):
- 5.1 Fiera - 2 196 residenti; densità: 2 157 abitanti/km2
- 6 Stanga - 3 804 residenti; densità: 2 697 abitanti/km2
- 7 Forcellini - 9 831 residenti; densità: 3 691 abitanti/km2
- 26 Mortise - 6 756 residenti; densità: 3 559 abitanti/km2
- 27 Torre - 4 564 residenti; densità: 1 498 abitanti/km2
- 28 San Lazzaro - 1 877 residenti; densità 542 abitanti/km2
- 29 Ponte di Brenta - 3 460 residenti; densità: 2 720 abitanti/km2
- 30.1 Zona Industriale - 523 residenti; densità: 65 abitanti/km2
- 30.2 Isola di Terranegra - 245 residenti; densità: 210 abitanti/km2
- 31 Camin - 3 950 residenti; densità: 1 744 abitanti/km2
- 32 Granze - 926 residenti; densità: 530 abitanti/km2

Quartiere 4 Sud-Est
Viene chiamato anche S. Croce-S. Osvaldo, Bassanello-Voltabarozzo ed ha una superficie di 17,58 km2. La popolazione al 2015 ammontava a 47 003 abitanti, con densità abitativa pari a 2 674 abitanti per km2. La sede è in via Guasti, alla Guizza.
Comprende le seguenti unità urbane (dati aggiornati a dicembre 2015):
- 1.5 Città Giardino - 4 139 residenti; densità: 5 382 abitanti/km2
- 8 Sant'Osvaldo - 11 106 residenti; densità: 4 948 abitanti/km2
- 9 Madonna Pellegrina - 6 646 residenti; densità: 6 189 abitanti/km2
- 10 Voltabarozzo - 5 236 residenti; densità: 2 518 abitanti/km2
- 11 SS. Crocifisso - 4 486 residenti; densità: 1 836 abitanti/km2
- 12 Salboro - 2 659 residenti; densità: 565 abitanti/km2
- 13 Guizza - 12 731 residenti; densità: 2 990 abitanti/km2

Quartiere 5 Sud-Ovest
Viene chiamato anche Armistizio-Savonarola ed ha una superficie di 14,05 km2. La popolazione al 2015 ammontava a 28 008 abitanti, con densità abitativa pari a 1 996 abitanti per km2. La sede è in piazza Napoli, alla Sacra Famiglia.
Comprende le seguenti unità urbane (dati aggiornati a dicembre 2015):
- 2 Sacra Famiglia - 7 334 residenti; densità: 2 638 abitanti/km2
- 3 San Giuseppe - 7 568 residenti; densità: 6 121 abitanti/km2
- 4.1 Porta Trento sud - 2 431 residenti; densità: 3 906 abitanti/km2
- 4.2 Porta Trento nord - 609 residenti; densità: 1.312 abitanti/km2
- 14 Mandria - 10 066 residenti; densità: 1 126 abitanti/km2

Quartiere 6 Ovest
Il quartiere è chiamato anche Brentella-Valsugana ed ha una superficie di 21,88 km2. La popolazione al 2015 ammontava a 32 096 abitanti, con densità abitativa pari a 1 467 abitanti per km2. Data l'estensione, ha due sedi, una in via Dal Piaz alle Cave e una in via Astichello ad Altichiero.
Comprende le seguenti unità urbane (dati aggiornati a dicembre 2015):
- 15 Brusegana - 7 051 residenti; densità: 1 975 abitanti/km2
- 16 Cave - 4 292 residenti; densità: 2 063 abitanti/km2
- 17 Brentelle - 4 328 residenti; densità: 1 652 abitanti/km2
- 18 Sant'Ignazio - 3 920 residenti; densità: 2 864 abitanti/km2
- 19 Montà - 1 156 residenti; densità: 1 273 abitanti/km2
- 20 Ponterotto - 2 728 residenti; densità: 965 abitanti/km2
- 21 Sacro Cuore - 4 759 residenti; densità: 960 abitanti/km2
- 22 Altichiero - 3 862 residenti; densità: 1 090 abitanti/km2

#### Centro

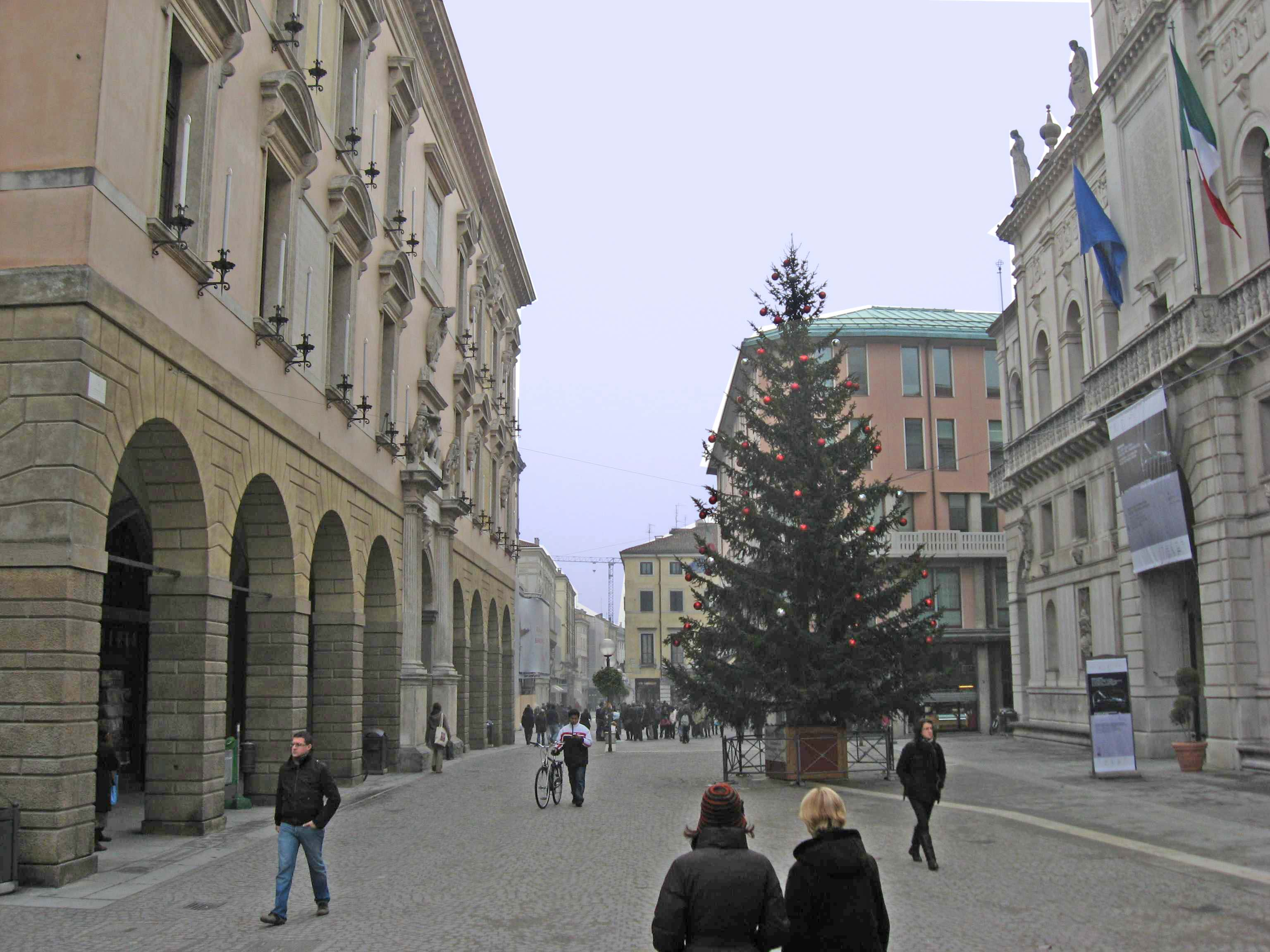
Il Listón a Natale 2007; a sinistra, il Bò, a destra il Municipio

Il Centro (Quartiere 1 Centro) nell'ottica dei Padovani si estende grosso modo all'interno delle mura cinquecentesche.
È caratterizzato da molte zone pavimentate con il tipico ciottolato romano o con i sanpietrini in porfido (come il Liston), perché corrisponde tendenzialmente all'area più antica della città.
Non si identifica con la zona limitata delle Piazze, anche se queste ultime ne costituiscono il cuore economico e culturale.

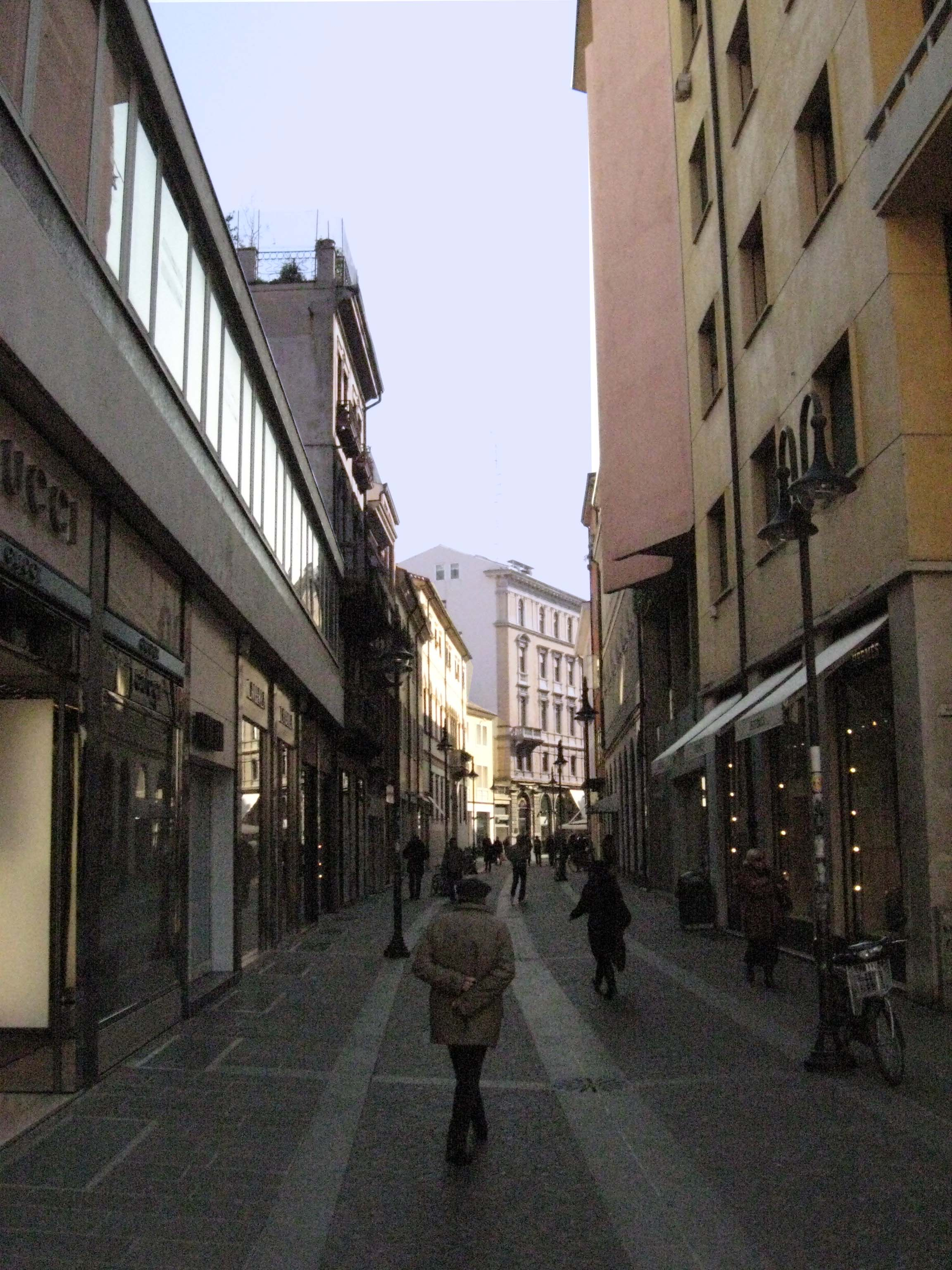
Via San Fermo, nel tratto pedonalizzato, ospita i negozi per lo shopping più lussuoso.

Nel quartiere è compreso anche il Portello, corrispondente alla parte orientale del centro, cosiddetto perché nelle vicinanze di Porta Ognissanti (spesso chiamata anch'essa col nome di Portello) si trovava un porto fluviale sul Piovego. Nella percezione dei Padovani è un sottoquartiere a parte, tanto che i suoi abitanti un tempo avevano diritto ad essere identificati con un nome a sé: porteàti, ossia abitanti del Portello. Oggi questa distinzione è poco sentita e non ha più molto significato, ma una volta questa zona della città aveva caratteristiche proprie che la distinguevano dalle altre: era in particolare un'area popolare e povera. Oggi ospita buona parte degli Istituti Universitari.

#### Arcella
Arcella (Quartiere 2 Nord) è la zona nord della città di Padova. Il suo confine è ben delineato dalla ferrovia Venezia-Milano a Sud e dal fiume Brenta a Nord (comprendendo il rione di Pontevigodarzere).
Nota per essere il luogo della morte di sant'Antonio (l'evento è ricordato dal santuario di Sant'Antonino) e per essere stata la periferia agricola di Padova fino alla seconda guerra mondiale, l'Arcella ha conosciuto nel dopoguerra un impetuoso sviluppo urbanistico, fino al raggiungimento degli attuali 38 000 abitanti. Il metrotram la collega in maniera migliore con il centro cittadino.
Arcella è anche il nome del vicariato della diocesi di Padova che comprende le parrocchie di Sant'Antonio ("Sant'Antonino"), San Carlo Borromeo (San Carlo), San Gregorio Barbarigo (San Gregorio), San Giovanni Battista (Pontevigodarzere), San Lorenzo da Brindisi, San Bellino, San Filippo Neri, Santissima Trinità, Gesù Buon Pastore, Sacro Cuore, Maternità B.V. Maria (Altichiero).

#### Pontevigodarzere
Pontevigodarzere (Quartiere 2 Nord) è situata in corrispondenza dei due ponti che collegano la zona a nord di Padova con la città stessa. Deve il nome al primo comune limitrofo, Vigodarzere appunto.
Inizialmente zona rurale, si è velocemente espansa nel periodo della ricostruzione dopo essere stata quasi rasa al suolo dai bombardamenti degli alleati nel tentativo di fermare la ritirata tedesca.
Dista circa 3 km dal centro cittadino, è una zona in fase di riqualificazione grazie al completamento della tangenziale nord che permette al traffico di raggiungere la nuova strada "del Santo" senza passare per via Pontevigodarzere.
Fa parte del quartiere 2-Nord che comprende anche Arcella e San Carlo.
È sede della principale moschea di Padova, che sorge proprio a fianco della parrocchia di San Giovanni Battista.
La chiesa parrocchiale di Pontevigodarzere, dedicata a San Giovanni Battista, fu costruita nel 1924 in sostituzione di un antico oratorio. La parrocchia venne eretta nel 1925 con territorio dismembrato da quelle di Altichiero, Arcella, Meianiga e Torre.

#### Ponte di Brenta
Ponte di Brenta (Quartiere 3 Est) è un antico borgo sorto in prossimità della confluenza delle vie provenienti rispettivamente da Venezia (oggi strada regionale 11 Padana Superiore) e da Mestre/Treviso.
Quest'ultima, oggi classificata come strada regionale 515 Noalese, a sua volta originata dalla fusione della strada provinciale 32 Miranese proveniente da Mirano e da Mestre, con la via Noalese proveniente da Noale e da Treviso.
Parte del Comune di Padova prima della prima guerra mondiale, Ponte di Brenta confina con il comune di Vigonza, dal quale è separato dal fiume Brenta.
Nato attorno ai traffici di barcaroli e viaggiatori, il borgo è caratterizzato dalla presenza di alcune notevoli ville patrizie veneziane, tra le quali spicca Villa Breda con il suo parco, oggi di proprietà della Fondazione "Vincenzo Stefano Breda", voluta dall'omonimo senatore del Regno e a lui intitolata. La villa, oggi sede museale, si affaccia sul fiume, dal quale avveniva l'accesso fino alla costruzione verso la fine del XIX secolo della ferrovia Padova-Venezia, ad opera sempre del senatore Breda, che con l'occasione creò una fermata esattamente in asse con il viale di accesso alla villa, dal lato del parco. Al senatore Breda sono tra l'altro intitolati l'ospizio per anziani e l'ippodromo di Padova, situati anch'essi nella frazione, l'asilo infantile, situato nella piazza principale e la modernissima struttura per persone affette da sclerosi multipla Casa Breda, di recente costruzione, nel quartiere Brentelle.
Il parco della villa ospita una pista per cavalli, primo ippodromo cittadino, e delle scuderie ottocentesche, retaggio della passione del patrizio per l'ippica.
Nella piazza principale di Ponte di Brenta si affacciano l'antica chiesa parrocchiale di San Marco e San Michele, di aspetto settecentesco. All'interno, opere di Luca Giordano e un pregevole organo dell'epoca.
Una piccola località di Ponte di Brenta è Torre, che secondo la storia in epoca medievale raggruppava le attuali frazioni di Mortise, Ponte di Brenta, Arcella e Altichiero. C'è chi afferma che Sant'Antonio sia morto a Torre invece che all'Arcella, in quanto quest'ultima all'epoca non sarebbe neppure esistita.

#### Guizza
La Guizza (Quartiere 4 Sud-Est) è uno dei quartieri più meridionali della città, estendendosi dalla zona del Bassanello sino al confine settentrionale del comune di Albignasego.
Quartiere residenziale, con una forte densità abitativa, è stato interessato dalla costruzione del principali asse del Metrotram cittadino, che ha il capolinea in questo quartiere. Rappresenta il principale punto di accesso alla città per il traffico proveniente dalla parte meridionale della provincia. La storia del quartiere, da quando era una stazione di posta alla sua incorporazione nella città, è al centro di gran parte della narrativa dello scrittore padovano Piero Sanavìo.

#### Madonna Pellegrina
La Madonna Pellegrina (Quartiere 4 Sud-Est) è una zona anticamente nobile di Padova situata tra il Ponte del Bassanello, il Ponte Quattro Martiri e le mura cittadine. Gode di efficienti servizi di trasporto tra i quali il mezzo tramviario, che passa a sud-est del quartiere, e gli autobus 3, 8, 11, 22 e 24. Il centro della Madonna Pellegrina è Via d'Acquapendente, dove hanno sede il santuario che dà il nome alla zona e la caserma del 2º reparto celere della Polizia di Stato. Nel territorio vi sono alcuni spazi verdi, fra questi il lungargine Scaricatore, dove nel 1981 furono uccisi i carabinieri Enea Codotto e Luigi Maronese in un conflitto a fuoco con un gruppo di terroristi tra i quali vi erano Francesca Mambro e Valerio Fioravanti. I militi hanno ricevuto la medaglia d'oro al valor militare e la città li ricorda con una statua e una manifestazione ufficiale che si tiene ogni anno il 5 febbraio.

#### La Mandria

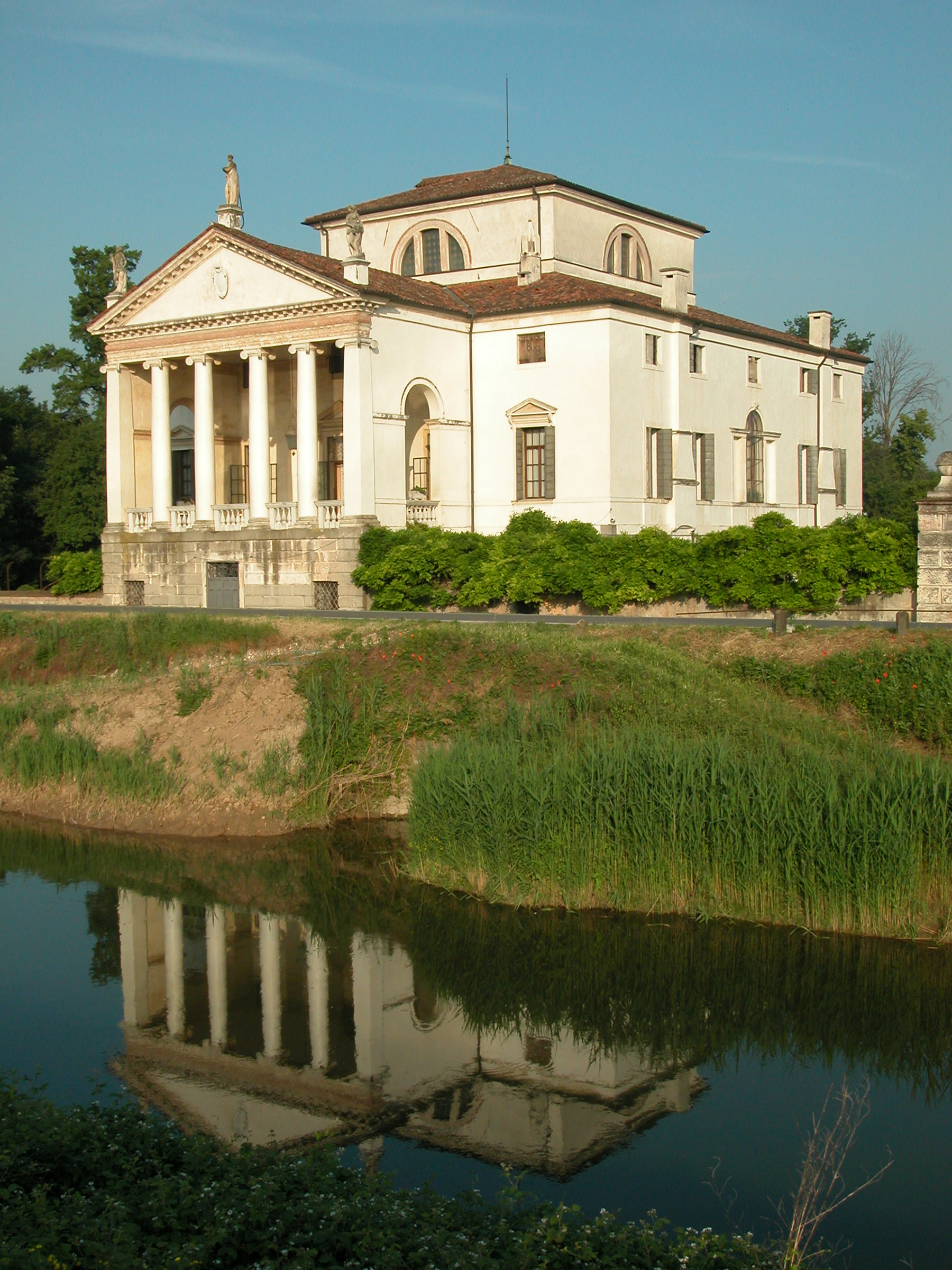
Villa Molin nel quartiere Mandria

La Mandria (Quartiere 5 Sud-Ovest) confina con i comuni di Abano Terme ed Albignasego, divisa da quest'ultimo dal Canale Battaglia.
Sorta attorno all'antica strada romana Annia che conduceva da Padova ad Adria, ospita sul proprio territorio Villa Giusti del Giardino, in cui venne firmato il 3 novembre del 1918 l'armistizio tra Italia, Impero austro-ungarico e Germania che poneva fine alla prima guerra mondiale; affacciata sul Canale Battaglia sorge invece Villa Molin, progettata dall'architetto Vincenzo Scamozzi nel 1597 (e che erroneamente viene collocata spesso a Mandriola, che sorge sull'altra sponda del Canale Battaglia).

#### Sacra Famiglia
Sacra Famiglia (Quartiere 5 Sud-Ovest) si trova a circa 1,5 chilometri dal municipio del capoluogo; tuttavia la parte più a nord est del quartiere è in pratica a ridosso delle mura di Padova. La località confina a sud ovest col comune di Albignasego precisamente con la frazione di Mandriola-Sant'Agostino divisa da quest'ultima dal fiume Bacchiglione. Nel novembre 2010, la località è stata la zona di Padova più colpita (dopo Salboro) dall'alluvione del Veneto del 2010. Nella località ha sede il consiglio di quartiere n.5; in essa si trova anche uno dei maggiori club tennistici del capoluogo.
La località si sviluppa su un territorio totalmente pianeggiante; a sud-ovest è bagnata dal fiume Bacchiglione che la separa dal comune di Albignasego. Proprio a ridosso del fiume, si concentra la maggior parte delle coltivazioni della zona. La località è posta a circa 8 chilometri a nord-est dei Colli Euganei e a 21 chilometri a ovest dalla laguna di Venezia.
Fino agli anni quaranta era un insieme di casupole circondate dalla campagna, salvo un piccolo sbocco sulle mura (porta San Giovanni), poi la cementificazione (che prosegue fino ai nostri giorni) ha in gran parte neutralizzato le coltivazioni della zona e ampliato di molto la piccola località. In particolare negli anni settanta si è costruito il prosieguo del rione, edificando decine di nuovi condomini. Ancora oggi prosegue questo fenomeno.

#### Montà
Della vecchia Montà (Quartiere 6 Ovest), situata sulla strada Padova-Ponterotto-Taggì di Sotto a circa 4 km dal centro della città, rimane solo l'antica intitolazione della chiesa parrocchiale di San Bartolomeo, risalente al XVI sec. Dello scorso secolo, invece, è la fondazione della parrocchia di Sant'Ignazio di Loyola. Rimane ancora visibile dietro Villa Ottoboni, ai piedi della zona del cavalcaferrovia costruito negli anni 80, parte dell'antico Arzeron sopraelevato che attraversava il territorio fuori delle mura cittadine. Questa zona della Montà era detta "borgo dea paja".
Dai primi anni del 2000 il territorio della frazione è stato soggetto a forti trasformazioni insediative ed è stato di fatto inglobato nel capoluogo. Nel 2004 è stato completato il cavalcavia di Corso Australia che ha nel contempo eliminato l'unico semaforo ancora esistente sulla tangenziale e contribuito a rompere l'isolamento della frazione con il resto della città. Nel 2017 è stato inaugurato il sottopasso di via Montà che ha agevolato l'ingresso al centro città.
Del quartiere Montà, fanno parte anche le zone di Sant'Ignazio e Ponterotto.

## Economia
La zona industriale di Padova è nata nel 1956 nell'area orientale della città, e da allora si è continuamente espansa ed articolata. Tra le maggiori aziende presenti vi sono Safilo Group, Sector, Michelotto Automobili e Valsport.
Si tratta di una delle più grandi zone industriali d'Europa, con una superficie di 10 milioni e 500 000 m2. All'interno di essa si trovano oltre 1 300 imprese, con una notevole diversificazione produttiva ed industriale, e vi operano più di 50 000 persone provenienti da tutto il Veneto. Al suo interno si trova il più grande interporto multimodale d'Italia e uno dei più importanti in Europa, nato il 6 giugno del 1973. Quasi tutte le merci provenienti dall'Europa o da inviare a destinatari europei transitano, infatti, per Padova.
L'interporto di Padova dispone, oltre ad altre infrastrutture, di una linea ferroviaria dedicata (Padova-Padova Interporto) che lo collega alla stazione Centrale di Padova. A Padova sono diffuse e rinomate le produzioni artigianali di ceramiche, di porcellane, di tessuti d'arte, di strumenti musicali, oltre ai laboratori di oreficeria.

## Infrastrutture e trasporti

### Strade
La storica tradizione di crocevia tra alcune delle principali vie di comunicazione nazionali ha favorito lo sviluppo economico cittadino. Le antiche strade romane che passavano o arrivavano a Padova hanno originato molte delle odierne strade che si diramano dalla città. La via Annia che collegava Adria e Aquileia, la Medoaci che portava a nord-ovest, la Astacus per Vicentia, l'Aurelia verso Asolo e l'Aponense per i Colli Euganei sono state integrate con altre strade costruite in armonia con lo sviluppo del territorio provinciale e del tessuto urbanistico cittadino.
La città si è sviluppata secondo il sistema dell'urbanistica romana, con i cardini nelle odierne vie Dante e Barbarigo e i decumani nelle vie S. Francesco e Vescovado. Un altro importante polo fu l'odierna via Altinate, da cui partiva il ramo orientale della Annia. All'incontro di queste strade sono state costruite le piazze che formano il centro cittadino, in particolare Piazza delle Erbe, Piazza della Frutta, Piazza dei Signori e Piazza del Duomo, che al tempo dei romani era l'Umbelicus Urbis. Di grande rilievo è Prato della Valle, la seconda piazza in Europa per estensione dopo la Piazza Rossa di Mosca; costruito nel 1775 nella zona a sud del centro cittadino, è uno dei principali luoghi di ritrovo, ospita il più grande mercato cittadino ed è sede di importanti eventi sportivi, musicali ecc.
Lungo le mura cinquecentesche si trovano la circonvallazione stradale interna e quella esterna, oggi meno congestionate dopo la costruzione delle tangenziali. Tra le opere costruite nel nuovo millennio, significativi sono i due cavalcavia colleganti il popoloso quartiere Arcella al centro della città, che hanno alleviato il pesante traffico gravante sul vecchio cavalcavia vicino alla stazione ferroviaria.

Padova è circondata da un anello di tangenziali che formano il Grande Raccordo Anulare di Padova, il cui sviluppo supera i 30 km. Per l'80% del percorso è composto da quattro corsie principali più due di emergenza, in prossimità di Padova Est le corsie diventano sei più due. Il progetto già approvato prevede di dare in gestione l'intero sistema cittadino di tangenziali alla società Autostrada Brescia-Verona-Vicenza-Padova S.p.A..

#### Autostrade
- Serenissima Torino – Trieste, (Milano – Venezia), gestita da Autostrada BS-VR-VI-PD e dalla CAV;
- Euganea Bologna – Padova, per Rovigo e Ferrara, gestita da Autostrade per l'Italia.

Attorno a Padova sono presenti 4 uscite autostradali: quelle di Padova Est e Padova Ovest sulla A4, la Padova Sud all'imbocco della A13 e la Padova Zona Industriale sul raccordo tra le due autostrade, che lambisce la periferia sud-orientale.

#### Strade Statali
- Ex statale Padana Superiore: per Venezia e Torino, via Milano;
- Adriatica: per Lecce, via Rimini, Ancona e Bari;
- Ex statale della Valsugana: per Trento, via Cittadella e Bassano del Grappa;
- di Altichiero: Tangenziale Ovest e Tangenziale Sud;
- Ex statale delle Terme Euganee: per Montegrotto Terme, via Abano Terme;
- Ex statale del Santo: per Resana, via Camposampiero e Campodarsego;
- Nuova superstrada del Santo: per Castelfranco Veneto, (Tangenziale Est);
- Ex statale Noalese: per Treviso, via Noale e Scorzè; e per Mestre, via Mirano, tramite la strada provinciale 32 Miranese (Tangenziale Nord);
- Piovese, per Piove di Sacco e innesto con la Romea.

### Ferrovie
Padova è dotata di varie stazioni ferroviarie, la principale delle quali è la stazione di Padova. Altre stazioni interne alla città sono: Padova Campo di Marte e Padova Interporto.
La sola altra stazione nel territorio comunale aperta al traffico passeggeri, la stazione di Ponte di Brenta, è stata chiusa nel 2015 congiuntamente con l'apertura, poco più ad est ma nel territorio comunale di Vigonza, della nuova stazione di Busa di Vigonza.
Nel 1911 fu attivata la ferrovia Padova-Piazzola, prolungata a Carmignano nel 1923; tale arteria, a servizio dei traffici suburbani verso nord, fu soppressa nel 1958.

### Porti
All'interno della città sono state realizzate banchine per l'ormeggio di piccole imbarcazioni a uso privato/turistico. Ve ne sono alle porte Contarine, al Bassanello e nei pressi del ponte di Voltabarozzo.
Il porto fluviale vero e proprio non è in attività, nonostante siano state realizzate 400 metri di banchine e un terminal container di RFI per il trasbordo dei container da nave a treno.; lo stesso è inserito nel contesto dell'idrovia Padova-Venezia, progettata all'inizio degli anni sessanta, che parte dall'interporto, attraversa il fiume Brenta e quindi il Novissimo, per arrivare alla conca Gusso, l'unica di tutto il canale; dopo un ulteriore breve tratto in terraferma supera l'argine di conterminazione lagunare e raggiunge il canale di grande navigazione Malamocco Marghera. Il percorso totale è di 27,575 km.
Da diversi decenni è stata riattivata la navigazione turistica fluviale tra Padova e Venezia a bordo dello storico 'Burchiello'. A cavallo tra la fine degli anni novanta e l'inizio degli anni 2000 è stata rimessa in funzione anche la navigazione in altri corsi d'acqua cittadini, che a tale scopo sono stati dragati e organizzati.

### Aeroporto
L'aeroporto di Padova "Gino Allegri" è principalmente utilizzato dall'aviazione militare e dai voli sanitari a supporto dell'attività del policlinico cittadino. È anche sede di un aeroclub, che organizza voli privati e scuole guida con piccoli aerei ad ala fissa e alianti.
La città è servita dall'aeroporto di Venezia-Marco Polo che dista 45 km.
Sono vicini anche gli aeroporti di Treviso (low cost), di Verona e di Bologna.

### Mobilità urbana
Il sistema del trasporto pubblico è gestito da BusItalia Veneto. Il principale asse è la rete tranviaria, attualmente costituita dalla sola linea SIR1, che serve il centro storico della città e i suoi principali monumenti collegandolo con la periferia Nord (Pontevigodarzere) e Sud (Guizza), integrato con una rete di autolinee urbane e suburbane. Dal 2023 sono in fase di costruzione i progetti delle nuove linee SIR2 e SIR3. La prima collegherà due comuni della Provincia situati a Est (Vigonza) e a Ovest (Rubano) della città, mentre la seconda partirà dalla Stazione ferroviaria per giungere a Voltabarozzo.
Il servizio interurbano su gomma è gestito mediante autocorse della medesima società, ed anche da Actv, Mobilità di Marca e SVT Società Vicentina Trasporti.
Fra il 1883 e il 1954 la città disponeva di un'estesa rete tranviaria urbana e di diverse tranvie extraurbane:
- Padova-Abano-Torreglia/Villa di Teolo
- Padova-Malcontenta-Fusina/Mestre
- Padova-Piove di Sacco
- Padova-Bagnoli di Sopra

## Amministrazione

Gonfalone civico

La sede comunale si trova a Palazzo Moroni, in Via del Municipio, 1.
Il Corpo di Polizia Municipale di Padova è l'organo amministrativo che svolge il servizio di Polizia municipale nell'ambito del Comune di Padova. È stato fondato il 21 novembre 1868.

### Consolati esteri
A tutto il maggio del 2013, erano presenti a Padova i consolati dei seguenti Paesi:
- Albania
- Burundi
- Corea del Sud
- Costa d'Avorio
- Croazia

- Mali
- Svizzera
- Ucraina
- Uruguay
- Moldavia

Nel 2009 si parlava dell'imminente apertura in città dei consolati di Cina e Romania, ma a tutto il maggio del 2013 non sono ancora stati realizzati.

### Gemellaggi
Padova è gemellata con:
- Nancy, dal 1964
- Friburgo, dal 1967
- Boston, dal 1983
- Handan, dal 1988
- Iaşi, dal 1995[93]

- Beira, dal 1995
- Coimbra, dal 1998
- Cagliari, dal 2002
- Zara, dal 2003
- Oxford, dal 2019

## Sport

### Calcio

La squadra di calcio del terzo classificato nel campionato italiano 1957-58

Il Padova è la storica compagine calcistica cittadina. La squadra, fondata nel 1910, ha militato per 16 stagioni in Serie A (di cui 14 tra il 1929 ed il 1962 e le ultime due tra il 1994 ed il 1996) annoverando tra le sue file giocatori come Kurt Hamrin e Alessandro Del Piero e allenatori come Nereo Rocco e Béla Guttmann. Il miglior risultato raggiunto è il terzo posto in Serie A nella stagione 1957-1958. Memorabile fu anche la Coppa Italia 1966-1967, in cui i biancoscudati giunsero alla finale, persa col Milan (1-0), dopo aver sconfitto l'Inter in semifinale per 3-2. Negli ultimi anni ha preso importanza il derby tra il Padova e il Cittadella, l'altra squadra della provincia, con cui ha spesso giocato nella stessa divisione a partire dalla stagione 1998-1999. Attualmente il Calcio Padova disputa il campionato di Serie B sul terreno dello stadio Euganeo.
Di buon livello calcistico negli anni dieci e anni venti fu l'Associazione Sportiva Petrarca Calcio, che nel campionato del 1922 rubò ai biancoscudati lo scettro di regina cittadina. In quella stagione fu eliminato nel girone a tre squadre di semifinale dalla Novese, che disputò poi la finale sconfiggendo la Sampierdarenese e laureandosi Campione d'Italia. Il Petrarca ha cessato l'attività nel 2016.
Attiva negli anni settanta e anni ottanta era la squadra di calcio femminile del Gamma 3 Padova, che vinse lo scudetto nel 1972 e nel 1973 e una Coppa Italia nel 1975. Ora la migliore squadra padovana di calcio femminile è il Padova (già Zensky), che ha disputato diversi campionati in serie cadetta.

### Pallacanestro
Il Gruppo Petrarca Basket disputò il massimo campionato nazionale maschile tra la fine degli anni cinquanta e l'inizio dei settanta, classificandosi terza nella stagione 1965-1966. La Virtus Padova ha militato in Serie A2 nella stagione 1993-1994. Attualmente tutte le locali compagini di basket disputano campionati minori. Vi sono in città anche 2 squadre di pallacanestro in carrozzina, il Millennium Basket e il CUS Padova.

### Pallavolo
La principale squadra di pallavolo maschile è la Pallavolo Padova, che milita nel campionato di Serie A1. Nel suo palmarès spicca la conquista della Coppa CEV nel 1994. Tra il 2004 e il 2007 la principale squadra di pallavolo femminile era rappresentata dal Volley Club Padova, che ha disputato due campionati di Serie A1 prima di cedere il titolo sportivo a Forlì e di proseguire l'attività solo a livello giovanile. Nella stagione sportiva 2005-2006 Padova è stata l'unica città a essere rappresentata nei massimi campionati di A1, sia nel volley maschile che in quello femminile, rispettivamente dal Sempre Volley e dal Volley Club Padova.

### Rugby a 15

La squadra di rugby del campione d'Italia 1973-74

Importante è il ruolo di Padova nel rugby nazionale; il Petrarca, sezione dell'omonima polisportiva, vanta la vittoria in 15 campionati nazionali tra il 1970 e il 2024, oltre a quattro coppe Italia.
Le Fiamme Oro contribuiscono al palmarès cittadino con ulteriori cinque scudetti tra il 1958 e il 1968, prima di scioglieri nel 1978 e rifondarsi a Milano nel 1985 e successivamente trasferirsi a Roma.
Altre realtà di rilievo che hanno militato in massima divisione sono il CUS Padova e, più recentemente, il Valsugana.
Tra le donne, invece, figura la squadra femminile del Petrarca, chiamata Perle Nere, attiva tra fine anni novanta e primi duemila, pioniera della disciplina in città, e più recentemente quella del citato Valsugana, le cui giocatrici sono chiamate familiarmente Valsugirls.
Quest'ultima compagine ha vinto 4 scudetti tra il 2015 e il 2022 e contribuisce a fare di Padova, con 24 campionati nazionali vinti, la città più scudettata del rugby italiano dopo Treviso.
Tra i rugbisti padovani messisi in luce a livello internazionale figurano Fulvio Lorigiola (tra i convocati alla prima Coppa del Mondo nel 1987), Marco Bortolami, i fratelli Mauro e Mirco Bergamasco e, più recentemente, Federico Ruzza.
Pur livornese di nascita, si annovera anche Marzio Innocenti, nella vita di tutti i giorni medico otorinolaringoiatra a Padova e giocatore per lungo tempo del Petrarca, che fu il capitano della nazionale alla citata coppa del Mondo del 1987 e che al 2022 ricopre l'incarico di presidente della Federazione Italiana Rugby.
In ambito femminile figurano invece Valentina Ruzza (sorella del citato Federico), seconda linea internazionale dal 2019 allo Stade français di Parigi, Beatrice Veronese, terza linea ala, Beatrice Rigoni (originaria di Abano Terme, mediano d'apertura), Vittoria Ostuni Minuzzi (di Camposampiero, estremo) ed Emma Stevanin (di Monselice, mediano d'apertura), tutte formatesi o militanti nel Valsugana.

### Scacchi
La squadra scacchistica a squadre di Padova, legata al Club Italiano di Scacchi "Guido Cortuso" di Padova e sponsorizzata dall'Obiettivo Risarcimento, società italiana di risarcimento sanitario, è da anni la miglior realtà italiana degli scacchi nazionali a squadre avendo vinto per 13 volte il Campionato italiano di scacchi a squadre e le ultime sette (al 2024) consecutive e per una volta la Coppa europea di scacchi per club. In passato a Padova è stato organizzato un importante torneo di scacchi internazionale il Festival scacchistico internazionale di Padova.

### Scherma
Le compagini cittadine più importanti nella scherma sono state l'antica Accademia Comini, il Petrarca Scherma e il Cus Padova, che hanno formato atleti vincitori di Olimpiadi e Campionati del Mondo. La squadra italiana di sciabola giunta seconda alle Olimpiadi di Londra 1948 era composta da atleti padovani allenati dal grande maestro Guido Comini. La fiorettista padovana Francesca Bortolozzi ha conquistato ori olimpici e mondiali (Barcellona 1992 ed Essen 1993), gli sciabolatori Marco Marin e Gianfranco Dalla Barba hanno conquistato titoli olimpici e mondiali (Los Angeles 1984, L'Aia 1995) e la sciabolatrice Anna Ferraro è stata campionessa del mondo a squadre (Seul 1999). Il Trofeo Luxardo di Padova, giunto nel 2007 alla 50ª edizione, è l'unica prova di Coppa del Mondo di sciabola che si disputa in Italia.

### Sport acquatici
Nella pallanuoto, i club cittadini più rilevanti sono Plebiscito, la cui squadra femminile ha vinto 4 campionati italiani e 3 coppe Italia negli anni 2010 e una Coppa Len, mentre la compagine maschile gioca nel campionato di Serie B.
Tra i molti nuotatori padovani che hanno vinto titoli italiani spicca Novella Calligaris, prima medaglia d'oro italiana in un campionato mondiale di nuoto, ottenuta a Belgrado 1973, che arrivò anche tre volte sul podio alle Olimpiadi di Monaco del 1972. Le maggiori società cittadine di canottaggio sono la Padovacanottaggio (nata nel 1993 dalle ceneri del CUS Padova) e la Canottieri Padova, che annoverava tra le sue file l'ex campione olimpico e mondiale Rossano Galtarossa.

### Altri sport
A Padova ha sede la squadra di hockey in-line maschile dei Ghosts fondata nel 1998, nel cui palmares figurano lo scudetto del 2003, la seconda posizione nella prima edizione della Champions League del 2003, la Coppa Italia del 2006 e i secondi posti in serie A nel 2006 e nella Supercoppa Italiana dello stesso anno. La maggiore squadra cittadina di football americano sono i Saints, che nel 1992 vinsero il SilverBowl, il campionato di seconda divisione.
Un'altra gloria dello sport patavino è il pilota Riccardo Patrese, che ha ceduto a Rubens Barrichello il primato (il suo era di 256) del maggior numero di gare disputate in Formula 1, dove risultò vincitore di sei Gran Premi. Discreta la carriera del pilota Giorgio Pantano, vincitore del campionato 2008 della GP2 e con qualche Gran Premio disputato in F1 nel 2004.
Tra i ciclisti più decorati espressi dalla scuola padovana vi sono Giuseppe Beghetto, campione olimpico nel tandem a Roma 1960 e tre volte campione del mondo della velocità, e Leandro Faggin, campione olimpico a Melbourne 1956 nell'inseguimento a squadre e nel chilometro da fermo, e 3 volte campione mondiale di inseguimento individuale. Il 23 maggio 2000, la 10ª tappa dell'83º Giro d'Italia si concluse a Padova con la vittoria di Ivan Quaranta.
Tra gli avvenimenti sportivi annuali più rilevanti c'è la maratona di Sant'Antonio, un evento che si tiene solitamente in aprile, con partenza da Campodarsego (PD) e arrivo in Prato della Valle. L'astista ucraino Sergej Bubka il 30 agosto 1992 realizzò al Colbachini dell'Arcella il suo terzultimo record del mondo (6.12) nel meeting Città di Padova, la manifestazione di punta dell'atletica cittadina che si tiene dal 1987 con scadenza annuale.

### Impianti sportivi
Impianti attivi

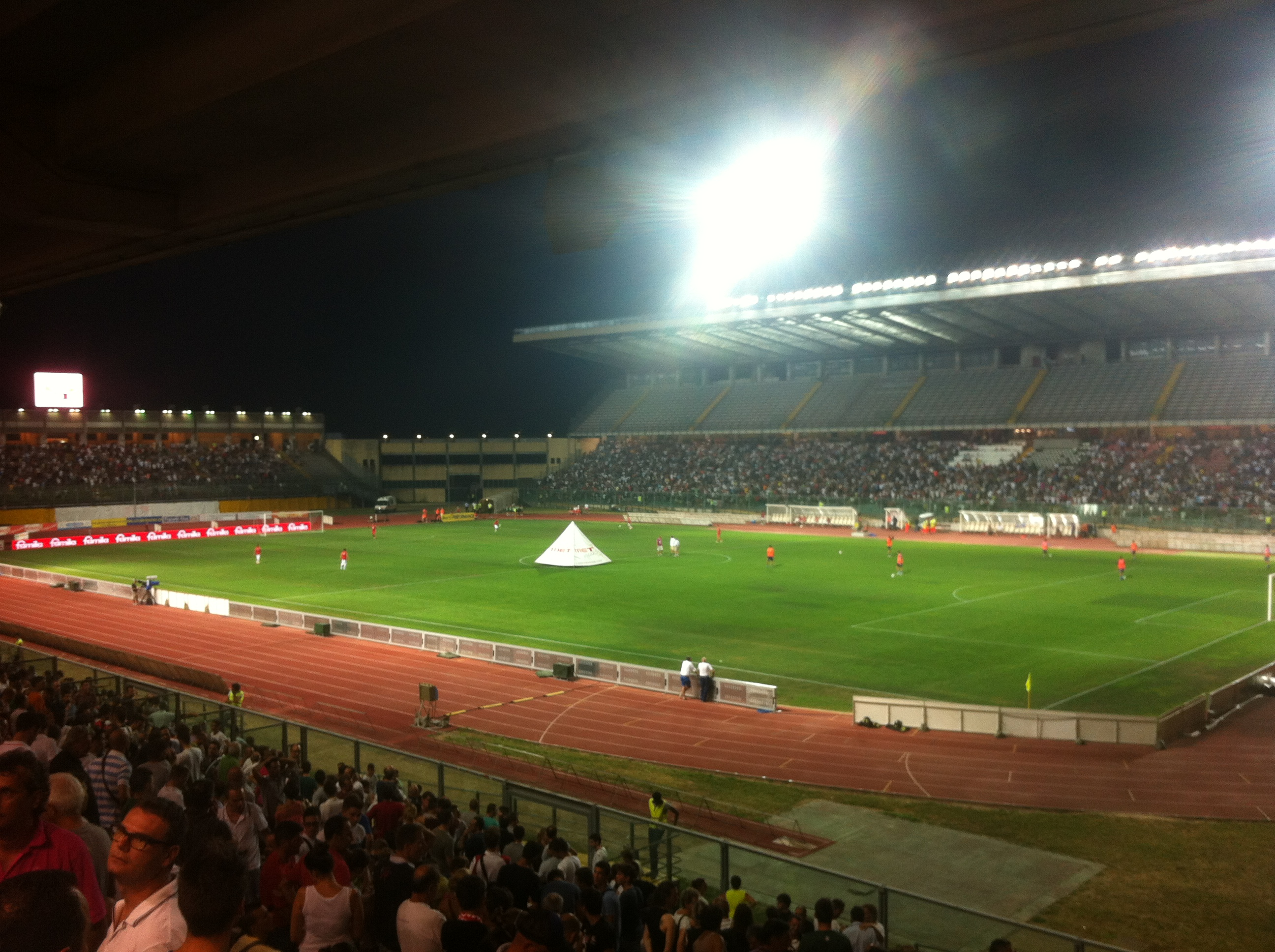
Lo stadio Euganeo

- Stadio Euganeo, calcio, atletica leggera, rugby
- Stadio Plebiscito, rugby, calcio, football americano
- Stadio Silvio Appiani, calcio, rugby, football americano
- Stadio Walter Petron, calcio
- Stadio Daciano Colbachini, atletica leggera, rugby
- Palasport San Lazzaro, pallavolo, pallacanestro, calcio a 5, pallamano
- Palazzetto dello sport Arcella, pallavolo, pallacanestro
- Palaindoor, atletica leggera, ginnastica artistica
- Ippodromo Vincenzo Stefano Breda, corse al trotto
- Velodromo Giovanni Monti, ciclismo
- Campo Baseball Plebiscito, baseball, softball
- Centro Sportivo Plebiscito, pallanuoto, hockey su ghiaccio, pattinaggio su ghiaccio, tennis, squash, arrampicata, nuoto e baseball
- Centro Sportivo Memo Geremia, rugby, calcio

Importanti impianti demoliti
- Palasport Tre Pini, pallavolo, pallacanestro
- Stadio Tre Pini, rugby, calcio

## Città con nome ispirato a Padova nel mondo
Alcune città del mondo sono state "battezzate" con un nome chiaramente ispirato a Padova:
- Padoue (Québec)[96]
- Padua (Minnesota)[97]
- Padua (Illinois)[98]
- Padua (Ohio)[99]
- Padua (California)[100]
- San Antonio de Padua (Buenos Aires)
- Padua (Provincia di Entre Ríos)
- Padua (Tolima)
- Padua (Sucre)
- Padua (Orissa)[101]
- Padua (Sofala)[101]
- Padua (Queensland)[101]
- Padua (sette città in vari dipartimenti)[101]
- Padua (Dipartimento di Wellington)[101]
- Padua[101]
- Villa Padova (Istarska - Istria)
- Padova Raka (Carelia)
- Nova Pádua

### Esplicative
1. ↑  Pertanto, parliamo di emergenze della cosiddetta cultura villanoviana.
2. ↑  Altri personaggi che in qualche modo rendono famosa Padova sono Stendhal per aver sostenuto che il caffè Pedrocchi è (era) il migliore d'Italia, e Oscar Wilde per il suo dramma intitolato La duchessa di Padova (1883 circa).
3. ↑   Trasea Peto raffigurato in una statua di Prato della Valle, su pratodellavalle.org. URL consultato il 26 agosto 2024 (archiviato dall'url originale il 27 settembre 2007).
4. ↑  È la data tuttora celebrata come festa del Santo dai padovani.
5. ↑  Esistono poi altri "senza" (probabilmente di origine goliardica-universitaria) che però non sono ben conosciuti nella cultura degli abitanti padovani:

  - "Capitello senza colonna", in riferimento al capitello che si trova sotto l'angolo del Salone verso Via Fiume, attaccato alla volta ma senza la sottostante colonna;
  - "Cavallo senza cavaliere", in riferimento al monumento di Donatello al condottiero Erasmo da Narni, detto il Gattamelata, e che è conservato nel Palazzo della ragione;
  - "Chiesa senza facciata", perché la Basilica di Santa Giustina in Padova, progettata con la facciata in marmo, ne è rimasta priva, con soli mattoni a vista;
  - "Bo senza stalla" o "Bo senza corna": si tratta del Palazzo centrale dell'Università, chiamato il "Bo" (che in dialetto significa "bue") perché sorge sull'area dove anticamente esisteva un'osteria con l'insegna del Bucranio (il cranio del bue), frequentata non solo da commercianti di bestiame, ma poi anche dai primi studenti e professori universitari;
  - "Gatta senza coda", con riferimento al condottiero Erasmo da Narni, detto il Gattamelata, il cui monumento equestre, opera di Donatello, sorge sulla Piazza del Santo;
  - "Cavour senza occhiali": è il monumento bronzeo a Camillo Benso, conte di Cavour, che sorge sull'omonima piazza centrale, il cui viso (contrariamente alla ben nota iconografia) è privo dei caratteristici occhiali. Ciò perché il viso stesso è stato ricavato dal calco della maschera funebre di Cavour, con la sola correzione degli occhi da parte dello scultore (l'informazione è stata fornita dal compianto scultore padovano Luigi Strazzabosco, possessore del calco funebre suddetto);
  - "Orologio senza catena": si riferisce all'orologio costruito da Jacopo Dondi nel 1344 che non ha le solite lancette ed una catena con degli ingranaggi ma dei cubi che ruotano a mostrare data e ora.
6. ↑  Passa quasi inosservata un'altra statuetta, sommariamente riproducente una gatta seduta in posa antropomorfica, con un "topo" tra le grinfie. Il piccolo manufatto è posto a pochi metri dalla "gatta principale".
7. ↑  In realtà, Copernico era una sorta di "dilettante" di lusso dell'astronomia, poiché traeva i mezzi del proprio sostentamento dalla carica di canonico, affidatagli da un suo zio vescovo di Frombork, nella Varmia.
8. ↑  Copernico studiò medicina (tra il 1500 ed il 1503), peraltro senza laurearsi; questo abbandono non gli impedì di essere considerato un medico di successo, oltre che un professionista del diritto amministrativo in relazione all'incarico di canonico già rammentato.
9. ↑  A Padova Galileo perfezionò il cannocchiale, con cui, dalla sua casa in Padova, avrebbe successivamente scoperto i 4 satelliti di Giove.
10. ↑  Tutti gli enti culturali del circuito "Musei civici" sorgono nel comprensorio Scrovegni-Eremitani-Arena romana
11. ↑  Il mercato di Prato della Valle si svolge solo al sabato
12. ↑  Il Cittadella nelle stagioni 1999-2000 e 2000-2001 mentre militava in Serie B, giocò nello Stadio Euganeo e mutò il nome in Cittadella Padova

### Bibliografiche
1. 1 2   Bilancio demografico mensile anno 2025 (dati provvisori), su demo.istat.it, ISTAT.
2. ↑   Classificazione sismica (XLS), su rischi.protezionecivile.gov.it.
3. ↑   Tabella dei gradi/giorno dei Comuni italiani raggruppati per Regione e Provincia (PDF), in Legge 26 agosto 1993, n. 412, allegato A, Agenzia nazionale per le nuove tecnologie, l'energia e lo sviluppo economico sostenibile, 1º marzo 2011,  p. 151. URL consultato il 25 aprile 2012 (archiviato dall'url originale il 1º gennaio 2017).
4. ↑   Teresa Cappello e Carlo Tagliavini, Dizionario degli etnici e dei toponimi italiani, Bologna, Pàtron, 1981,  p. 384, SBN UMC0979712.
5. ↑   Padova, in Treccani.it – Enciclopedie on line, Roma, Istituto dell'Enciclopedia Italiana.
6. ↑   Il Bo Live, Università di Padova, Padova Urbs Picta entra nel patrimonio mondiale Unesco, su Il Bo Live. URL consultato il 15 agosto 2021.
7. ↑   Università di Padova, Storia dell'Università di Padova, su Università di Padova. URL consultato il 15 agosto 2021.
8. ↑   Mappa della classificazione sismica del suolo italiano (PDF), su Dipartimento della protezione civile, 31 dicembre 2022. URL consultato il 26 agosto 2024 (archiviato dall'url originale il 10 febbraio 2023).
9. ↑   Padova città d'acque, pubblicazione in PDF del comune (PDF), su padovanet.it. URL consultato il 9 gennaio 2008 (archiviato il 12 giugno 2012).
10. ↑   Piena del Bacchiglione, notte di paura a Padova. Salta l'argine a Ponte San Nicolò, in Il Mattino di Padova, 2 novembre 2010 (archiviato dall'url originale il 14 novembre 2012).
11. ↑   Pier Giovanni Zanetti, Acque di Padova 150 anni del Canale Scaricatore, Cierre Edizioni, 2013, ISBN 978-88-8314-726-5.
12. ↑   Dati Confedilizia, su confedilizia.it. URL consultato il 26 agosto 2024 (archiviato dall'url originale il 20 maggio 2011).
13. ↑   Comune di Padova, Annuario Statistico Comunale (PDF), su padovanet.it (archiviato il 14 febbraio 2015).
14. ↑   Petrarca, Cogliani, Mancini, Spinelli, Archivio Climatico ENEA, su clisun.casaccia.enea.it (archiviato il 26 agosto 2014).
15. ↑   Nevosità 1961-2010, su marcopifferetti.altervista.org. URL consultato il 26 gennaio 2012 (archiviato il 21 gennaio 2012).
16. ↑   Nevosità 1921-'60 (GIF), su marcopifferetti.altervista.org. URL consultato il 26 gennaio 2012 (archiviato il 24 dicembre 2011).
17. ↑   Principali variabili meteorologiche — ARPA Veneto, su arpa.veneto.it. URL consultato il 10 luglio 2017 (archiviato il 30 aprile 2017).
18. ↑  R. Mambella.
19. ↑  Tito Livio, Ab urbe condita libri, X, 2.
20. 1 2 3 4   Il Medioevo - Dagli anni bui del declino di Roma, alla rinascita Comunale, su padovanet.it. URL consultato il 30 aprile 2017 (archiviato il 6 agosto 2017).
21. 1 2   Il Rinascimento - La crescita della città e l'avvento dei Carraresi, su padovanet.it. URL consultato il 30 aprile 2017 (archiviato il 3 settembre 2018).
22. ↑   Quel 28 aprile 1945, ecco come fu liberata Padova, su mattinopadova.gelocal.it, 30 aprile 2017 (archiviato il 28 aprile 2017).
23. ↑   Francesco Preziosi, Notiziari Eretici, Antonio Tombolini editore, 2016,  p. 189, ISBN 8893370581. URL consultato il 30 aprile 2017 (archiviato il 4 settembre 2018).
24. ↑   Anche a Padova la politica era partita per la tangente, su paologiaretta.it, 30 aprile 2017 (archiviato il 4 settembre 2018).
25. ↑   Bozzetto dello stemma del Comune di Padova, su ACS, Raccolta dei disegni degli stemmi di comuni e città. URL consultato il 5 ottobre 2024.
26. ↑   Presidenza della Repubblica Italiana, Città di Padova, su quirinale.it, 28 marzo 2025. URL consultato il 7 aprile 2025.
27. ↑   Padova ebraica, su TurismoPadova (pubblicazione della Provincia PD). URL consultato il 26 agosto 2024 (archiviato dall'url originale il 13 maggio 2007).
28. ↑   Scoperta una nuova necropoli del VI secolo avanti Cristo durante i lavori per lo studentato, su PadovaOggi. URL consultato il 26 maggio 2025.
29. ↑   mercuriali, Museo di Palazzo Santo Stefano, su www.provincia.pd.it, 26 ottobre 2018. URL consultato l'8 novembre 2024.
30. 1 2  (EN) The Porticoes of Bologna, su whc.unesco.org, 5 aprile 2019 (archiviato il 5 aprile 2019).
31. ↑   Portici di Padova, su ecopolis.legambientepadova.it. URL consultato il 5 aprile 2019 (archiviato l'8 aprile 2019).
32. ↑   Padova. Città gioiello dove l'arte è di casa, su repubblica.it, 5 aprile 2019 (archiviato il 6 aprile 2019).
33. ↑   Scoperta una nuova necropoli del VI secolo avanti Cristo durante i lavori per lo studentato, su padovaoggi.it.
34. ↑   La Soprintendenza avvia un progetto di valorizzazione delle terme romane di via Scavi, su padovaoggi.it.
35. ↑  Dati pubblicati nel libretto Naturalmente Padova... Tre percorsi per scoprire una città che allarga i suoi confini verdi (maggio 2007, edito dal Comune di Padova).
36. ↑  Fonte: pubblicazione Naturalmente Padova, distribuita alla cittadinanza dal Comune di Padova.
37. ↑  Dati tratti da:
  -  Popolazione residente dei comuni. Censimenti dal 1861 al 1991 (PDF), su ebiblio.istat.it, ISTAT.
  -  Popolazione residente per territorio – serie storica, su esploradati.censimentopopolazione.istat.it.
Nota bene: il dato del 2021 si riferisce al dato del censimento permanente al 31 dicembre di quell'anno.
38. ↑   Popolazione Padova (2001-2018) Grafici su dati ISTAT, su Tuttitalia.it. URL consultato il 22 aprile 2020 (archiviato il 2 maggio 2015).
39. ↑   Demografia in cifre, su ISTAT.it. URL consultato il 14 ottobre 2020 (archiviato il 9 luglio 2011).
40. ↑   Copia archiviata (PDF), su padovanet.it. URL consultato il 12 luglio 2018 (archiviato il 12 luglio 2018).
41. ↑   [WEB] Capitolo 2 2023.pdf (PDF), su padovanet.it.
42. ↑   Padova, mancano case per gli studenti: posti letto a peso d'oro, su rainews.it.
43. ↑   POPOLAZIONE INSISTENTE PER STUDIO E LAVORO (PDF), su istat.it.
44. ↑   Pagina del sito ufficiale dell'Amministrazione comunale riguardante la comunità metropolitana di Padova, su padovanet.it. URL consultato il 7 giugno 2010 (archiviato il 9 aprile 2008).
45. ↑   Daniele Mont D'Arpizio, Il colore dei fratelli. Quarant'anni di immigrazione nelle pagine della Difesa del popolo, su Scribd. URL consultato il 26 agosto 2024 (archiviato dall'url originale il 24 ottobre 2013).
46. ↑   Popolazione migrante tra passato e presente, su statistica.regione.veneto.it.
47. ↑   POPOLAZIONE RESIDENTE - aggiornamenti mensili (PDF), su padovanet.it.
48. ↑   I “Nuovi Italiani” dal 2007 al 2020 (PDF), su padovanet.it.
49. ↑  Collegio Rabbinico Archiviato il 7 aprile 2014 in Internet Archive., Unione delle Comunità Ebraiche Italiane
50. ↑  Sito del turismo di Padova - Brochure sul Caffè Pedrocchi Archiviato il 25 aprile 2007 in Internet Archive.
51. ↑  Lionello Puppi, Giuseppe Toffanin jr. Guida di Padova. Arte e storia tra vie e piazze. Trieste, 1983. p. 163.
52. ↑   Prato della Valle - Comune di Padova, su padovanet.it. URL consultato il 21 aprile 2008 (archiviato il 17 agosto 2009).
53. ↑  Giuseppe Toffanin jr., Le strade di Padova, cit., voce "Citolo da Perugia", pag. 127, ove è ricordata la lunga canzone dileggiatoria che iniziava così:

«Su, su, su, chi vol la gatta,
venga innanti del bastione,
dove in cima de un lanzone
la vedrete star legata,
su, su, su, chi vol la gatta?»
 e così via per una buona dozzina di strofe.
54. ↑  Toffanin, Le strade di Padova cit., pag. 205
55. ↑  Alessandro Baldan, "Studio storico ambientale artistico", cit., pagg. 167-169
56. ↑   I 16 numeri dell'Azienda, su sanita.padova.it, Sito dell'Azienda Ospedaliera di Padova. URL consultato il 16 febbraio 2012 (archiviato dall'url originale il 23 dicembre 2011).
57. ↑   Ecco gli ospedali migliori d'Italia, in Il Giornale, 10 marzo 2009. URL consultato il 16 febbraio 2012 (archiviato il 18 marzo 2012).
58. ↑   Padova, batte un cuore artificiale la prima volta che accade in Italia, in La Repubblica, 10 dicembre 2007. URL consultato il 16 febbraio 2012 (archiviato il 12 febbraio 2009).
59. ↑   Dati Statistici, su unipd.it. URL consultato il 2 marzo 2020 (archiviato il 2 marzo 2020).
60. ↑  PadovaCultura -Musei Civici Archiviato il 3 aprile 2007 in Internet Archive.
61. ↑  Sito ufficiale Museo delle acque Archiviato il 24 febbraio 2008 in Internet Archive.; è ospitato nell'ex chiesetta settecentesca di Sant'Eufemia, antica parrocchiale di Altichiero (Quartiere 6 Ovest)
62. ↑   Sito del tempio-museo dell'internato ignoto, su digilander.libero.it. URL consultato il 14 aprile 2007 (archiviato il 27 aprile 2007).
63. ↑  Per un elenco delle emittenti e relative frequenze nella zona di Padova, si consulti questa pagina Archiviato il 14 aprile 2017 in Internet Archive.
64. ↑  Per un elenco delle emittenti nella zona di Padova, si consulti  Archiviato il 26 giugno 2017 in Internet Archive.
65. ↑   Immagini dei resti dello Zairo nella canaletta di Prato della Valle (PDF) [collegamento interrotto], su lavecchiapadova.it.
66. ↑   Operazione Zairo, un anno dopo, su scienzaconlapancia-padova.blogautore.repubblica.it. URL consultato il 25 febbraio 2023 (archiviato il 2 maggio 2019).
67. ↑   Giornata Mondiale della Commedia dell'Arte 2015 | Padova Cultura, su padovacultura.padovanet.it. URL consultato il 17 dicembre 2015 (archiviato il 12 maggio 2015).
68. ↑   L’animale femmina, Emanuela Canepa. Giulio Einaudi Editore - Stile libero Big, su Einaudi. URL consultato il 7 dicembre 2020.
69. ↑   "Mani calde" di Giovanna Zucca, intervista all'autrice, su Personal Book Shopper, 13 gennaio 2017. URL consultato il 7 dicembre 2020.
70. ↑   Gastronomia - Comune di Padova, su padovanet.it. URL consultato il 1º aprile 2013 (archiviato il 31 dicembre 2013).
71. 1 2 3 4 5 6 7 8 9 10 11 12   Padova in cifre - Comune di Padova, su padovanet.it. URL consultato l'11 aprile 2016 (archiviato il 5 maggio 2016).
72. ↑  Sede del quartiere 1 Centro Archiviato il 27 novembre 2015 in Internet Archive., sito comunale
73. ↑  Sede del quartiere 2 Nord Archiviato il 13 marzo 2013 in Internet Archive., sito comunale
74. ↑  Sede del quartiere 3 Est Archiviato il 13 marzo 2013 in Internet Archive., sito comunale
75. ↑  Sede del quartiere 4 Sud-Est Archiviato il 13 marzo 2013 in Internet Archive., sito comunale
76. ↑  Sede del quartiere 5 Sud-Ovest Archiviato il 13 marzo 2013 in Internet Archive., sito comunale
77. ↑  Sede del quartiere 6 Ovest Archiviato il 13 marzo 2013 in Internet Archive., sito comunale
78. ↑   PONTEVIGODARZERE - SAN GIOVANNI BATTISTA, su parrocchiemap.it. URL consultato il 28 dicembre 2018 (archiviato il 28 dicembre 2018).
79. ↑  Il 2º Reparto Celere di Padova Archiviato il 2 febbraio 2014 in Internet Archive., polizianellastoria.it
80. ↑   Aperto il sottopasso di via Montà: taglio del nastro alla presenza di centinaia di cittadini, su padovaoggi.it. URL consultato il 26 aprile 2024.
81. ↑   Il consorzio ZIP - La missione, su zip.padova.it. URL consultato il 20 agosto 2018 (archiviato il 20 agosto 2018).
82. ↑   Atlante cartografico dell'artigianato, vol. 1, Roma, A.C.I., 1985,  p. 18.
83. 1 2  Dalle origini a Roma Archiviato il 10 marzo 2014 in Internet Archive., padovanet.it
84. ↑  Prato della Valle Archiviato il 17 agosto 2009 in Internet Archive., padovanet.it
85. ↑   Copia archiviata (PDF), su legambientepadova.it. URL consultato il 15 maggio 2008 (archiviato il 7 ottobre 2009).
86. 1 2   Progetto nuova linea tranviaria Vigonza-Rubano (Sir2) - Comune di Padova, su www.padovanet.it. URL consultato il 23 aprile 2024.
87. ↑   LINEA TRANVIARIA SIR2 RUBANO VIGONZA – PROGETTO FINANZIATO PNRR, su APS Holding. URL consultato il 23 aprile 2024.
88. 1 2   Progetto nuova linea tranviaria Stazione-Voltabarozzo (Sir3) - Comune di Padova, su www.padovanet.it. URL consultato il 23 aprile 2024.
89. ↑   Presentazione nuova linea tranviaria Stazione-Voltabarozzo (Sir3) (PDF), su Padovanet.it, 18 aprile 2024.
90. ↑  Consolati esteri a Padova Archiviato il 5 aprile 2013 in Internet Archive., padovanet.it
91. ↑  Daniele Mont D'Arpizio, "Un pezzo di paese straniero tra noi Archiviato il 7 marzo 2016 in Internet Archive.", La Difesa del popolo, 7 giugno 2009, p. 13
92. ↑  Le città gemelle di Padova Archiviato il 20 maggio 2011 in Internet Archive., padovanet.it
93. ↑   Comune di Iaşi:città gemellate, su primaria-iasi.ro. URL consultato il 18 agosto 2010 (archiviato dall'url originale il 18 agosto 2011).
94. ↑   COMUNICATO STAMPA, su Volley Club Padova, 3 luglio 2007. URL consultato il 6 ottobre 2022 (archiviato dall'url originale l'11 agosto 2007).
95. ↑   Bubka ricomincia a volare, Corriere della Sera, 31 agosto 1992, su archiviostorico.corriere.it. URL consultato l'8 novembre 2009 (archiviato il 5 novembre 2012).
96. ↑  Répertoire des municipalités du Québec[collegamento interrotto]
97. ↑   Absolute United States: Padua, Minnesota, su abstusa.com. URL consultato l'8 maggio 2008 (archiviato dall'url originale il 16 gennaio 2009).
98. ↑   Absolute United States: Padua, Illinois, su abstusa.com. URL consultato l'8 maggio 2008 (archiviato dall'url originale il 16 gennaio 2009).
99. ↑   Absolute United States: Padua, Ohio, su abstusa.com. URL consultato il 9 maggio 2008 (archiviato dall'url originale il 16 gennaio 2009).
100. ↑   Absolute United States: Padua, California, su abstusa.com. URL consultato il 9 maggio 2008 (archiviato dall'url originale il 24 marzo 2015).
101. 1 2 3 4 5 6   Copia archiviata, su geolocalizador.com. URL consultato il 9 giugno 2008 (archiviato il 4 dicembre 2008).